# 日本のラジオパーソナリティ一覧
日本のラジオパーソナリティ一覧（にほんのラジオパーソナリティいちらん）は、日本のラジオ番組においてラジオパーソナリティ、ディスクジョッキーを務める人物の一覧。現在ラジオ番組に出演中、および過去に出演した人物などを含む。
ここではウィキペディアに収録されている（主にラジオパーソナリティを中心に活動する）人物を中心として列挙する。また、Category:ラジオ番組のパーソナリティ・DJも参照されたし。

| 目次 | 目次 | 目次 | 目次 | 目次 | 目次 | 目次 | 目次 | 目次 | 目次 | 目次 |
| ---- | ---- | ---- | ---- | ---- | ---- | ---- | ---- | ---- | ---- | ---- |
| わ   | ら   | や   | ま   | は   |      | な   | た   | さ   | か   | あ   |
|      | り   |      | み   | ひ   |      | に   | ち   | し   | き   | い   |
| を   | る   | ゆ   | む   | ふ   |      | ぬ   | つ   | す   | く   | う   |
|      | れ   |      | め   | へ   |      | ね   | て   | せ   | け   | え   |
| ん   | ろ   | よ   | も   | ほ   |      | の   | と   | そ   | こ   | お   |

## 日本のラジオパーソナリティ

### あ行

#### あ
- 相賀真理子（あいが まりこ・元HBCアナ）
- 愛川欽也（あいかわ きんや・俳優、タレント。TBSラジオ&文化放送パーソナリティー）
- 相越久枝（あいごし ひさえ、元FM長崎アナ）
- あいざわ元気
- 相沢なほこ
- 相磯舞（あいそ まい・YBCアナ）
- 相田翔子（あいだ しょうこ・歌手、Wink（活動休止）メンバー）
- アイドル鳥越（あいどる とりごえ）
- 相葉雅紀（あいば まさき・歌手、嵐（活動休止）メンバー）[1]
- 相原玲（あいはら れい）
- 相原勇（あいはら ゆう・歌手、タレント）
- 相武紗季（あいぶ さき・タレント、グラビアアイドル、女優）
- 相本芳彦（あいもと よしひこ・ラジオたかおかパーソナリティー、元KNBアナ）
- 蒼井里紗（あおい りさ）
- 青池奈津子（あおいけ なつこ・元CBCアナ）
- あおい輝彦（あおい てるひこ・俳優、歌手）
- 葵ひろ子（あおい ひろこ・演歌歌手、YBCラジオパーソナリティー）
- 青木和雄（あおき かずお・元MBSアナ）
- 青木京子（あおき きょうこ・KRYアナ）
- 青木さやか（タレント）
- 青木真麻（あおき まあさ・TBSラジオパーソナリティー）
- 青木まな（CBCアナ）
- 青木裕子（あおき ゆうこ・元TBSテレビアナ）
- 青島健太（あおしま けんた・TBS野球解説者）
- 青島幸男（あおしま ゆきお・タレント、俳優、作詞家。元東京都知事）
- 青空たのし（あおぞら たのし・ラジオDJ、司会者、ハーモニカ奏者、旧：青空田の志）
- 青田典子（あおた のりこ・タレント）
- 青谷倫太郎（あおたに りんたろう・元RKKアナ、現：同局報道部記者）
- 青柳まゆみ（あおやぎ まゆみ・タレント、文化放送パーソナリティー）
- 青山英次（あおやま えいじ・RABアナ）
- 青山高明（あおやま たかあき・元CBCアナ、現：同局岡崎支社営業部スタッフ）
- 青山高治（あおやま たかはる・RCCアナ）
- 青山祐子（あおやま ゆうこ・NHKアナ）
- 青山良平（あおやま りょうへい・タレント、RABラジオパーソナリティー）
- 赤江珠緒（あかえ たまお・元ABCアナ）
- あかおかずのり（シンガーソングライター、RKBラジオパーソナリティー）
- 赤荻歩（あかおぎ あゆみ・TBSアナ）
- 赤城敏正（あかぎ としまさ・元HBCアナウンス部長。現：同局社長室広報部長兼コンプライアンス室経営管理部長）
- 赤木誠（あかぎ まこと・MBSアナ）
- 赤坂泰彦（あかさか やすひこ・タレント、DJ）
- 明石英一郎（あかし えいいちろう・STVアナ）
- 明石家さんま（あかしや さんま・俳優、タレント、MBSラジオパーソナリティー）
- 我妻絵美（あがつま えみ・元中京テレビアナ）
- 赤西あや（あかにし　あや・モデル）
- 茜谷幸子（あかねや さちこ・元ABSアナ）
- 赤星憲広（あかほし のりひろ・ABC野球解説者、阪神タイガース元野手）
- 阿川佐和子（あがわ さわこ・作家、評論家）
- akiko（あきこ・アーティスト）
- 秋沢淳子（あきさわ じゅんこ・TBSアナ）
- 秋葉忠利（あきば ただとし・元広島市長）
- 秋元順子（あきもと じゅんこ・演歌歌手）
- 秋元康（あきもと やすし・作家、脚本家、演出家。「AKB48」プロデューサー）
- 秋山幸二（あきやま こうじ・福岡ソフトバンクホークス監督、元RKB&TBS野球解説者）
- 秋山ちえ子（あきやま ちえこ・作家）
- 秋山豊寛（あきやま とよひろ・元TBS記者、元宇宙飛行士）
- 秋山博子（あきやま ひろこ・RABアナ）
- 秋山裕靖（あきやま ひろやす・YBCアナ）
- 秋山陽子（あきやま ようこ・RKCアナ）
- 秋吉英美（あきよし えみ・ABCラジオパーソナリティー）
- 阿久津尚子（あくつ なおこ・元さくらんぼテレビアナ）
- アグネス・チャン（歌手）
- 揚原妃織（あげはら きおり・FBCアナ）
- 浅井慎平（あさい しんぺい・写真家）
- 浅井博章（あさい ひろあき）
- 浅尾美和（あさお みわ・マラソン解説者、スポーツキャスター。女子ビーチバレー元日本代表）
- 朝岡聡（あさおか さとし・元テレビ朝日アナ）
- 浅川初美（あさかわ はつみ・元YBSアナ）
- 麻木久仁子（あさぎ くにこ・タレント、TBSラジオパーソナリティー）
- 浅見智（あさみ さとし・IBCアナ、同局報道部記者兼務）
- 朝倉貴代美（あさくら きよみ・タレント）
- 麻倉ももこ（タレント、RKBラジオパーソナリティー）
- 浅田舞（あさだ まい・フィギュアスケーター、スポーツキャスター）
- 浅田真央（あさだ まお・フィギュアスケーター）
- 浅田真季（あさだ まき）
- あさのあつこ（作家）
- 浅野史郎（あさの しろう・慶應義塾大学教授・元宮城県知事）
- 浅野真澄（あさの ますみ）
- 朝原宣治（あさはら のぶはる・スポーツキャスター、元男子陸上日本代表）
- 芦川愛子（元茨城放送アナウンサー）
- 芦沢誠（あしさわ まこと・元ABCアナ）
- 東真紀（あずま まき・タレント、RCCラジオパーソナリティー）
- 東貴博（あずま たかひろ・タレント）
- 東ちづる（あずま ちづる・女優）
- 安住紳一郎（あずみ しんいちろう・TBSアナ）
- 朝海ルナ（あさみ るな）
- 麻生詩織（あそう しおり・歌手、RABラジオパーソナリティー）
- 麻生太郎（あそう たろう・衆議院議員、元内閣総理大臣。元クレー射撃日本代表）
- 麻生渡（あそう わたる・元福岡県知事、元全国知事会会長）
- 阿曽山大噴火（あそざんだいふんか・タレント、裁判傍聴芸人。TBSラジオ&文化放送パーソナリティー）
- 安達直樹（あだち なおき・RAB報道部記者）
- 安達祐実（あだち ゆみ・女優）
- 中孝介（あたり こうすけ・歌手）
- あたりとしお
- 厚切りジェイソン（お笑いタレント、TBSラジオ・文化放送・ニッポン放送・TOKYO FMパーソナリティー）
- アニマル浜口（タレント、元プロレスラー）
- 安仁屋宗八（あにや そうはち・RCC野球解説者）
- あのねのね（歌手）
- あばれる君（お笑いタレント。TBSラジオ・文化放送・ニッポン放送パーソナリティー）
- 阿部重典（あべ しげのり・茨城放送アナ）
- 阿部守一（あべ しゅいち・長野県知事）
- あべ十全（あべ じゅうぜん・ABSラジオパーソナリティー）
- 安部敏恵（あべ としえ・RKBラジオニュースデスク）
- 阿部成寿（あべ なるひさ・元ABCアナ）
- 安部憲幸（あべ のりゆき・元ABCアナ）
- 阿部真由美（あべ まゆみ・FBCアナ）
- 阿部宏美（あべ ひろみ・ABCラジオパーソナリティー）
- あべやすみ（RKBラジオパーソナリティー）
- 阿部優貴子（あべ ゆきこ・CBCアナ）
- 安部礼司（ラジオドラマの主人公、架空の人物）
- 阿部渉（あべ わたる・NHKアナ）
- 油川さゆり（あぶらかわ さゆり・IBC報道部記者）
- 天方直実（あまがた なおみ・DJ）
- 天野鎮雄（あまの しずお・東海ラジオパーソナリティー）
- 天野貴子（あまの たかこ・RKBラジオニュースデスク、元TVQアナ）
- 天野良春（あまの よしはる・元東海ラジオアナ）
- 網谷辰海（あみたに たつみ・KNBアナ）
- 安室奈美恵（あむろ なみえ・歌手）
- 雨宮塔子（あめみや とうこ・元TBSアナ）
- 雨宮朋絵（あめみや ともえ・タレント）
- 綾瀬はるか（女優）
- 綾戸智絵（あやど ちえ・ジャズシンガー）
- 綾小路きみまろ（あやのこうじ きみまろ・タレント、講談師）
- 鮎貝健（あゆかい けん）
- あゆかわのぼる（詩人、作家）
- 新井理（あらい おさむ・元HBCアナ）
- 荒井正吾（あらい しょうご・奈良県知事）
- 新井麻希（あらい まき・元TBSアナ）
- 荒井美由起（あらい みゆき・TBCアナ）
- 荒井由岐子（あらい ゆきこ・元 アナ）
- 荒井幸博（あらい ゆきひろ・YBCラジオパーソナリティー）
- 洗川雄司（あらいかわ ゆうじ・ニッポン放送アナ）
- 荒石由紀恵（あらいし ゆきえ・KRYアナ）
- 新垣仁絵（あらがき ひとえ・歌手、「SPEED」メンバー）
- 新垣結衣（あらがき ゆい・女優、歌手）
- 荒川強啓（あらかわ きょうけい・TBSラジオパーソナリティー、元YBCアナ）
- 荒川戦一（あらかわ せんいち・元CBCアナ）
- 荒川守（あらかわ まもる・元ラジオ福島アナ）
- 荒川れん子（タレント、TOKYO FM&J-WAVEパーソナリティー）
- 荒川洋治（あらかわ ようじ・詩人、作家、TBSラジオパーソナリティー）
- 荒木とよひさ（作曲家、CBCラジオパーソナリティー）
- 荒木麻里子（あらき まりこ・元TBSニュースバードキャスター、元SBSアナ）
- 荒瀬洋太（あらせ ようた・元KNBアナ、現：同局大阪支社営業スタッフ。元水泳男子日本代表）
- alan（歌手）
- ALAN J
- 有坂来瞳（ありさか くるめ）
- 有田修三（ありた しゅうぞう・ABC野球解説者）
- 有藤道世（ありとう みちよ・TBS野球解説者、千葉ロッテマリーンズ元野手）
- 有永孝幸（ありなが たかゆき・プロデューサー）
- 有馬隼人（ありま はやと・元TBSアナ）
- 有村かおり（元TBSアナ）
- 有村昆（ありむら こん・タレント、映画評論家、DJ）
- 有村美香（ありむら みか・元TBSアナ）
- 有吉弘行（ありよし ひろゆき・タレント。「猿岩石」元メンバー）
- 有吉都（ありよし みやこ・RKCアナ）
- アレマー玉井（タレント、マジシャン。KNBラジオパーソナリティー）
- アロハ太朗 (あろは たろう)
- 粟島佳奈子（あわしま かなこ・KNBアナ）
- 粟津ちひろ（あわつ ちひろ・TBCアナ）
- アンガールズ（お笑いコンビ）
- アンジェリーナ1/3（Gacharic Spin マイクパフォーマ）
- アンダーエイジ（お笑いコンビ、吉本興業所属「岩手住みます芸人」。IBCラジオ&FM岩手パーソナリティー）
  - 熊谷由輔（くまがい ゆうすけ）
  - 結城多聞（ゆうき たもん）
- アンディ小山（あんでぃ こやま・歌手、IBCラジオパーソナリティー）
- 安藤あや菜（あんどう あやな・TBSラジオパーソナリティー、元ATVアナ）
- 安藤勲（あんどう いさお・元YBCアナ）
- 安藤久美子（あんどう くみこ・文化放送パーソナリティー）
- 安東弘樹（あんどう ひろき・元TBSアナ）
- 安藤統男（あんどう もとお・MBS野球解説者、阪神タイガースOB会長）
- 安藤豊（あんどう ゆたか・元RKBアナ）
- 安東理紗（あんどう りさ・TBCアナ）
- アントニオ猪木（元参議院議員、元プロレスラー）
- アンドレア・ポンピリオ
- ANNA
- 安蒜豊三（あんびる とよぞう・東海ラジオアナ）
- あんべ光俊（あんべ みつとし・シンガーソングライター、TBCラジオ&IBCラジオパーソナリティー、元「飛行船」ボーカル）

#### い
- 猪井操子（いい みさこ・元TBCアナ、元NHKアナ、元テレビ大阪アナ）
- 井伊恭子（いい やすこ・TBSラジオパーソナリティー）
- 飯泉嘉門（いいずみ かもん・徳島県知事）
- 飯地紀美子（いいじ きみこ）
- 飯島浩樹（いいじま ひろき・TBS報道局社会部記者、JNNシドニー支局特派員）
- 飯田浩司（いいだ こうじ・ニッポン放送アナ）
- 飯塚治（いいづか おさむ・元文化放送アナ）
- 飯塚敏文（いいづか としふみ・SBCアナ、元HABアナ）
- 飯野智行（いいの ともゆき・HBCラジオパーソナリティー）
- 飯野雅人（いいの まさと・TBCアナ、元KFBアナ）
- 伊賀透浩（いが ゆきひろ・MRTアナウンス部長、元TYSアナ）
- 碇川豊（いかりがわ ゆたか・元大槌町長）
- 井川絵美（いがわ えみ）
- 生島淳（いくしま じゅん・スポーツライター、TBSラジオパーソナリティー）
- 生島ヒロシ（生島企画室創業者、元TBSアナ。本名・生島博）
- 生田明子（いくた あきこ・SBCアナ）
- 生田斗真（いくた とうま・俳優）
- 井口眞緒 (いぐち まお・元日向坂46、OL)
- 池内博子（いけうち ひろこ・KRYアナ）
- 池上彰（いけがみ あきら・ジャーナリスト、元NHK記者）
- 池尻和佳子（いけじり わかこ・RKBアナ）
- 池田浩一郎（いけだ こういちろう・元TBSアナウンス部長）
- 池田親興（いけだ ちかふさ・RKBラジオパーソナリティー）
- 池田奈月（いけだ なつき・ラジオ関西アナ）
- 池田なみ子
- 池田秀昭（いけだ ひであき・元RCCアナ、現：同局報道部記者）
- 池田裕行（いけだ ひろゆき・元TBSアナ、現：同局=JNNパリ支局長）
- 池田麻衣子（いけだ まいこOBSラジオパーソナリティー）
- 池田弥生（いけだ やよい・RNCアナ）
- 池谷幸雄（いけたに ゆきお・タレント、スポーツキャスター。元体操日本代表）
- 池戸陽平（いけど ようへい・GBSアナ）
- 生駒夕紀子（いこま ゆきこ・元TBCアナ）
- 井坂綾（いさか あや・HBC気象予報士）
- 井崎脩五郎（いざき しゅうごろう・競馬評論家）
- 石井綾子（いしい あやこ・元ABSアナ）
- 石井希和（いしい きわ・元テレビ朝日アナ）
- 石井栞（いしい しおり・KBCアナ）
- 石井隆一（いしい たかかず・元富山県知事）
- 石井貴士（いしい たかし・作家、「ココロ・シンデレラ」代表取締役社長。元SBCアナ）
- 石井てる美（いしいてるみ）
- 石井大裕（いしい ともひろ・TBSアナ）
- 石井正弘（いしい まさひろ・元岡山県知事）
- 石井亮次（いしい りょうじ・CBCアナ）
- 石岡愛美（いしおか まなみ・STVアナ）
- 石岡美紀（いしおか みき）
- 石垣のりこ（Date fmアナ）
- 石垣富士雄（いしがき ふじお・TBSラジオディレクター）
- 石上正憲（いしがみ まさのり・元RKBアナ）
- 石川顕（いしかわ あきら・元TBSアナ）
- 石川さゆり（演歌歌手）
- 石川小百合（いしかわ さゆり）
- 石川舜一郎（いしかわ しゅんいちろう）
- 石川セリ（歌手、RKBラジオ&KBCラジオパーソナリティー）
- 石川太郎（いしかわ たろう・TBCアナ）
- 石川千鶴子（いしかわ ちづこ・元IBCアナ）
- 石川伸子（いしかわ のぶこ・元RKBアナ）
- 石川洋（いしかわ ひろし・元NHKアナ）
- 石川真紀（いしかわ まき・文化放送アナ）
- 石川實（いしかわ まこと）
- 石川正史（いしかわ まさし・大分県津久見市長、元OBSアナ、元KRYアナ）
- 石川みゆき（元ニッポン放送アナ）
- 石川優子（いしかわ ゆうこ・シンガーソングライター）
- 石川愛恵（いしかわ よしえ・元チューリップテレビアナ&元NHKアナ）
- 石川遼（いしかわ りょう・プロゴルファー）
- 石黒新平（いしぐろ しんぺい・フリーアナウンサー、圭三プロダクション所属、元TBCアナ&元ニッポン放送アナ）
- 石崎輝明（いしざき てるあき・HBCアナ）
- 石田阿希子（いしだ あきこ・元RKBラジオカー「スナッピー」レポートドライバー）
- 石田敦子（いしだ あつこ・元MBSアナ、現：同局TVディレクター）
- いしだあゆみ（女優・歌手）
- いしだ壱成（いしだ いっせい・俳優）
- 石田絵里奈（いしだ えりな・元文化放送アナ）
- 石田一洋（いしだ かずひろ・元RKBアナ。現・関西テレビアナ）
- 石田佳世（いしだ かよ・RKCアナ）
- 石田協子（いしだ きょうこ・FM三重アナ）
- 石田久美子（いしだ くみこ・STVアナ）
- 石田純一（いしだ じゅんいち・俳優）
- 石田ひかり（女優・歌手）
- 石田久子（いしだ ひさこ・ラジオ福島アナ）
- 石田麻衣（いしだ まい・FM岩手パーソナリティー、元IBCアナ&元同局ラジオディレクター&元同局ラジオカー684レポートドライバー）
- 石田充（いしだ みつる・RCCアナ、元熊本県民テレビアナ）
- 石田好伸（いしだ よしのぶ・RSKアナ）
- 石塚かおり（BSNアナ）
- 石塚元章（いしづか もとあき・CBC報道部論説室長、元同局東京支社報道部記者）
- 石橋達也（いしばし たつや・RKB報道部記者）
- 石橋真（いしばし まこと・RCCアナ）
- 石原さとみ（女優、タレント、グラビアアイドル。ニッポン放送パーソナリティー）
- 石原詢子（いしはら じゅんこ・演歌歌手）
- 石原慎太郎（いしはら しんたろう・作家、「日本維新の会」代表。元東京都知事）
- 石原壮一郎（いしはら そういちろう）
- 石原希望（いしはら のぞみ、AV女優）
- 石原伸晃（いしはら のぶてる・参議院議員、環境大臣。自由民主党幹事長）
- 石原勝（いしはら まさる・元ABCアナ）
- 石原良純（いしはら よしずみ・俳優、タレント、気象予報士。ニッポン放送パーソナリティー）
- 石丸元章（いしまる もとあき）
- 石森則和（いしもり のりかず）
- 石山愛子（いしやま あいこ・元HBCアナ）
- 石山智恵（いしやま ちえ・元NHKアナ）
- 石渡のり子（いしわたり のりこ・圭三プロ）
- 伊集院光（いじゅういん ひかる・タレント。TBSラジオ&ニッポン放送パーソナリティー）
- 石割大介（いしわり だいすけ・元TBC報道部記者、現：同局TVディレクター）
- 泉ピン子（女優、MBSラジオパーソナリティー）
- 泉田裕彦（いずみだ ひろひこ・新潟県知事、FM PORTパーソナリティー）
- 泉谷しげる（いずみや しげる・ロックシンガー、ニッポン放送パーソナリティー）
- 伊勢直弘（いせ なおひろ）
- 伊勢みずほ（元BSNアナ）
- 井関裕貴（いせき ゆうき・ABSアナ、元あいテレビアナ）
- 磯野貴理子（いその きりこ・女優、タレント）
- 磯部恵美（いそべ えみ・元RNCアナ&元BSNアナ。現：東海テレビアナ）
- 磯山さやか（いそやま さやか・タレント、グラビアアイドル）
- 板井文昭（いたい ぶんしょう・ アナ）
- 板尾創路（いたお いつじ・タレント）
- 板垣菜津美（いたがき なつみ・元FBCアナ）
- 板野友美（いたの ともみ・タレント、グラビアアイドル。「AKB48」メンバー）
- 一枝修平（いちえだ しゅうへい・MBS野球解説者）
- 市川昭男（いちかわ あきお・元山形市長）
- 一條喜久子（いちじょう きくこ・IBCラジオ&FM岩手パーソナリティー）
- 市原悦子（いちはら えつこ・女優、声優）
- 一文字弥太郎（いちもじ やんたろう・RCCラジオパーソナリティー）
- 一柳信行（いちりゅう のぶゆき・RCCアナ）
- 五木ひろし（いつき ひろし・演歌歌手）
- 五木寛之（いつき ひろゆき・作家、TBSラジオパーソナリティー）
- イッセー尾形（俳優）
- 井筒和幸（いづつ かずゆき・映画監督）
- 伊津野亮（いつの りょう・DJ）
- 逸見愛（いつみ あい・女優、タレント）
- 逸見太郎（いつみ たろう・俳優）
- 逸見政孝（いつみ まさたか・タレント、元フジテレビアナ）
- 井津葉子（いづ ようこ・RKCアナ）
- 井手えり（いで えり）
- 井手功二（いで こうじ）
- 井手大介（イデ・F・ダイスケ、文化放送パーソナリティー）
- 井手上恵（いでがみ めぐみ・RKCアナ）
- 出田奈々（いでた なな・NHKアナ）
- 井戸敏三（いど としぞう・兵庫県知事）
- 糸居五郎（いとい ごろう）
- 糸井重里（いとい しげさと・写真家）
- いとうあさこ（タレント）
- 伊藤敦基（いとう あつき・CBCアナ）
- 伊藤文（いとう あや・元RCCアナ&元KHBアナ）
- 伊藤綾子（いとう あやこ・元ABSアナ）
- 伊東香織（いとう かおり・倉敷市長）
- 伊藤和明（いとう かずあき・ジャーナリスト、防災学者、「防災研究機構」所長。元NHK解説委員）
- 伊藤圭介（いとう けいすけ・元SBSアナ、現：同局浜松総局次長）
- 伊東幸子（いとう さちこ・RABアナ）
- 伊東秀一（いとう しゅういち・元IBCアナ。現：TSBアナ）
- 伊藤史隆（いとう しりゅう・ABCアナ）
- 伊東四朗（いとう しろう・俳優、タレント、コメディアン。文化放送パーソナリティー）
- 伊藤晋平（いとう しんぺい・TBCアナ）
- 伊東勤（いとう つとむ・千葉ロッテマリーンズ監督）
- 伊藤秀志（いとう ひでし・シンガーソングライター、CBCラジオパーソナリティー）
- 伊藤裕樹（いとう ひろき・FBCアナ）
- 伊藤広（いとう ひろし・元MBSアナ）
- 伊藤文隆（いとう ふみたか・ABC野球解説者）
- 伊藤政則（いとう まさのり）
- 伊東正治（いとう まさはる・元MBSアナ、現：同局ラジオディレクター）
- 伊東真理（いとう まり・元OBSアナ、現：同局報道部記者）
- 伊藤実沙子（いとう みさこ・エフエム高知ラジオパーソナリティー）
- 伊藤美幸（いとう みゆき・元IBCアナ）
- 伊藤祐一郎（いとう ゆういちろう・鹿児島県知事）
- 伊藤ゆき（いとう ゆき・RFラジオ日本、RLラジオウエストパーソナリティ・ナレーター・声優）
- 井塔由梨（いとう ゆり・シンガーソングライター、小説家）
- 伊藤隆佑（いとう りゅうすけ・TBSアナ）
- 伊藤隆太（いとう りゅうた・TBSアナ、同局報道局社会部記者兼務）
- 糸永友希（いとなが ゆき・RKKアナ）
- 稲尾和久（いなお かずひさ・元RKB野球解説者、南海ホークス元投手）
- 稲垣吉昭（いながき よしあき・TBS報道局芸能デスク）
- 伊奈かっぺい（タレント、シンガーソングライター。元RABラジオディレクター）
- 稲川淳二（いながわ じゅんじ・俳優、タレント）
- 稲木聡（いなき さとし・FBCアナ、同局報道部ニュースデスク兼務）
- 稲田奈緒（いなだ なお）
- 稲田直人（いなだ なおと・STV野球解説者、北海道日本ハムファイターズ元野手）
- 因幡晃（いなば あきら・歌手）
- 稲葉寿美（いなば としみ・東海ラジオパーソナリティー、元東海テレビアナ）
- 稲葉智美（いなば ともみ）
- いなむら一志（いなむら かずし・フォークシンガー、HBCラジオパーソナリティー）
- 乾貴美子（いぬい きみこ・スポーツキャスター、元バドミントン日本代表）
- 乾龍介（いぬい りゅうすけ・元ABCアナ）
- 犬山イヌコ（声優、文化放送パーソナリティー）
- 井上あずみ（歌手）
- 井上敬一（いのうえ けいいち）
- 井上康生（いのうえ こうせい・男子柔道日本代表監督）
- 井上公造（いのうえ こうぞう・芸能リポーター、ABCラジオパーソナリティー）
- 井上サトル（元RKBアナ、本名：井上里留）
- 井上小百合（いのうえ さゆり・タレント、CBCラジオ&FM三重パーソナリティー、通称「さゆりん」）
- 井上貴博（いのうえ たかひろ・TBSアナ）
- 井上堯之（いのうえ たかゆき・フォークシンガー、「スパイダース」元メンバー）
- 井上琢己（いのうえ たくみ・RKCアナ）
- 井之上チャル（いのうえ ちゃる・タレント、ABCラジオパーソナリティー）
- 井上悠（いのうえ はるか・MBS神戸支局報道部記者）
- 井上真央（いのうえ まお・女優）
- 井上雅雄（いのうえ まさお・MBSアナ）
- 井上まなぶ（本名：井上学・元IBCアナ&元同局ラジオディレクター。現：同局東京支社営業スタッフ）
- 井上みよ（TBSラジオ・Bay-FMパーソナリティー）
- 井上雪彦（いのうえ ゆきひこ・元KRYアナ）
- 井上由美子（いのうえ ゆみこ・歌手）
- 井上洋一（いのうえ よういち・東京ヤクルトスワローズスコアラー。千葉ロッテマリーンズ&東京ヤクルトスワローズ元投手）
- 井上陽水（いのうえ ようすい・シンガーソングライター、RKBラジオ&KBCラジオパーソナリティー）
- 井口綾子（いのくち あやこ）
- 井口絵海（いのくち えみ）
- 井口尚子（いのくち なおこ・元OBSアナ）
- 猪瀬直樹（いのせ なおき・作家、東京都知事。元東京都副知事）
- 猪俣南（いのまた みなみ・RABアナ）
- 猪俣睦彦（いのまた むつひこ・タレント、MBCラジオパーソナリティー）
- 伊波紗友里（いは さゆり・TBSニュースバードキャスター。元ラジオ沖縄記者兼アナ。RBCiラジオ元ラジオカーレポートドライバー）
- 井端明子（いばた あきこ・元テレビ朝日アナ。旧姓・河野）
- 井端弘和（いばた ひろかず・中日ドラゴンズ野手&同球団選手会長）
- 井畑美穂子（いばた みほこ・ラジオ福島アナ）
- 伊原凛（いはら りん）
- 伊原木隆太（いばらぎ りゅうた・岡山県知事）
- 揖斐祐介（いび ゆうすけ・TBS報道局社会部記者、JNNロンドン支局長）
- 依布サラサ（いふ さらさ・シンガーソングライター、RKBラジオ・KBCラジオ・FM福岡・LOVE-FMパーソナリティー）
- 伊武雅刀（いぶ まさと・俳優、TOKYO FMパーソナリティー）
- 伊吹吾郎（いぶき ごろう・俳優、歌手）
- 今井伊佐男（いまい いさお・RFラジオ日本パーソナリティー、元日本テレビアナ）
- 今井絵理子（いまい えりこ・歌手、「SPEED」メンバー）
- 今井翼（いまい つばさ・タレント、「タッキー&翼」）
- 今井雅之（いまい まさゆき・俳優）
- 今井美紀（いまい みき・シンガーソングライター）
- 今井如恵（いまい ゆきえ・KNB報道部記者）
- 今岡誠（いまおか まこと・MBS野球解説者、阪神タイガース元野手）
- 今川渡祥（いまがわ つよし・元IBCアナ）
- 今出東二（いまで とうじ・MBS気象予報士）
- 今中慎二（いまなか しんじ・NHK野球解説者、中日ドラゴンズ元野手）
- 今中麻貴（いまなか まき・元STVアナ）
- 今仁哲夫（いまに てつお・元ニッポン放送アナ）
- イマヤス（本名：今泉康幸、RABラジオパーソナリティー）
- 今田耕司（いまだ こうじ・タレント、吉本興業所属）
- 今林隆史（いまはやし たかふみ・RKB報道部記者）
- 今村政司（いまむら まさし・元SBSアナ）
- 今村稔（いまむら みのる・TBSラジオニュースデスク）
- IMARU（歌手、女優、タレント）
- 今脇聡子（いまわき さとこ・元RSKアナ）
- 芋洗坂係長（いもあらいざかかかりちょう・お笑いタレント、TBSラジオ・文化放送・ニッポン放送パーソナリティー）
- 井本里士（いもと さとし・MBS報道局ニュースデスク。元JNNベルリン支局長）
- 井森美幸（いもり みゆき・タレント）
- 井門宗之（いもん むねゆき・JFN所属パーソナリティ）
- 入江直樹（いりえ なおき・ 鳥取支社報道部記者）
- 入江たのし（いりえ たのし・メディアプロデューサー）
- イルカ（シンガーソングライター、ニッポン放送パーソナリティー）
- 岩井健浩（いわい たけひろ・TBSアナ）
- 岩城潤子（いわき じゅんこ・元MBSアナ）
- 岩崎なおあき（ABCラジオ&FM大阪パーソナリティー）
- 岩﨑弘志（いわさき こうじ・MBCアナ）
- 岩崎宏美（いわさき ひろみ・女優、歌手）
- 岩崎良美（いわさき よしみ・女優、歌手）
- 岩沢慶明（いわさわ ひろあき・FM愛知パーソナリティー）
- 岩下恵子（いわした けいこ・HBC報道部記者）
- 岩下賢一郎（いわした けんいちろう・元IBCアナ）
- 岩下志麻（いわした しま・女優）
- 岩瀬弘行（いわせ ひろゆき・FM岩手パーソナリティー、テレビ岩手アナ）
- 岩手佳代子（いわて かよこ・タレント、TBCラジオパーソナリティー）
- 岩名美樹（いわな みき・CBC気象予報士）
- 岩波輝（いわなみ てる・MBS報道局記者）
- 岩波理恵（いわなみ りえ）
- 岩渕梢（いわぶち こずえ・元KBCアナ）
- 岩本公水（いわもと くみ・演歌歌手、ABSラジオパーソナリティー）
- 岩本計介（いわもと けいすけ・ABCアナ）
- 岩本初恵（いわもと はつえ・HRK代表取締役社長。RKBラジオ&KBCラジオパーソナリティー）
- 岩本三千代（いわもと みちよ・DJ）
- 岩本勉（いわもと つとむ・HBC野球解説者、北海道日本ハムファイターズ元投手。通称「ガンちゃん」）
- 岩谷源一（いわや もとかず・元RKBアナ）

#### う
- w-inds.
- 植木伴子（うえき ともこ・元OBSアナ）
- 植木等（うえき ひとし・俳優、歌手、コメディアン、劇団「クレージーキャッツ」元メンバー）
- 植草克秀（うえくさ かつひで・俳優、歌手、「少年隊」メンバー）
- 植草朋樹（うえくさ ともき・元RKBアナ）
- WES LEE（うぇす りー・タレント、HBCラジオパーソナリティー）
- 上田悦子（うえだ えつこ・MBSアナ）
- 上田清司（うえだ きよし・元埼玉県知事）
- 上田定行（うえだ さだゆき・東海ラジオアナ）
- 上田崇順（うえだ たかゆき・MBSアナ）
- 上田剛彦（うえだ たけひこ・ABCアナ）
- 植田辰哉（うえだ たつや・元男子バレー日本代表監督）
- 上田正樹（うえだ まさき・歌手）
- 上田誠仁（うえだ まさひと・マラソン解説者、山梨学院大学陸上部監督）
- 上田万由子（うえだ まゆこ・TOKYO FMアナ）
- 上田まりえ（元日本テレビアナ）
- 植田美千代（うえだ みちよ・MBCアナ）
- 植田有紀子（うえだ ゆきこ・元YBSアナ）
- 上戸彩（うえと あや・歌手、女優、タレント）
- 上野透（うえの とおる・KNBアナ）
- 上野智子（うえの ともこ）
- 上野規行（うえの のりゆき、CBCラジオ&ZIP-FMパーソナリティー）
- 上野比呂企（うえの ひろき・RABアナ）
- 上野誠（うえの まこと・奈良大学文学部教授、MBSラジオパーソナリティー）
- 上野泰夫（うえの やすお・元ABSアナ）
- 上野優華（うえの ゆうか）
- 上原隆（うえはら たかし）
- 上原直彦（うえはら なおひこ・RBCiラジオパーソナリティー）
- 上原康樹（うえはら やすき・NHKアナ）
- 植松おさみ（元RNCアナ）
- 植松哲平 （うえまつ てっぺい）
- 植村花菜（うえむら かな・シンガーソングライター）
- 上村ひな
- 植村友紀（うえむら ゆうき・タレント、RKBラジオパーソナリティー）
- うえやなぎまさひこ（本名：上柳昌彦、元ニッポン放送アナ）
- 魚住由紀（うおずみ ゆき・MBSラジオパーソナリティー）
- 魚住りえ（元日本テレビアナ）
- 宇垣美里（うがき みさと・元TBSアナ）
- 宇佐美友紀（うさみ ゆき）
- 宇佐元恭一（うさもと きょういち・シンガーソングライター、RKBラジオ&IBCラジオパーソナリティー）
- 牛島和彦（うしじま かずひこ・CBC&TBS野球解説者、横浜ベイスターズ元監督）
- 牛島奈津子（うしじま なつこ・元サガテレビアナ）
- 氏田朋子（うじた ともこ・元CBCアナ）
- 宇治田みのる（うじた みのる・DJ、タレント）
- 牛山美耶子（うしやま みやこ・SBCアナ）
- 臼澤みさき（うすざわ みさき・演歌歌手、IBCラジオ&FM岩手パーソナリティー）
- 宇田川修一（うだがわ しゅういち・ アナ）
- 宇多田ヒカル（歌手）
- 宇多丸（ライムスター、TBSラジオパーソナリティー）
- 内川聖一（うちかわ せいいち・福岡ソフトバンクホークス野手。RKBラジオパーソナリティー）
- 内田恭子（うちだ きょうこ・元フジテレビアナ）
- 内田佐知子（うちだ さちこ）
- 内田智之（うちだ ともゆき・MRTアナ）
- 内田誠（うちだ まこと）
- 内田裕也（うちだ ゆうや・タレント、ロックシンガー）
- 内田有紀（うちだ ゆき・タレント、歌手、女優、グラビアアイドル）
- 内館牧子（うちだて まきこ・脚本家、元横綱審議委員）
- 内村麻美（うちむら あさみ・タレント、モデル）
- 内山絵里加（うちやま えりか・SBSアナ）
- 内山研二（うちやま けんじ・TBSラジオニュースデスク）
- 内山匠（うちやま たくみ・RAB報道部記者）
- 内山佳子（うちやま よしこ・STVアナ）
- 宇都宮民（うつのみや たみ・元RNBアナ）
- 宇都宮秀則（うつのみや ひでのり・元CBCアナウンス部長）
- 宇都宮まき（タレント、グラビアアイドル）
- 内堀富美（うちぼり ふみ）
- 内堀雅雄（うちぼり まさお・福島県知事）
- 空木マイカ（うつぎ まいか）
- ウッチャンナンチャン
  - 内村光良（うちむら てるよし）
  - 南原清隆（なんばら きよたか）
- うつみ宮土理（うつみ みどり・女優、タレント）
- 内海ゆたお
- 腕トラ（うでとら・シンガーソングライター）
- 有働由美子（うどう ゆみこ・元NHKアナ）
- 宇奈月満（うなづき みつる・ABSラジオパーソナリティー）
- 釆野友啓（うねの ともひろ・RNCアナ）
- 釆野吉洋（うねの よしひろ・MBCアナ）
- 宇野淑子（うの よしこ・元TBSアナ）
- 宇野ひろみ（ABCラジオパーソナリティー）
- 宇野勝（うの まさる・東海ラジオ野球解説者、中日ドラゴンズ元野手）
- 馬野雅行（うまの まさゆき・MBSアナ）
- 梅田恵子（うめだ けいこ・元KNBアナ）
- 梅田淳（うめだ じゅん・ラジオ大阪パーソナリティー、元関西テレビアナ）
- 梅田澪理（うめだ みおり・元TUFアナ）
- 梅田陽子（うめだ ようこ）
- 梅原淳（うめはら じゅん・鉄道アナリスト）
- 梅本晃弘（うめもと あきひろ・KNB報道部記者）
- 浦川泰幸（うらかわ やすゆき・ABCアナ）
- 浦口直樹（うらぐち なおき・TBSアナ）
- 浦田直也（うらた なおや・歌手、「AAA」メンバー。TBCラジオパーソナリティー）
- 占部沙矢香（うらべ さやか・元CBCアナ、現：同局広報部スタッフ）
- 浦本可奈子（うらもと かなこ・元HBCアナ&元愛媛朝日テレビアナ&元広島ホームテレビアナ）
- 瓜生明希葉（うりゅう あきな）
- 漆原栄美子（うるしばら えみこ・民謡歌手、IBCラジオパーソナリティー）
- 上泉雄一（うわいずみ ゆういち・MBSアナ）
- 上野由加里（うわの ゆかり・RABアナ）
- 雲野右子（うんの ゆうこ・元FM横浜パーソナリティー）
- 海野裕次郎（うんの ゆうじろう・TBS報道局社会部記者）

#### え
- EIJI
- 英太郎（えいたろう・タレント、RKBラジオ&KBCラジオパーソナリティー）
- 永麻理（えい まり・元フジテレビアナ）
- 永六輔（えい ろくすけ・作家、TBSラジオパーソナリティー）
- 江頭2:50（えがしらにじごじゅっぷん・お笑いタレント）
- 江上浩子（えがみ ひろこ・RKKアナ）
- 江川紹子（えがわ しょうこ・ジャーナリスト）
- 江川卓（えがわ すぐる・RFラジオ日本野球解説者、読売ジャイアンツ元投手）
- AKB48（TBSラジオ・文化放送・ニッポン放送パーソナリティー）
- AK LIVE
  - DJ ARCHE（市川博樹）
  - KOUSAKU（石川耕作）
- HKT48（RKBラジオ・KBCラジオ・FM福岡パーソナリティー）
- 江口アミ（元NHKアナ、現・テレビ岩手アナ）
- 江口ともみ（タレント、TBSラジオ&ニッポン放送パーソナリティー）
- 江口美智子（えぐち みちこ）
- 江口桃子（えぐち ももこ・タレント）
- 江口洋介（えぐち ようすけ・俳優、歌手）
- 江越哲也（えごし てつや・RKKラジオパーソナリティー）
- 江崎エツコ
- 江崎史恵（えざき しえ・NHKアナ）
- SKE48（CBCラジオ・東海ラジオ・FM愛知パーソナリティー）
- 江刺伯洋（えさし はくよう・RNBアナ）
- NMB48（MBSラジオ&ABCラジオパーソナリティー）
- 江田五月（えだ さつき・元参議院議長）
- 江田亮（えだ りょう・CBCアナ）
- 枝野幸男（えだの ゆきお・衆議院議員、立憲民主党代表、元経済産業大臣、元内閣官房長官、元内閣府特命担当大臣）
- 枝松順一（えだまつ じゅんいち・ABCアナ）
- 越前屋俵太（えちぜんや ひょうた・タレント）
- 江藤愛（えとう あい・TBSアナ）
- 江藤晴美（えとう はるみ・RKBラジオパーソナリティー）
- 江藤麻由（えとう まゆ）
- えなりかずき（俳優、タレント）
- 榎田信衛門（えのきだ しんえもん・メディアプロデューサー、コラムニスト）
- えのきどいちろう（コラムニスト）
- 榎本勝起（えのもと かつおき・元TBSアナ、通称「榎（えの）さん」）
- 榎本真也（えのもと しんや・JRTアナ）
- 江幡平三郎（えばた へいざぶろう・IBCアナ、元同局東部=釜石支社長）
- 蛭子能収（えびす よしかず・タレント、漫画家）
- F.King Toggy（TOGGY）
- 江本孟紀（えもと たけのり・ニッポン放送野球解説者。元参議院議員）
- 煙石博（えんせき ひろし・元RCCアナ）
- 遠藤彰良（えんどう あきよし・元徳島市長、元JRTアナ）
- 遠藤貴巳（えんどう たかみ・JRTアナ）
- 遠藤麻理（えんどう まり・フリーアナウンサー、元FMPORTパーソナリティ）
- 遠藤泰子（えんどう やすこ・元TBSアナ）

#### お
- 王貞治（おう さだはる・福岡ソフトバンクホークス球団会長、同球団元監督。読売ジャイアンツ元監督・内野手）
- 王理恵（おう りえ・タレント、野菜ソムリエ。RKBラジオパーソナリティー）
- 大井健郎（おおい たけお・TBC報道部記者、元テレビ北海道アナ&元TBCアナ）
- 大石邦彦（おおいし くにひこ・CBCアナ）
- 大石岳志（おおいし たけし・SBSアナウンス部長）
- 大石まどか（旧：大石円・演歌歌手）
- 大泉洋（おおいずみ よう・タレント、俳優。劇団「TEAM NACS」所属。HBCラジオ・STVラジオ・AIR-Gパーソナリティー）
- 大岩堅一（おおいわ けんいち・SBCラジオ&FM長野パーソナリティー、元ABCアナ&元FM長野アナ）
- 大内真紀（おおうち まき）
- 大内義昭（おおうち よしあき・歌手）
- 大浦理子（おおうら りこ）
- 大江健三郎（おおえ けんざぶろう・作家）
- 大江千里（おおえ せんり・シンガーソングライター）
- 大江裕（おおえ ゆたか・演歌歌手。RKBラジオパーソナリティー）
- 大賀埜々（おおが やや）
- 大神いずみ（おおがみ いずみ・TOKYO FMパーソナリティー、元日本テレビアナ）
- 大神政敏（おおがみ まさとし・元HBCアナ）
- 大川栄策（おおかわ えいさく・演歌歌手）
- 大河原あゆみ（おおかわら あゆみ・KRYアナ）
- 仰木彬（おおぎ あきら・オリックス・ブルーウェーブ元監督、元ABC野球解説者）
- 大木文香（おおぎ あやか・MROアナ）
- 大木香乃（おおぎ かの・元TBCアナ）
- 大木瞳美（おおき ひとみ・YBCアナ、元RKCアナ）
- 大久保涼香（おおくぼ さやか・元岩手めんこいテレビアナ）
- 大久保博元（おおくぼ ひろもと・東北楽天ゴールデンイーグルス元監督。埼玉西武ライオンズ元打撃コーチ、読売ジャイアンツ元野手）
- 大久保悠（おおくぼ ゆう・TBCアナ）
- 大久保洋一（おおくぼ よういち・MBC報道部記者）
- 大倉聡（おおくら さとし・NBCアナ）
- 大倉修吾（おおくら しゅうご・元BSNラジオパーソナリティー　もともとは、制作スタッフである。）
- 大蔵ともあき（下北ＦＭ代表取締役社長、アイヲタ・コメンテーター）
- 大栗麻未（おおくり あさみ・HBCアナ）
- 大桑マイミ
- オーケイ
- 大胡菜夕（おおご なゆ・TBCラジオパーソナリティー）
- 大佐賀南（おおさが みなみ・CBC報道部記者）
- 大沢綾子（おおさわ あやこ・KNBアナ）
- 大沢啓二（おおさわ けいじ・元STV野球解説者、日ハム元監督、南海ホークス元野手。通称「大沢親分」）
- 大沢たかお（俳優）
- 大沢孝征（おおさわ たかゆき・弁護士、東京地検元検事）
- 大澤広樹（おおさわ ひろき・東海ラジオアナ）
- 大澤正明（おおさわ まさあき・群馬県知事）
- 大澤幹朗（おおさわ みきお・元IBCアナ）
- 大沢桃子（おおさわ ももこ・演歌歌手&シンガーソングライター、IBCラジオパーソナリティー）
- 大沢悠里（おおさわ ゆうり・元TBSアナ）
- 大下香奈（おおした かな・歌手、元テレビ愛媛アナ）
- 大下宗吾（おおした しゅうご・タレント、HBCラジオパーソナリティー）
- 大志田融（おおしだ とおる・IBC報道部記者）
- 大島さと子（おおしま さとこ・女優）
- 大島渚（おおしま なぎさ・映画監督）
- 大島花子（おおしま はなこ）
- 大島由佳（おおしま ゆか・元HBCアナ）
- 大城忍（おおしろ しのぶ・RBC報道部記者）
- 大城蘭（おおしろ らん・元RBCアナ）
- 大杉君枝（おおすぎ きみえ・元日本テレビアナ、旧姓：鈴木）
- 大杉久美子（おおすぎ くみこ・歌手）
- 大杉りさ（元BSNアナ）
- 大澄賢也（おおすみ けんや・俳優）
- 大園康志（おおぞの やすし・元CBCアナ、現：同局報道部記者）
- 太田幸司（おおた こうじ・MBS野球解説者）
- 太田恒太郎（おおた こうたろう・元SBCアナ）
- 太田直樹（おおた なおき・ABS報道部記者）
- 太田英明（おおた ひであき・文化放送アナ）
- 太田裕美（おおた ひろみ・歌手）
- 太田正則（おおた まさのり・IBCラジオ局営業部スタッフ、元同局報道部記者）
- 大田祐樹（おおた ゆうき・ アナ）
- 太田祐輔（おおた ゆうすけ・KBCアナ）
- 太田由美子（おおた ゆみこ・IBCラジオニュースデスク）
- おおたか静流（おおたか しずる・歌手）
- 大高智佳子（おおたか ちかこ・IBCラジオニュースデスク&FM岩手パーソナリティー、元IBCアナ）
- 大瀧詠一（おおたき えいいち・歌手）
- 大滝秀治（おおたき ひでじ・俳優）
- 大田黒浩一（おおたぐろ こういち・タレント、RKKラジオパーソナリティー）
- 大竹しのぶ（女優、ニッポン放送パーソナリティー）
- 大竹七未（おおたけ なみ・東京国際大学女子サッカー部監督。元女子サッカー日本代表）
- 大竹まこと（俳優・タレント、文化放送パーソナリティー）
- 大嶽昌哉（おおたけ まさや・CBC報道部記者、JNNロサンゼルス支局特派員）
- 大竹佑季（おおたけ ゆうき）
- 大谷昭宏（おおたに あきひろ・作家、評論家）
- 大谷咲子（おおたに さきこ）
- おおたわ史絵（おおたわ ふみえ・評論家、内科医。文化放送パーソナリティー）
- 大津びわ子（MBSラジオパーソナリティー）
- 大塚愛（おおつか あい・歌手、文化放送&TOKYO FMパーソナリティー）
- 大塚光二（おおつか こうじ・文化放送野球解説者）
- 大塚富夫（おおつか とみお・IBCアナ）
- 大塚範一（おおつか のりかず・元NHKアナ）
- 大月勇（おおつき いさむ・元MBSアナ、現：同局ラジオ局営業部スタッフ）
- 大槻ケンヂ（タレント、ロックシンガー。「筋肉少女帯」ボーカル）
- 大槻りこ（タレント、DJ）
- 大鶴義丹（おおつる ぎたん・俳優）
- 大鶴史朗（おおつる しろう・TBS報道局経済部記者、元JNNニューヨーク支局特派員）
- 大出佐智子（おおで さちこ）
- 大寺かおり（おおてら かおり・元RSKアナ）
- 大友康平（おおとも こうへい・ロックシンガー・「ハウンドドッグ」ボーカル）
- 大友寿郎（おおとも としろう・元RABアナ）
- 大西秀人（おおにし ひでと・高松市長）
- 大西結花（おおにし ゆか・女優）
- 大西ユカリ（ソウルシンガー・「大西ユカリと新世界」ボーカル、OBCラジオ大阪、MBSラジオ、ABCラジオパーソナリティー）
- 大仁田厚（おおにた あつし・元プロレスラー、元参議院議員）
- 大貫憲章（おおぬき けんしょう）
- 大貫妙子（おおぬき たえこ・シンガーソングライター）
- 大野勢太郎（おおの せいたろう・元文化放送アナ）
- 大野治夫（おおの はるお・TBSラジオパーソナリティー、気象予報士=ウェザーマップ所属）
- 大野尚（おおの ひさし・RKBラジオパーソナリティー）
- 大野浩（おおの ひろし・IBC報道部記者）
- 大場久美子（おおば くみこ・女優、歌手）
- 大庭宗一（おおば そういち・エッセイスト、RKBラジオ&KBCラジオパーソナリティー）
- 大場寿子（おおば ひさこ、元ラジオ福島アナ）
- 大橋巨泉（おおはし きょせん・タレント、司会者。高知県観光大使）
- 大橋照子（おおはし てるこ・声優、文化放送パーソナリティー、元ラジオたんぱアナウンサー）
- 大橋都希子（おおはし ときこ・旧姓：佐々木、FM岩手パーソナリティー、元CBCアナ）
- 大橋俊夫（おおはし としお・元TOKYO FMアナ）
- 大橋のぞみ（歌手）
- 大橋マキ（元フジテレビアナ）
- 大橋麻美子（おおはし まみこ・元CBCアナ）
- 大畑英康（おおはた ひでやす・IBC高校野球解説者）
- 大原崇史（おおはら たかふみ・元IBCアナ、現：同局TVディレクター）
- 大原のりえ
- 大原裕美（おおはら ひろみ・元SBSアナ）
- 大村絵美（おおむら えみ・元MBCアナ）
- 大宮龍男（おおみや たつお・HBC野球解説者）
- 大村恵子（おおむら けいこ・MRTアナ）
- 大村秀章（おおむら ひであき・愛知県知事）
- 大村由紀子（おおむら ゆきこ・元RKBアナ、現：同局報道部記者）
- 大桃美代子（おおもも みよこ・タレント、野菜ソムリエ。MBSラジオパーソナリティー）
- 大森うたえもん（タレント、MRTラジオパーソナリティー）
- 大森俊治（おおもり しゅんじ・タレント、HBCラジオパーソナリティー）
- 大森庸雄（おおもり よしお）
- 大森保彦（おおもり やすひこ・RSK報道部記者）
- 大矢明彦（おおや あきひこ・ニッポン放送野球解説者、横浜ベイスターズ元監督）
- 大家あやか（おおや あやか・STVアナ）
- 大宅映子（おおや えいこ・評論家、TBSラジオパーソナリティー）
- 大家志津香（おおや しずか・グラビアアイドル、「AKB48」メンバー）
- 大矢梨華子（おおや りかこ・シンガーソングライター、「ベイビーレイズJAPAN」元メンバー）
- 大八木淳史（おおやぎ あつし・芦屋学園中学校・高等学校校長、ラグビー解説者、スポーツキャスター。元ラグビー日本代表）
- 大八木友之（おおやぎ ともゆき・元MBSアナ。元・同局報道局記者）
- 大吉洋平（おおよし ようへい・MBSアナ）
- 大和田新（おおわだ あらた・ラジオ福島アナ）
- 大和田伸也（おおわだ しんや・俳優）
- 大和田獏（おおわだ ばく・俳優）
- 岡佳奈（おか かな・元RKBアナ&元RCCアナ）
- 岡坂正典（おかさか まさのり・RNC報道部記者）
- 岡崎郁（おかざき かおる・元TBS野球解説者、読売ジャイアンツ元投手）
- 岡崎和久（おかざき かずひさ・STVアナ）
- 岡崎誠也（おかざき せいや・高知市長）
- 岡崎トミ子（元参議院議員・元少子化問題担当大臣、元国家公安委員長、元衆議院議員、元ラジオ福島アナ&元TBCアナ）
- 小笠原保子（おがさわら やすこ・元TBSアナ、現：同局報道局経済部記者）
- 小笠原亘（おがさわら わたる・TBSアナ）
- 岡田奏（おかだ かな・ピアニスト）
- 緒形拳（おがた けん・俳優）
- 岡田浩一（おかだ こういち・KBCアナ、元MBCアナ）
- 緒方耕一（おがた こういち・TBS野球解説者、読売ジャイアンツ元野手）
- 尾形さゆり（おがた さゆり・朗読サークル「KOTOSE」代表、IBCアナウンス学院非常勤講師。元IBCアナ&元同局ラジオディレクター）
- 岡田眞善（おかだ しんぜん・俳優、プロカメラマン、文化放送パーソナリティー）
- 岡田武史（おかだ たけし・サッカー日本代表元監督）
- 岡田拓也（おかだ たくや・RCC報道部記者）
- 岡田徹也（おかだ てつや・HBC報道部記者、元JNNモスクワ支局特派員）
- 岡田照幸（おかだ てるゆき・ピアニスト、作曲家、RABラジオパーソナリティー）
- 岡田東和（RNC報道部記者）
- 緒形直人（おがた なおと・俳優）
- 岡田正典（おかだ まさのり・俳優、タレント）
- 岡田マリア
- 岡田泰典（おかだ やすのり・TBSアナウンス副部長）
- 岡田祐介（おかだ ゆうすけ・MBCアナ）
- 小縣裕介（おがた ゆうすけ・ABCアナ）
- 岡田亮平（おかだ りょうへい・KNB報道部記者）
- 岡野昭仁（おかの あきひと・シンガーソングライター、「ポルノグラフィティー」ボーカル）
- 岡部はち郎（おかべ はちろう・タレント、RKBラジオ・KBCラジオ・FM福岡パーソナリティー）
- 岡部玲子（おかべ れいこ）
- 岡部豊（おかべ ゆたか・TOKYO FMアナ）
- 岡村久美（おかむら くみ・元RKKアナ、現：同局報道部記者）
- 岡村清香（おかむら さやか・元RKKアナ）
- 岡村孝子（おかむら たかこ・シンガーソングライター）
- 岡村隆史 (おかむら たかし・お笑い芸人、「ナインティナイン」のボケ担当)
- 岡村久則（おかむら ひさのり・SBSアナ）
- 岡村仁美（おかむら ひとみ・元TBSアナ、現：同局報道局社会部記者）
- 岡村麻純（おかむら ますみ・グラビアアイドル、スポーツキャスター、競馬評論家。TBSラジオパーソナリティー）
- 岡村真美子（おかむら まみこ・気象予報士、ウェザーマップ所属）
- 岡本栄（おかもと さかえ・伊賀市長、元関西テレビアナ）
- 岡本祐佳（おかもと　ゆうか・タレント、ラジオパーソナリティー）
- 岡元昇（おかもと のぼる・元ABCアナ）
- 岡本博憲（おかもと ひろのり・STVアナ）
- 岡安弥生（おかやす やよい・芸能リポーター、セント・フォース所属）
- 岡ゆうこ（演歌歌手）
- おかゆ（歌手・流し・シンガーソングーライター）
- 小川明子（おがわ あきこ・元CBCアナ）
- 小川栄一（おがわ えいいち・ラジオ福島アナ）
- 小川恵理子（おがわ えりこ・ABCラジオパーソナリティー）
- 小川香織（おがわ かおり・YBCアナ）
- 小川和幸（おがわ かずゆき・HBCアナ）
- 小川健太（おがわ けんた・CBCアナ）
- 小川功二（おがわ こうじ・元ATVアナ）
- 小川孝夫（おがわ たかお・WBSアナ）
- 小川哲哉（おがわ てつや）
- 小川知子（おがわ ともこ・TBSアナ）
- 小川直也（おがわ なおや・タレント、格闘家。元男子柔道日本代表）
- 小川洋（おがわ ひろし・福岡県知事）
- 小川真由（おがわ まゆ・ラジオ大阪アナ）
- 小川真由美（おがわ まゆみ・元ラジオ福島アナ）
- 小川もこ
- 小川洋子（おがわ ようこ・作家、TOKYO FMパーソナリティー）
- 沖繁義（おき しげよし・KBCアナ、元RCCアナ）
- 尾木直樹（おぎ なおき・教育評論家、法政大学教授）
- 沖倫太郎（おき りんたろう・MBS報道局記者、元JNN上海支局特派員）
- 荻上チキ（おぎうえ ちき・ジャーナリスト、TBSラジオパーソナリティー）
- 荻野仁美（おぎの ひとみ・RNCアナ）
- 荻原健司（おぎわら けんじ・スポーツキャスター、元スキー日本代表）
- 荻原次晴（おぎわら つぎはる・スポーツキャスター、TBSラジオパーソナリティー、元スキー日本代表）
- 荻原博子（おぎわら ひろこ・経済ジャーナリスト、TBSラジオパーソナリティー）
- 奥かおる（おく かおる・FM NORTH WAVEパーソナリティー）
- 奥華子（おく はなこ・歌手）
- オクイシュージ
- 奥野史子（おくの ふみこ・スポーツキャスター、元シンクロ日本代表、MBSラジオ&ABCラジオパーソナリティー）
- 奥田圭（おくだ けい・RKKラジオパーソナリティー）
- 奥田民生（おくだ たみお・シンガーソングライター、元「ユニコーン」ボーカル）
- 奥田博之（おくだ ひろゆき）
- 奥田麻衣（おくだ まい・RNCアナ、元テレビ新潟アナ&元JRTアナ）
- 奥田ゆか（元HBCラジオカー「トピッカー」レポートドライバー）
- 奥平邦彦（おくだいら くにひこ・芸能リポーター、元鹿児島テレビ放送アナ）
- 奥富亮子（おくどみ りょうこ・RSKアナ）
- 奥村奈穂美（おくむら なおみ・IBCアナ）
- 奥山敬造（おくやま けいぞう・シンガーソングライター、CBCラジオパーソナリティー）
- 奥山コーシン（放送作家、STVラジオパーソナリティー）
- 奥山知寿子（おくやま ちずこ・YBCラジオパーソナリティー）
- 奥山奈々（おくやま なな）
- 小椋佳（おぐら けい・シンガーソングライター）
- 小椋Colleen弘恵（おぐら かりーん ひろえ・ラジオパーソナリティー）
- 小倉淳（おぐら じゅん・RFラジオ日本パーソナリティー、元日本テレビアナ&元RFラジオ日本アナ）
- 小倉隆史（おぐら たかふみ・TBSサッカー解説者）
- 小倉智昭（おぐら ともあき・司会者、ナレーター、ニッポン放送パーソナリティー。元テレビ東京アナ）
- 小倉久寛（おぐら ひさひろ・俳優、タレント、劇団「スーパーエキセントリックシアター」メンバー）
- 小倉弘子（おぐら ひろこ・TBSアナ）
- オクラホマ（お笑いコンビ、HBCラジオ・STVラジオ・AIR-Gパーソナリティー）
- 小倉由菜（おぐら ゆな・AV女優）
- 尾崎朋美（おざき ともみ・気象予報士、ウェザーマップ所属。元ABSアナ）
- 尾崎尚之（おざき なおゆき・TBC気象予報士）
- 尾﨑正直（おざき まさなお・高知県知事、RKCラジオパーソナリティー）
- 尾崎美紀（おざき みき・RKCアナ）
- 尾崎豊（おざき ゆたか・歌手）
- 長田新（おさだ しん・元MRTアナ）
- 長田洋子（おさだ ようこ・TBCラジオパーソナリティー）
- おさみさお（ABSラジオパーソナリティー）
- 小沢一郎（おざわ いちろう・衆議院議員、「国民の生活が第一」代表。元民主党代表）
- 小沢昭一（おざわ しょういち・俳優、歌手。TBSラジオパーソナリティー）
- 小沢典子（おざわ のりこ・元RSKアナ、現：同局報道部記者）
- 小澤夕希子（おざわ ゆきこ・旧姓：八木沢・TBC報道部記者、元IBC報道部記者&元IBCラジオディレクター）
- 小沢遼子（おざわ りょうこ・評論家。TBSラジオパーソナリティー）
- オスカル（シンガーソングライター、RABラジオパーソナリティー）
- おすぎ（KBCラジオパーソナリティー、タレント、映画評論家）
- 尾関淳哉（おぜき じゅんや・CBC報道部記者）
- 尾関雄哉（おぜき ゆうや・SBCアナ）
- 小曽根真（おぞね まこと）
- 小田和正（おだ かずまさ・シンガーソングライター、「オフコース」元ボーカル）
- 小田加代子（おだ かよこ・FM岩手パーソナリティー、元TVIアナ）
- 小田崇之（おだ たかゆき・OBSアナ）
- 織田哲郎（おだ てつろう・歌手）
- 小田寿一（おだ としかず・元ABCアナ）
- 織田無道（おだ むどう・タレント、僧侶）
- 織田裕二（おだ ゆうじ・俳優、歌手）
- 越智千恵子（おち ちえこ）
- 落合英二（おちあい えいじ・元CBC野球解説者、中日ドラゴンズ元投手）
- 落合恵子（おちあい けいこ・作家、元文化放送アナ）
- 落合隼亮（おちあい しゅんすけ）
- 落合信子（おちあい のぶこ・タレント）
- 落合博満（おちあい ひろみつ・中日ドラゴンズゼネラルマネージャー、同球団元監督）
- 落合福嗣（おちあい ふくし・声優）
- 音重鎮（おと しげまさ・東海ラジオ野球解説者、中日ドラゴンズ元野手）
- 音好宏（おと よしひろ・放送倫理アドバイザー、上智大学文学部新聞学科教授）
- 音尾琢真（おとお たくま・タレント、俳優。劇団「TEAM NACS」所属。STVラジオ・AIR-G'パーソナリティー。旧・音尾タクマ）
- 乙田修三（おとだ しゅうぞう・演歌歌手、MROラジオパーソナリティー）
- 乙武洋匡（おとたけ ひろただ・作家、教育評論家）
- 音無美紀子（おとなし みきこ・女優）
- 翁長雄志（おなが たけし・沖縄県知事、元那覇市長）
- 翁長舞（おなが まい・RBCアナ）
- 鬼橋美智子（おにはし みちこ・RKBラジオパーソナリティー、元同局ラジオカー「スナッピー」レポートドライバー）
- おのくみこ（RKKラジオパーソナリティー）
- 小野浩慈（おの こうじ・元ニッポン放送アナ）
- 小野陶子（おの とうこ・元MBSアナ）
- 小野花子（おの はなこ・民謡歌手、ABSラジオパーソナリティー）
- 尾野真千子（おの まちこ・女優）
- 小野美希（おの みき・元NHKアナ、現：TUFアナ）
- 小野裕子（おの ゆうこ・OBSアナ&同局気象予報士兼防災士）
- 小野口奈々（おのぐち なな・KRYアナ）
- 小野寺彰子（おのでら あきこ・TBCラジオ&FM山形パーソナリティー）
- 小野寺五典（おのでら いつのり・衆議院議員、防衛大臣）
- 小野村健太郎（おのむら けんたろう・「おのむら医院」院長、RKBラジオパーソナリティー）
- 小尾渚沙（おび なぎさ・元文化放送アナ、元RSKアナ）
- 小尾浩子（おび ひろこ・BSNラジオパーソナリティー、元FM新潟アナ）
- 小俣雅子（おまた まさこ・ニッポン放送パーソナリティー、元文化放送アナ）
- 面高亜沙美（おもだか あさみ・MBC報道部記者）
- 小山羊右（おやま ようすけ・タレント、TBCラジオパーソナリティー）
- オリエンタルラジオ
- 折原聖月（おりはら みづき・TBCラジオパーソナリティー、元ミヤギテレビアナ）

### か行

#### か
- 河相我聞（かあい がもん・タレント、俳優）
- 甲斐よしひろ（ロックシンガー・シンガーソングライター、「甲斐バンド」ボーカル。TBSラジオ&文化放送パーソナリティー）
- 海江田万里（かいえだ ばんり・元衆議院議員、元民主党代表。元経済産業大臣）
- 戒田節子（かいだ せつこ・RNBアナ、劇団「みかん一座」代表）
- 甲斐谷望（かいたに のぞみ・IBCアナ）
- 皆藤愛子（かいとう あいこ・モデル、タレント、ニッポン放送パーソナリティー）
- 皆藤慎太郎（かいとう しんたろう・元TUFアナ）
- 海藤尚美（かいとう なおみ・ラジオ福島アナ）
- 海原みどり（かいはら みどり・OBSアナ）
- 海保知里（かいほ ちさと・元TBSアナ）
- 賀内隆弘（かうち たかひろ・ABSアナウンス部長）
- 火煙雅之（かえん まさゆき・元TBCアナ）
- 鹿賀丈史（かが たけし・俳優）
- 加賀まりこ（かが まりこ・女優、タレント）
- 加賀美幸子（かがみ さちこ・元NHKアナ）
- 鏡田辰也（かがみだ たつや・ラジオ福島アナ）
- 香川恵美子（かがわ えみこ・元TBSアナ）
- 香川伸行（かがわ のぶゆき・元RKB野球解説者）
- かぎとみ徹（本名：鍵冨徹・元BSNアナ）
- 柿沼郭（かきぬま かく・NHKアナ）
- 柿木綾乃（かきのき あやの・RKKアナ）
- 垣花正（かきはな ただし・元ニッポン放送アナ）
- 郭源治（かく げんじ・中日ドラゴンズ元投手）
- 加来耕三（かく こうぞう・歴史家、作家）
- 角上清司（かくがみ せいじ・CBCアナ）
- 角田佐哉香（かくだ さやか・旧姓：有地、元BBTアナ、TBSニュースバードキャスター）
- 角田哲也（かくだ てつや・タレント、TBCラジオ&Date-fmパーソナリティー）
- 角田信朗（かくだ のぶあき・格闘家、TBSラジオパーソナリティー）
- 角田悠紀（かくだ ゆうき・高岡市長、元BBT記者）
- 影島香代子（かげしま かよこ・元SBSアナ）
- 掛布雅之（かけふ まさゆき・MBS野球解説者、阪神タイガース元野手）
- 隂山英男（かげやま ひでお・教育評論家、立命館大学教授。元立命館小学校副校長、RCCラジオパーソナリティー）
- 葛西憲之（かさい のりゆき・弘前市長）
- 笠野万里恵（かさの まりえ・TBCラジオパーソナリティー）
- 風見しんご（旧：風見慎吾、タレント・俳優）
- 風見好栄（かざみ よしえ・IBCアナ）
- 梶幹雄（かじ みきお・元ニッポン放送アナ）
- 梶芽衣子（かじ めいこ・女優）
- 梶井正人（かじい まさと・RKB報道部記者、元JNNソウル支局特派員）
- 樫田小夜（かしだ さよ・TBS報道局司法担当記者）
- 鹿島忠（かしま ただし・東海ラジオ野球解説者）
- 鹿島千穂（かしま ちほ）
- 樫元照幸（かしもと てるゆき・TBS報道局社会部記者、JNNニューヨーク支局特派員）
- 梶原しげる（かじわら しげる・元文化放送アナ）
- 柏村武昭（かしむら たけあき・元RCCアナ、元参議院議員）
- 柏木宏之（かしわぎ ひろゆき・MBSアナ）
- 柏木由紀（かしわぎ ゆき・グラビアアイドル、「AKB48」メンバー）
- 数家直樹（かずいえ なおき・KNBアナ）
- 春日和彦（かすが かずひこ・STVアナ）
- 加瀬征弘（かせ ゆきひろ・元ABCアナ）
- 賀曽利隆（かそり たかし・トラベルライター、レーシングドライバー）
- 嘉田由紀子（かだ ゆきこ・元滋賀県知事）
- 片岡鶴太郎（かたおか つるたろう・タレント、画家。文化放送パーソナリティー）
- 片岡晴子（かたおか はるこ・TBCラジオ、Date FM、ふくしまFMパーソナリティー。元FCTアナ）
- 片桐千晶（かたぎり ちあき・TBSラジオパーソナリティー）
- 片桐八千代（かたぎり やちよ、女優）
- 片田敏孝（かただ としたか・防災学者、北九州市防災アドバイザー。群馬大学大学院教授）
- 片野達朗（かたの たつろう・RBCアナ）
- 片山右京（かたやま うきょう・TBSラジオパーソナリティー、レーシングドライバー、冒険家）
- 片山淳子（かたやま じゅんこ）
- 勝恵子（かつ けいこ・フリーアナウンサー、セント・フォース所属）
- 勝津正男（かつ まさお・KRYアナ）
- 勝木弘行（かつき ひろゆき・FBCアナ）
- 勝田梨乃（かつた りの・歌手、グラビアアイドル、「Super Girls」メンバー。HBCラジオパーソナリティー）
- ガッツ石松（タレント、元プロボクサー）
- 鹿角美果（かづの みか・STVラジオパーソナリティー）
- 勝間和代（かつま かずよ・経済ジャーナリスト）
- 勝俣州和（かつまた くにかず・タレント）
- 勝谷誠彦（かつや まさひこ・コラムニスト、MBSラジオ&ABCラジオパーソナリティー）
- 勝山康晴（かつやま やすはる・舞台プロデューサー、SBSラジオパーソナリティ）
- 桂かい枝（かつら かいし・MBSラジオパーソナリティー）
- 桂吉弥（かつら きちや）
- 桂ざこば（かつら ざこば・ABCラジオパーソナリティー）
- 桂ちょうば（かつら ちょうば・ABCラジオパーソナリティー）
- 桂南光（かつら なんこう・ABCラジオパーソナリティー）
- 桂米朝（かつら べいちょう・人間国宝、ABCラジオパーソナリティー）
- 桂文枝（かつら ぶんし・上方落語協会会長、MBSラジオ&ABCラジオパーソナリティー。旧・桂三枝）
- 桂文珍（かつら ぶんちん）
- 桂木まや（RKKラジオパーソナリティー）
- かでかるさとし（タレント、RBCiラジオパーソナリティー）
- 加戸守行（かと もりゆき・元愛媛県知事、RNBラジオパーソナリティー）
- 加藤明子（かとう あきこ・ABCアナ）
- 加藤暁（かとう あきら・元東海テレビアナ）
- 加藤沙知（かとう さち・MRTアナ）
- 加藤小百合（かとう さゆり・元CBCアナ）
- 加藤伸一（かとう しんいち・元RKB野球解説者）
- 加藤淳也（かとう じゅんや・タレント、シンガーソングライター、リポーター。RKBラジオパーソナリティー）
- 加藤シルビア（TBSアナ）
- 加藤諦三（かとう たいぞう・社会学者、作家、早稲田大学理工学部名誉教授。ニッポン放送パーソナリティー）
- 加藤隆弘（かとう たかひろ・元ABSアナ）
- 加藤千佳（かとう ちか・元CBCアナ）
- 加藤晴彦（かとう はるひこ・タレント）
- 加藤久智（かとう ひさとし・IBCアナ、同局ラジオディレクター兼務。岩手競馬年度代表馬選考委員長）
- 加藤久典（かとう ひさのり・CBC報道部記者）
- 加藤ヒロユキ（テノール歌手、MBSラジオパーソナリティー）
- 加藤雅章（かとう まさあき・HBCアナ）
- 加藤円夏（かとう まどか）
- 加藤真由（かとう まゆ・シンガー、FMyokohamaパーソナリティー）
- 加藤美樹（かとう みき・DJ）
- 加藤美和（かとう みわ・SBSアナ）
- 加藤康裕（かとう やすひろ・MBSアナ）
- 加藤由香（かとう ゆか・CBCアナ）
- 加藤ゆずか（元IBCアナ）
- 加藤裕（かとう ゆたか・岩手競馬実況アナ。元FM岩手アナ）
- かとうれい子（かとう れいこ・歌手）
- 門川大作（かどかわ だいさく・京都市長）
- 門田和広（かどた かずひろ・YBCアナ）
- 角野卓造（かどの たくぞう・俳優）
- 角野達洋（かどの たつひろ・MROアナ）
- 角野友紀（かどの ゆき・RKBラジオパーソナリティー、元ABCアナ）
- 角谷浩一（かどや こういち）
- 香取慎吾（かとり しんご・俳優、歌手、タレント。「SMAP」元メンバー）
- 門脇瑛子（かどわき えいこ・BSNアナ）
- 門脇知子（かどわき ともこ）
- 門脇利枝（かどわき りえ・TBS報道局外信部記者、元JNN北京支局長）
- KANA
- 金井憧れ（かない あこがれ・HBCアナ）
- 金井一世（かない いよ・元RNBアナ）
- 金井克子（かない かつこ・歌手）
- かながわIQ
- 金國賢一（かなくに けんいち・SBS報道部記者）
- 金澤航（かなざわ こう・HBC報道部記者）
- 金澤未咲（かなざわ みさき・演歌歌手、IBCラジオパーソナリティー）
- かなぶんや
- 金山明子（かなやま あきこ・JRTアナ）
- 金山泉（かなやま いずみ・MBSアナ、元中京テレビアナ）
- 金山一彦（かなやま かずひこ・元ABCアナ）
- 蟹江篤子（かにえ あつこ・元東海ラジオアナウンサー）
- 蟹江一平（かにえ いっぺい・俳優、TBSラジオパーソナリティー）
- 蟹瀬誠一（かにせ せいいち・ジャーナリスト、元テレビ朝日記者）
- 金石昭人（かねいし あきひと・HBC野球解説者）
- 金氏裕之（かねうじ ひろゆき・HBC報道部記者、元JNNモスクワ支局長）
- 金ヶ崎伸子（かねがさき のぶこ・TBCラジオパーソナリティー）
- 兼子香（かねこ かおり・旧姓：本間、元BSNアナ）
- 金子原二郎（かねこ げんじろう・元長崎県知事）
- 金子茂（かねこ しげる・元日本テレビアナ）
- 金子哲雄（かねこ てつお・流通ジャーナリスト、TBSラジオパーソナリティー）
- 金子奈緒（かねこ なお）
- 金子久伸（かねこ ひさのぶ・TBS報道局社会部記者、元JNNロンドン支局特派員）
- 金子由実（かねこ ゆみ・元TBSニュースバードキャスター、キャスト・プラス所属）
- 金田喜稔（かねだ のぶとし・野球評論家）
- 兼永みのり（RCCラジオパーソナリティー）
- 金平茂紀（かねひら しげのり・TBS報道局社会部記者、元JNNワシントン支局長）
- 金村義明（かねむら よしあき・野球解説者、スポーツキャスター）
- 金本知憲（かねもと ともあき・阪神タイガース元野手、広島東洋カープ元野手）
- 金本美紀（かねもと みき・元YBCアナ）
- 狩野英孝（かの えいこう・タレント）
- 假野剛彦（かの たけひこ・TOKYO FMパーソナリティー）
- 鹿野真源（かの まさもと・IBC東部=釜石支社報道部記者）
- 加納有沙（かのう ありさ・文化放送アナ、元KBCアナ）
- 加納典明（かのう てんめい・写真家）
- 蒲島郁夫（かばしま いくお・熊本県知事）
- 川平慈英（かびら じえい・俳優、タレント、スポーツキャスター）
- 果歩（かほ・タレント、ラジオパーソナリティー）
- カマサミ・コング
- 蒲田健（がまだ けん）
- 鎌田強（かまた つよし・HBCアナウンス部長、元同局釧路放送局パーソナリティー）
- 釜本邦茂（かまもと くにしげ・サッカー解説者、スポーツキャスター。元サッカー日本代表、元参議院議員）
- かまやつひろし（通称「ムッシュかまやつ」・フォークシンガー、シンガーソングライター。「スパイダース」元リーダー）
- 上恭ノ介（かみ きょうのすけ・IBSアナ）
- 加美幸伸（かみ ゆきのぶ・MBSラジオパーソナリティー）
- 神尾純子（かみお じゅんこ・元CBCアナ）
- 上岡龍太郎（かみおか りゅうたろう・タレント）
- 上條ひとみ（かみじょう ひとみ・女優）
- 上條麻里奈（かみじょう まりな・元TUFアナ）
- 上沼恵美子（かみぬま えみこ・タレント、ABCラジオパーソナリティー）
- 上村彩子（かみむら さえこ・TBSアナ）
- 上村隆一郎（かみむら りゅういちろう・MBC報道部記者）
- 神谷明（かみや あきら・声優）
- 神山浩樹（かみやま ひろき・IBCアナウンス副部長兼報道副部長、同局気象予報士兼防災士）
- 上良早紀（かみりょう さき）
- 亀井薫（かめい かおり・元RABアナ）
- 亀井希生（かめい まれお・MBSアナ）
- 亀田晃一（かめだ こういち・MBC気象予報士）
- 亀谷哲也（かめたに てつや・RNCアナ）
- 亀渕昭信（かめぶち あきのぶ・元ニッポン放送代表取締役社長、元同局アナ）
- 亀山つとむ（MBS野球解説者、阪神タイガース元野手）
- 鴨居真理子（かもい まりこ・RNCアナ）
- 嘉門達夫（かもん たつお・ロックシンガー、お笑いタレント）
- 茅野正昌（かやの まさよし・RKBアナ）
- カラーボトル（TBCラジオパーソナリティー）
- 柄沢晃弘（からさわ あきひろ・元TBSアナ）
- 唐橋ユミ（からはし ゆみ・文化放送パーソナリティー、元TUFアナ）
- 唐沢寿明（からさわ としあき・俳優）
- 唐沢夏子（からさわ なつこ・タレント、CBCラジオパーソナリティー）
- 唐渡吉則（からわたり よしのり・MBSタイガースリポーター）
- 狩俣倫太郎（かりまた りんたろう・RBCアナ）
- カレン（演歌歌手）
- 川井郁子（かわい いくこ・バイオリニスト、ニッポン放送パーソナリティー）
- 川合俊一（かわい しゅんいち・バレーボール解説者、スポーツキャスター、元男子バレー日本代表）
- 川合孝治（かわい たかはる・HBCサッカー解説者）
- 河合美智子（かわい みちこ・女優、文化放送パーソナリティー）
- 川内信江（かわうち のぶえ・RKBラジオパーソナリティー）
- 河内真（かわうち まこと・RKCアナ）
- 川江美奈子 （かわえ みなこ）
- 川勝平太（かわかつ へいた・静岡県知事）
- 川上政行（かわかみ まさゆき・司会者、ナレーター。RKBラジオ&KBCラジオパーソナリティー。元MRTアナ&元TVQアナ）
- 川口和久（かわぐち かずひさ・TBS野球解説者）
- 川口満里奈（かわぐち まりな・YBCアナ）
- 川越こず恵（かわごえ こずえ・TBSラジオパーソナリティー）
- 川崎憲次郎（かわさき けんじろう・ニッポン放送野球解説者、東京ヤクルトスワローズ元投手）
- 川崎真央（かわさき まお）
- 川崎ゆかり
- 川崎玲奈 (かわさき れな)
- 河路直樹（かわじ なおき・元RKBアナ）
- 川嶋あい（かわしま あい・女優、タレント、ニッポン放送パーソナリティー）
- 川島なお美（かわしま なおみ・タレント）
- 川島恵（かわしま めぐみ・MRTアナ）
- 川島有貴（かわしま ゆき・IBCアナ）
- 川島令三（かわしま りょうぞう・鉄道アナリスト）
- 川尻友紀子（かわしり ゆきこ・元TBCアナ&元長崎文化放送アナ&元テレビ埼玉アナ）
- 川添永津子（かわぞえ えつこ・芸能リポーター、元テレビ愛媛アナ）
- 川副春海（かわそえ はるみ）
- 川添麻美（かわそえ まみ・元RKBアナ、通称「マミーゴ」）
- 川田亜子（かわだ あこ・元TBSアナ）
- 川田一輝（かわた かずき）
- 川田恵子（かわだ けいこ・ABCラジオパーソナリティー）
- 河田直也（かわた なおや・MBSアナ）
- 川田裕美（かわた ひろみ・元読売テレビアナ）
- 河内家菊水丸（かわちや きくすいまる・落語家、講談師、MBSラジオパーソナリティー）
- 川藤幸三（かわとう こうぞう・野球解説者、スポーツコメンテーター。阪神タイガース元野手）
- 川中美幸（かわなか みゆき・演歌歌手、文化放送パーソナリティー）
- 川西全（かわにし ぜん・TBS報道局政治部記者）
- 川野武文（かわの たけふみ・MRTアナ）
- 川野太郎（かわの たろう・俳優）
- 川野夏美（かわの なつみ・演歌歌手）
- 河野康子（かわの やすこ・KRYアナ）
- 川端健嗣（かわばた けんじ・ニッポン放送パーソナリティー、元フジテレビアナ）
- 川畑恒一（かわばた こういち・HBCアナ）
- 川端義明（かわばた よしあき・元NHKアナ&元同局沖縄放送局長）
- 河原祥子（かわはら しょうこ・元RSKアナ&元KUTVアナ）
- 河原多恵子（かわはら たえこ・HBCアナ、元同局ラジオディレクター）
- 河原龍夫（かわはら たつお・シンガーソングライター、「はあさん倶楽部バンド」リーダー、CBCラジオパーソナリティー）
- 川原ちかよ
- 河原崎辰也（かわはらざき たつや・シンガーソングライター、CBCラジオパーソナリティー）
- 川渕三郎（かわぶち さぶろう・日本サッカー協会最高顧問、Jリーグ初代チェアマン）
- 河辺邦博（かわべ くにひろ・IBCアナウンス学院長。元同局アナウンス部長・元同局報道部長・元同局北上支社長）
- 川辺小都子（かわべ さつこ）
- 川又米利（かわまた よねとし・中日ドラゴンズ打撃コーチ、同球団元野手。元東海ラジオ野球解説者）
- 汾陽麻衣（かわみなみ まい・元TBSニュースバードキャスター、元NHKアナ）
- 河村綾奈（かわむら あやな・RCCアナ）
- 河村たかし（名古屋市長、「減税日本」代表。CBCラジオパーソナリティー）
- 川村龍雄（かわむら たつお・IBCラジオ&FM岩手パーソナリティー）
- 河村通夫（かわむら みちお・タレント、STVラジオパーソナリティー）
- 川村龍一（かわむら りゅういち・MBSラジオパーソナリティー）
- 河本光正（かわもと みつまさ・MBSアナ）
- KAN（シンガーソングライター、STVラジオパーソナリティー）
- 菅直人（かん なおと・元衆議院議員、元内閣総理大臣、元厚生労働大臣）
- 官琳（かん りん・SBCアナ）
- カンケ
- 菅家真奈紀（かんけ まなき・元TBCアナ）
- 神田愛花（かんだ あいか・元NHKアナ）
- 神田亜紀（かんだ あき）
- 神田山陽（かんだ さんよう・講談師）
- 神田伯山 （かんだ はくざん・講談師）
- 神田正輝（かんだ まさき・俳優、石原プロモーション所属）
- 神田れいみ（かんだ れいみ）
- 漢那邦洋（かんな くにひろ・RBCiラジオパーソナリティー）
- カンニング竹山（お笑いタレント、TBSラジオパーソナリティー）
- 菅野詩朗（かんの しろう・元文化放送アナ）
- 菅野莉子（かんの としこ）
- 管野暢昭（かんの のぶあき・HBCアナ、同局元スポーツ局ディレクター）
- 神原智己（かんばら さとみ・元STVアナ）

#### き
- キートン山田（ナレーター）
- 木河淳（きかわ じゅん）
- 樹木希林（きき きりん・女優、歌手）
- 菊地浬（きくち かいり）
- きくち教児（きくち きょうじ・タレント、東海ラジオパーソナリティー）
- 菊地志乃（きくち しの・RBCiラジオパーソナリティー、元ラジオ沖縄アナ）
- 菊池淳介（きくち じゅんすけ・ラジオ出演時は「かかしのきっくん」「きっくん」名義・NACK5パーソナリティー、ラジオディレクター、かかしボーカル）
- 菊池新吉（きくち しんきち・サッカー解説者、東京ヴェルディOB）
- 菊地舞美（きくち まいみ・元TBCアナ）
- 菊池優（きくち ゆう・元RNCアナ、現：テレビ愛知アナ）
- 菊池幸見（きくち ゆきみ・IBCアナウンス部長）
- 菊地由美（きくち ゆみ）
- 菊間千乃（きくま ゆきの・弁護士、元フジテレビアナ）
- 亀掛川佳史（きけがわ よしふみ・TBS報道局社会部記者）
- 木佐彩子（きさ あやこ・元フジテレビアナ）
- 岸たけし（RNCアナ）
- 岸井成格（きしい しげただ・ジャーナリスト、毎日新聞編集主幹）
- 岸川勝也（きしかわ かつや・RKB野球解説者、元読売ジャイアンツ一軍打撃コーチ）
- 木地智美（きじ さとみ・元KNBアナ）
- 岸田今日子（きしだ きょうこ・女優）
- 岸田奈緒美（きしだ なおみ・SBCアナ）
- 岸谷五朗（きしたに ごろう・俳優）
- 木島亜里沙（きじま ありさ・元奈良交通バスガイド）
- 岸本加世子（きしもと かよこ・女優）
- 岸本尚実（きしもと なおみ・元HBCアナ）
- 喜瀬ひろし（きせ ひろし・STVアナ）
- キダ・タロー（作曲家、ABCラジオパーソナリティー）
- 木田正則（きだ まさのり・東京ヤクルトスワローズ投手）
- 北杜夫（きた もりお・俳優）
- 喜多ゆかり（きた ゆかり・ABCアナ）
- 北尾博伸（きたお ひろのぶ・WBSアナ）
- 北尾吉孝（きたお よしたか・実業家、SBIホールディングス代表取締役社長）
- 北尾好孝（きたお よしたか・元JRTアナ、現：同局報道部記者）
- 北大路欣也（きたおおじ きんや・俳優）
- 北川かず美（KRYアナ）
- 北川景子（きたがわ けいこ・女優）
- 北川正恭（きたがわ まさやす・早稲田大学大学院教授、元三重県知事）
- 北澤咲弥花（きたざわ さやか・元MBSアナ、現：同局報道局記者）
- 北島康介（きたじま こうすけ・競泳男子日本代表）
- 北島三郎（きたじま さぶろう・演歌歌手）
- 喜多嶋舞（きたじま まい・女優）
- 北島美穂（きたじま みほ）
- 北田牧子（きただ まきこ・元NHKアナ）
- 喜谷知純（きだに ともすみ・BSNアナ）
- 北野順一（きたの じゅんいち）
- 北野誠（きたの まこと・タレント、CBCラジオパーソナリティー）
- 北野大（きたの まさる・科学者、明治大学教授）
- 北野まち子（演歌歌手）
- 北橋健治（きたはし けんじ・北九州市長）
- 北村真平（きたむら しんぺい・ABCアナ）
- 北村亨（きたむら とおる・RKB報道部記者、JNNバンコク支局長）
- 北村浩子（きたむら ひろこ・FMヨコハマ契約アナウンサー）
- 北山靖（きたやま やすし・東海ラジオアナ）
- 吉瀬美智子（きちせ みちこ・女優、タレント）
- 吉川晃司（きっかわ こうじ・シンガーソングライター）
- 吉川団十郎（きっかわ だんじゅうろう・陶芸作家、TBCラジオ&IBCラジオパーソナリティー）
- 鬼頭由芽（きとう ゆめ）
- 木戸克彦（きど かつひこ・ABC野球解説者、阪神タイガース元投手&同球団元バッテリーチーフコーチ）
- 城戸真亜子（きど まあこ・タレント、画家）
- 木戸誠人（きど まさと・TBS報道局外信部記者。JNNニューヨーク支局特派員）
- 鬼頭あゆみ（きとう あゆみ・元東海テレビアナ）
- 木藤たかお（きとう たかお・RNBラジオパーソナリティー、元ニッポン放送アナ）
- 紀藤正樹（きとう まさき・弁護士）
- 鬼頭里枝（きとう りえ・元SBSアナ&元KYTアナ）
- 喜納昌吉（きな しょうきち・シンガーソングライター。参議院議員・民主党沖縄県連代表代行）
- 木夏リオ
- 衣笠祥雄（きぬがさ さちお・TBS野球解説者、広島東洋カープ元野手）
- 木根尚登（きね なおと・シンガーソングライター）
- 木下一哉（きのした かずや・KNBアナ）
- 木下智佳子（きのした ちかこ・元テレビ朝日アナ）
- 木下富雄（きのした とみお・RCC野球解説者）
- 木下義則（きのした よしのり・IBC東部=釜石支社報道部記者）
- 木野村尚子（きのむら なおこ・ アナ）
- 木場弘子（きば ひろこ・元TBSアナ）
- 木原慶吾（きはら けいご）
- 木原たけし（演歌歌手、IBCラジオパーソナリティー）
- 木俣達彦（きまた たつひこ・CBC野球解説者、中日ドラゴンズ元監督）
- 木村郁美（きむら いくみ・TBSアナ）
- 木村和也（きむら かずや・RKKアナ）
- 木村匡也（きむら きょうや・ナレーター）
- 木村拓哉（きむら たくや・俳優、歌手、タレント。「SMAP」元メンバー）
- 木村太郎（きむら たろう・ジャーナリスト、元NHKアナ。元フジテレビ記者）
- 木村季康（きむら としやす・RFラジオ日本アナ、元ラジオ福島アナ）
- 木村ヤスエ
- 木村優子（きむら ゆうこ・元日本テレビアナ）
- 木村洋二（きむら ようじ・STVアナ）
- 肝付兼太（きもつき かねた・声優）
- キャイ〜ン（TBSラジオ・文化放送・ニッポン放送・KBCラジオパーソナリティー）
  - 天野ひろゆき
  - ウド鈴木
- ギャオス内藤（RFラジオ日本野球解説者、東京ヤクルトスワローズ元投手）
- きゃりーぱみゅぱみゅ（歌手。TBSラジオパーソナリティー）
- キャロル久末
- きゃんひとみ（RBCiラジオパーソナリティー）
- 久間直樹（きゅうま なおき・RKB報道部記者、元JNNソウル支局特派員）
- 清野茂樹（きよぼ しげき、フリーアナウンサー、元広島エフエムアナ）
- 清川真衣（きよかわ まい・元MBCアナ）
- 清原和博（きよはら かずひろ・野球解説者、スポーツキャスター。読売ジャイアンツ・西武ライオンズ・オリックス・バファローズ元野手）
- 清原憲一（きよはら けんいち・RKKアナ）
- 清原正博（きよはら まさひろ・TBSアナ）
- 清春（きよはる・シンガーソングライター）
- 清心（きよみ・マンドリンシンガー&シンガーソングライター、IBCラジオ&FM岩手パーソナリティー）
- 桐田咲智代（きりだ さちよ・RBCiラジオパーソナリティー、元STVアナ）
- 桐田穣（きりた みのる・元RKBアナ&元熊本県民テレビアナ）
- 桐谷美玲（きりたに みれい・タレント、グラビアアイドル。文化放送パーソナリティー）
- 金哲彦（きん てつひこ・マラソン解説者、リクルート陸上部元監督）
- 金藤晃一（きんとう こういち・トータルカウンセリングスクール心理カウンセラー、IBCラジオパーソナリティー）
- 金野精一（きんの せいいち・岩手県文化財愛護協会顧問、IBCラジオパーソナリティー）

#### く
- 釘宮磐（くぎみや いわお・元大分市長）
- 久下真以子（くげ まいこ・JRTアナ）
- 日下部正樹（くさかべ まさき・TBS報道局社会部記者、元JNNソウル支局長）
- 草刈民代（くさかり たみよ・評論家、エッセイスト）
- 草野麻衣（くさの まい）
- 草野仁（くさの ひとし・元NHKアナ）
- 草野真梨子（くさの まりこ・TBSニュースバードキャスター、元さくらんぼテレビアナ）
- 草野満代（くさの みつよ・元NHKアナ）
- 櫛形枡人（くしがた ますひと・劇団「みそしる定食」代表、RNBラジオパーソナリティー）
- 具志堅用高（ぐしけん ようこう・元プロボクサー）
- 久嶋伸悟（くじま しんご・FBC報道部記者）
- 楠淳生（くす あつお・ABCアナ）
- くず哲也
- 楠美翔子（くすみ しょうこ・タレント、栄養士。RABラジオパーソナリティー）
- グッチー（タレント、HBCラジオパーソナリティー）
- グッチ裕三（タレント、料理研究家）
- 宮藤官九郎（くどう かんくろう・脚本家）
- 工藤公康（くどう きみやす・読売ジャイアンツ&横浜ベイスターズ&埼玉西武ライオンズ元投手）
- 工藤淳（くどう じゅん・気象予報士、防災士、「アップルウェザー」代表取締役社長、RABラジオパーソナリティー）
- 工藤じゅんき（本名：工藤準基・STVアナ）
- 工藤淳之介（くどう じゅんのすけ・BSNアナ、元岩手めんこいテレビアナ）
- 工藤輝樹（くどう てるき・MBS報道局記者、JNN上海支局特派員）
- 工藤牧子（くどう まきこ・ABSラジオパーソナリティー、元ミヤギテレビアナ）
- 国司憲一郎（くにし けんいちろう・RSKアナ）
- 國元奈緒（くにもと なお・RKBラジオニュースデスク）
- 國本未華（くにもと みか・気象予報士、ウェザーマップ所属）
- 國本泰功（くにもと やすのり・KRYアナ）
- 國本良博（くにもと よしひろ・元SBSアナ）
- 国谷裕子（くにや ひろこ・ジャーナリスト、元NHK記者）
- 国安剛（くにやす ごう・ABS報道部記者）
- 国山ハセン（くにやま はせん・TBSアナ）
- 久野誠（くの まこと・CBCアナ）
- 久保純子（くぼ じゅんこ・元NHKアナ）
- 久保晴生（くぼ はるお・元日本テレビアナウンス部長）
- 久保正彰（くぼ まさあき・SBCアナ）
- 久保雄一（くぼ ゆういち・TBS報道局社会部記者、JNNソウル支局特派員）
- 久保有美（くぼ ゆみ）
- 久保田夏菜（くぼた かな・RCCアナ）
- 久保田早織（くぼた さおり・SBS報道部記者）
- 久保田祥江（くぼた さちえ・SBCアナ）
- 久保田利伸（くぼた としのぶ・歌手）
- 久保田智子（くぼた ともこ・元TBSアナ）
- 窪田等（くぼた ひとし・ナレーター）
- 久保田浩史（くぼた ひろし・RKCアナ）
- 久保田祐子（くぼた ゆうこ・FM岩手アナ）
- 窪田有美（くぼた ゆみ）
- 熊谷章洋（くまがい あきひろ・元CBCアナ）
- 熊谷明美（くまがい あけみ・元STVアナ）
- 熊谷彩夏（くまがい あやか・モデル、女優）
- 熊谷育美（くまがい いくみ・シンガーソングライター）
- 熊谷麻衣子（くまがい まいこ・元岩手めんこいテレビアナ）
- 熊川哲也（くまかわ てつや・バレエダンサー、演出家）
- くまきもえ
- 熊倉一雄（くまくら かずお・声優）
- 熊崎風斗（くまざき かざと・TBSアナ）
- 熊田曜子（くまだ ようこ・タレント、モデル、グラビアアイドル）
- 隈部崇之（くまべ たかゆき・元RKBアナ）
- 久米宏（くめ ひろし・元TBSアナ）
- 久米ゆき（くめ ゆき・RKBラジオパーソナリティー）
- 久米村直子（くめむら なおこ）
- 鞍田朝夫（くらた あさお・元KNBアナ）
- 倉田恵（くらた めぐみ・タレント、ナレーター、RKBラジオパーソナリティー。「パインズ」所属）
- 倉持明日香（くらもち あすか・グラビアアイドル、「AKB48」メンバー）
- 倉本聰（くらもと そう・脚本家）
- クラーク・カーター（くらーくかーたー・レディオ湘南ラジオパーソナリティー、MC、DJ、VJ）
- くりぃむしちゅー
- クリス智子
- クリス・ペプラー（DJ）
- 栗田貫一（くりた かんいち・声優、お笑いタレント）
- 栗田善太郎（くりた ぜんたろう・タレント、KBCラジオ・FM福岡・LOVE-FMパーソナリティー）
- 栗田善成（くりた よしなり・KBCラジオパーソナリティー）
- 栗林さみ（くりばやし さみ）
- 栗原治久（くりはら はるひさ）
- 栗原はるみ（料理研究家）
- 栗原由佳（くりはら ゆか）
- くり万太郎（元ニッポン放送アナ）
- 栗村智（くりむら さとし・ニッポン放送アナ）
- 栗山英樹（くりやま ひでき・北海道日本ハムファイターズ監督、野球評論家。元TBS野球解説者&ヤクルトスワローズ元野手）
- 来栖正之（くるす まさゆき・MBSアナ）
- 貢藤十六（くどう じゅうろく）
- 車だん吉（タレント・漫画家）
- 車吉章（くるま よしあき・ラジオかなざわ、富山シティエフエム、ラジオななおなど）
- グレース・マーヤ
- 紅晴美（くれない はるみ・演歌歌手、ラジオ福島パーソナリティー）
- 黒石八郎（くろいし はちろう・民謡歌手、RABラジオパーソナリティー）
- 黒岩唯一（くろいわ ただかず・FM愛知パーソナリティー）
- 黒岩祐治（くろいわ ゆうじ・神奈川県知事、ジャーナリスト、元フジテレビ記者）
- 黒江美咲（くろえ みさき・ラジオパーソナリティー）
- クローゼットフリーク
- 黒河陽平（くろかわ ようへい・TBS報道局社会部記者、JNNバンコク支局特派員）
- 黒木知宏（くろき ともひろ・ニッポン放送野球解説者、千葉ロッテマリーンズ元投手）
- 黒木奈々（くろき なな・元MBS記者）
- 黒木マリナ
- 黒木瞳（くろき ひとみ・女優）
- 黒木メイサ（くろき めいさ・女優）
- 黒崎貴之（くろさき たかゆき・BSNアナ）
- 黒沢牧子（くろさわ まきこ・FM岩手パーソナリティー、元NHKアナ）
- 黒沢保裕（くろさわ やすひろ・NHKアナ）
- 黒田あゆみ（くろだ あゆみ・NHKアナ）
- 黒田治（くろだ おさむ）
- 黒谷友香（くろたに ともか・女優）
- 黒田典子（くろだ のりこ）
- 黒田弘子（くろだ ひろこ・Date fmパーソナリティー）
- 黒田勇樹（くろだ ゆうき・俳優）
- 黒塚まや（くろつか まや・元TBSニュースバードキャスター、元UTYアナ）
- 黒柳徹子（くろやなぎ てつこ・女優、タレント、作家）
- 久和ひとみ（くわ ひとみ・ジャーナリスト、元TBSニュースキャスター）
- 桑江知子（くわえ ともこ・歌手）
- 桒子英里（くわこ えり・RABアナ）
- 桑島法子（くわしま ほうこ・声優）
- 桑田佳祐（くわた けいすけ・シンガーソングライター、「サザンオールスターズ」ボーカル。TOKYO FMパーソナリティー）
- 桑田真澄（くわた ますみ・野球解説者、スポーツキャスター。読売ジャイアンツ元投手）
- 桑名正博（くわな まさひろ・歌手、MBSラジオパーソナリティー）
- 桑野信義（くわの のぶよし・タレント、「ラッツ&スター」元メンバー）
- 桑原麻美（くわばら あさみ・元RCCアナ）
- 桑原しおり（くわばら しおり・元RCCアナ）
- 桑原征平（くわばら しょうへい・ABCラジオパーソナリティー、元関西テレビアナ）
- 桑原秀和（くわばら ひでかず・SBSアナ。元NKTアナ、茨城ゴールデンゴールズ元野手）
- 桑原美保（くわばら みほ）

#### け
- ケイ・グラント
- ケイザブロー
- 桂竜也（けい たつや・元文化放送アナ、本名：永峰康雄）
- K太郎（文化放送アナ、本名：砂山圭大郎）
- 劇団ひとり
- 気仙沼ジローラモ（けせん ぬまじろーらも・歌手、プロレスラー。みちのくプロレス所属。旧・気仙沼二郎）
- 煙山光紀（けむやま みつのり・ニッポン放送アナ、元テレビ北海道アナ&元ラジオNIKKEIアナ）
- 源石和輝（げんいし かずてる・東海ラジオアナ）
- ケンヂブリッチ(ラジオDJ)
- けんずろう（タレント、RABラジオパーソナリティー）
- ケンタロウ（料理研究家）
- ケント・フリック
- ケンドーコバヤシ（TBSラジオ・MBSラジオ・ABCラジオパーソナリティー）
- ケン・マスイ

#### こ
- 小池栄子（こいけ えいこ・女優）
- 小池可奈（こいけ かな・演歌歌手、文化放送パーソナリティー）
- 小池清（こいけ きよし・元MBSアナ）
- 古池雄（こいけ たけし・元RABアナ）
- 古池常泰（こいけ つねやす・元YBCアナ）
- 小泉エリ（マジシャン、お笑いタレント。吉本興業所属。CBCラジオ・MBSラジオ・ABCラジオパーソナリティー）
- 小泉孝太郎（こいずみ こうたろう・俳優）
- 小泉里子（こいずみ さとこ）
- 小泉進次郎（こいずみ しんじろう・衆議院議員、自由民主党青年局長）
- 小泉純一郎（こいずみ じゅんいちろう・元衆議院議員、元内閣総理大臣）
- 小泉ニロ（こいずみ にろ・シンガーソングライター、MBSラジオパーソナリティー）
- 小泉大（こいずみ ひろし・元RKBアナ）
- 小磯誠（こいそ まこと・ラジオ沖縄アナ）
- 郷ひろみ（歌手、タレント）
- ごうまなみ（元NBCアナ）
- 鴻上尚史（こうかみ しょうじ・劇作家、演出家）
- 高坂元巳（こうさか もとき・元BSNアナ）
- 幸坂理加（こうさか りか・ABSアナ）
- 香田晋（こうだ しん・演歌歌手）
- 幸田真音（こうだ まいん・作家、評論家）
- 合田道人（ごうだ みちと・童謡研究家）
- 合田みゆき（ごうだ みゆき・元RNBアナ）
- 神足裕司（こうたり ゆうじ・コラムニスト、TBSラジオ&RCCラジオパーソナリティー）
- 神津栄子（こうづ えいこ・元TBSアナ）
- 神津カンナ（女優）
- 神津善行（こうづ よしゆき・俳優）
- 河野俊嗣（こうの しゅんじ・宮崎県知事）
- 河野太郎（こうの たろう・衆議院議員）
- 河野洋平（こうの ようへい・元衆議院議長）
- 神山里美（こうやま さとみ、CBCラジオパーソナリティー）
- 幸山政史（こうやま せいし・元熊本市長）
- 剛力彩芽（ごうりき あやめ・女優、タレント、グラビアアイドル。ニッポン放送パーソナリティー）
- 郡和子（こおり かずこ・仙台市長、元衆議院議員、内閣府政務官。元TBCアナ。旧姓：高橋）
- コガ☆アキ（FM佐賀パーソナリティー）
- 古賀和子（こが かずこ・元RKBアナ）
- 古賀久美子（こが くみこ・KBCラジオパーソナリティー）
- 古賀徹（こが とおる・元FM岩手アナ）
- 古賀之士（こが ゆきひと・元FBSアナ）
- 小金沢昇司（こがねざわ しょうじ・演歌歌手）
- 粉川真一（こかわ しんいち・MRTアナ）
- 胡口和雄（こぐち かずお・ニッポン放送アナ）
- 国分佐智子（こくぶ さちこ）
- 国分太一（こくぶん たいち・「TOKIO」メンバー、TBSラジオ&TOKYO FMパーソナリティー）
- 小久保裕紀（こくぼ ひろき・福岡ソフトバンクホークス元野手、野球日本代表元監督）
- 小暮裕美子（こぐれ ゆみこ・元TBSアナ）
- 古今亭志ん輔（ここんてい しんすけ）
- 古今亭志ん朝（ここんてい しんちょう）
- 小坂明子（こさか あきこ・歌手）
- 小坂憲央（こさか のりお・YBCアナ）
- 小堺一機（こさかい かずき・タレント）
- 小堺翔太（こさかい しょうた・フリーアナウンサー、リポーター）
- 越直美（こし なおみ・大津市長）
- 小島麻子（こじま あさこ）
- 小嶋亜由美（こじま あゆみ）
- 小島一慶（こじま いっけい・元TBSアナ）
- 小島慶子（こじま けいこ・元TBSアナ）
- 小嶋健太（こじま けんた・SBSアナ）
- 小島嵩弘（こじま たかひろ・東海ラジオアナ）
- 小島拓（こじま たく・MRTアナ）
- 小島奈津子（こじま なつこ・ニッポン放送パーソナリティー、元フジテレビアナ）
- 小島よしお（お笑いタレント）
- 小杉涼花（こすぎ すずか）
- 小谷大輔（こたに だいすけ・タレント、ラジオパーソナリティ、ナレーター。「オフィスキイワード」所属）
- 小高直子（こたか なおこ・CBCアナ）
- 小谷実可子（こたに みかこ・スポーツキャスター、元シンクロ日本代表）
- 児玉育則（こだま いくのり・タレント、KBCラジオ&FM福岡パーソナリティー。「パインズ」所属）
- 児玉克浩（こだま かつひろ・RKB報道部記者、元JNNバンコク支局長）
- 児玉清（こだま きよし・俳優、司会者。ニッポン放送&ABCラジオパーソナリティー）
- 小玉晋平（こだま しんぺい・JRTアナ）
- 小寺郁子（こてら いくこ・元STVアナ）
- 小寺右子（こてら ゆうこ・元ABCアナ）
- 琴けい子（こと けいこ・民謡歌手、IBCラジオパーソナリティー）
- 後藤久美子（ごとう くみこ・女優）
- 後藤健（ごとう けん・TBC報道部記者）
- 後藤沙緒里（ごとう さおり）
- 後藤沙織 (ごとう さおり)
- 後藤心平（ごとう しんぺい・元MRTアナ）
- 後藤鮪郎
- 後藤俊広（ごとう としひろ・TBS報道局政治部記者）
- 後藤なぎさ（OBSアナ）
- 後藤貴子（ごとう のりこ・元IBCアナ）
- 後藤弘之（ごとう ひろゆき・RKB報道部記者）
- KOTOKO
- 小沼みのり（こぬま みのり・SBSアナ、元OHKアナ）
- 五戸美樹（ごのへ みき・元ニッポン放送アナ）
- 古葉竹識（こば たけし・東京国際大学野球部監督、元東海ラジオ野球解説者、広島東洋カープ元監督）
- 小橋亜樹（こはし あき・HBCラジオパーソナリティー、元道北バスバスガイド。旧：小橋アキ）
- 小畠健太（こばたけ けんた・RKB報道部記者）
- こはまもとこ
- 小早川正昭（こばやかわ まさあき・ナレーター）
- 小林章子（こばやし あきこ・RSKアナ）
- 小林旭（こばやし あきら・歌手、俳優）
- 小林亜星（こばやし あせい・作曲家）
- 小林あずさ（元RABアナ）
- 小林克也（こばやし かつや・タレント、DJ。ニッポン放送パーソナリティー）
- 小林完吾（こばやし かんご・元日本テレビアナ）
- 小林恵子（こばやし けいこ・元BSNアナ）
- 小林啓子（こばやし けいこ・歌手）
- 小林慶太（こばやし けいた・YBS報道部記者）
- 小林淳子（こばやし じゅんこ・KNBアナ）
- 小林大河（こばやし たいが）
- 小林大作（こばやし だいさく・作家、ABCラジオパーソナリティー）
- 小林拓一郎（こばやし たくいちろう）
- 小林達彦（こばやし たつひこ・元ニッポン放送アナ）
- 小林千鶴（こばやし ちづる）
- 小林徹夫（こばやし てつお・KBCアナ、元TBCアナ）
- 小林悠（こばやし はるか・元TBSアナ）
- 小林麻央（こばやし まお・フリーアナウンサー、「セント・フォース」所属）
- 小林真樹子（こばやし まきこ・元RBCアナ）
- 小林眞（こばやし まこと・八戸市長）
- 小林麻耶（こばやし まや・元TBSアナ）
- 小林美紀（こばやし みき・元ABSアナ）
- 小林康秀（こばやし やすひで・RCCアナ）
- 小林万里子（こばやし まりこ・元SBCアナ）
- 小林豊（こばやし ゆたか・元TBSアナ&同局気象予報士）
- 小林由未子（こばやし ゆみこ・TBSアナ）
- コハ・ラ・スマート
- 小張康弘（こばり やすひろ・HBC報道部記者）
- 小堀勝啓（こぼり かつひろ・元CBCアナ）
- 小正裕佳子（こまさ ゆかこ・元NHKアナ）
- 駒田健吾（こまだ けんご・TBSアナ）
- 駒田徳広（こまだ のりひろ・スポーツキャスター、野球評論家。元文化放送野球解説者&元ニッポン放送野球解説者。読売ジャイアンツ&横浜ベイスターズ元野手）
- 小松辰雄（こまつ たつお・CBC野球解説者、中日ドラゴンズ元監督）
- 小松肇（こまつ はじめ・KBCラジオパーソナリティー）
- 小松政夫（こまつ まさお・俳優、コメディアン）
- 小松美帆（こまつ みほ・元SBCアナ）
- 小松優一（こまつ ゆういち）
- 駒村多恵 （こまむら たえ・歌手）
- 駒幸夫（こま ゆきお・シンガーソングライター、音楽プロデューサー。IBCラジオパーソナリティー）
- 小御門千絵（こみかど ちえ・RNCアナ）
- 小湊よつ葉（こみなと よつは・AV女優、歌手）
- 小峯隆生（こみね たかお）
- 米田佳史（こめだ よしふみ・MBS報道局記者）
- 米吉奈名子（こめよし ななこ・ラジオ沖縄アナ）
- 小森浩和（こもり ひろかず・CBC報道部記者、元JNNウィーン支局長）
- 小森まなみ（声優）
- 子守康範（こもり やすのり・元MBSアナ）
- 小森谷徹（こもりや とおる・タレント、芸能リポーター。TBSラジオパーソナリティー）
- 小山薫堂（こやま くんどう）
- 小山ジャネット愛子
- 古山そのみ（こやま そのみ・IBCラジオ&FM岩手パーソナリティー）
- 小山乃里子（こやま のりこ・タレント、ABCラジオパーソナリティー）
- 小山康昭（こやま やすあき・RBCアナ）
- ゴリけん（タレント、RKBラジオパーソナリティー）
- 権田裕子（こんだ ひろこ・元STVアナ）
- 近藤勝重（こんどう かつしげ・毎日新聞論説委員、TBSラジオ&MBSラジオパーソナリティー）
- 近藤淳子（こんどう じゅんこ・元MROアナ）
- 近藤さや香（こんどう さやか・FMヨコハマDJ）
- 近藤丈靖（こんどう たけやす・BSNアナ）
- 近藤鉄太郎（こんどう てったろう・KBCアナ）
- 近藤亨（こんどう とおる・MBSアナ）
- 近藤季樹（こんどう としき・元RSKアナ、現：同局報道部記者）
- 近藤肇（こんどう はじめ・HBCアナ&同局気象予報士）
- 権藤博（ごんどう ひろし・中日ドラゴンズ元投手コーチ。元ニッポン放送野球解説者&横浜ベイスターズ元監督）
- 近藤真彦（こんどう まさひこ・歌手、レーシングドライバー。文化放送パーソナリティー）
- 近藤光史（こんどう みつふみ・元MBSアナ）
- 近藤美矩（こんどう よしのり・TBSラジオニュースデスク、元同局アナ）
- 今野東（こんの あずま・元参議院議員、元民主党宮城県連代表。元タレント）
- 今野小夜子（こんの さよこ・HBCラジオパーソナリティー）
- こんのひとみ（TBSラジオ&MBSラジオパーソナリティー）

### さ行

#### さ
- ザ・ドリフターズ
  - いかりや長介（いかりや ちょうすけ）
  - 加藤茶（かとう ちゃ）
  - 志村けん（しむら けん）
  - 高木ブー（たかぎ ブー）
  - 仲本工事（なかもと こうじ）
- ザ・ピンチーズ（歌手、RKBラジオパーソナリティー。同局ラジオカー「スナッピー」元レポートドライバー）
  - 中村美由紀（なかむら みゆき）
  - 麦田陽子（むぎた ようこ）
- 斉木しげる（SBSラジオパーソナリティー）
- 斉木洋子（さいき ようこ）
- 西城秀樹（さいじょう ひでき・俳優、歌手）
- 財津一郎（ざいつ いちろう・シンガーソングライター）
- 財津和夫（ざいつ かずお・シンガーソングライター、「チューリップ」ボーカル。東海ラジオパーソナリティー）
- 財津ユカ（RKBラジオニュースデスク）
- 斉藤彩（さいとう あや・元ATVアナ&元HABアナ）
- 斉藤安弘（さいとう あんこう・元ニッポン放送アナ）
- 斉藤一美（さいとう かずみ・文化放送アナ）
- 斉藤絹子（さいとう きぬこ・元RKBアナ）
- 斉藤慶子（さいとう けいこ・女優）
- 斉藤こずゑ（さいとう こずえ・HBCラジオパーソナリティー）
- 斉藤茂太（さいとう しげた・作家、心理学者）
- 斎藤茂（さいとう しげる・OTTAVA[2] GM、OTTAVAプレゼンター(パーソナリティ)、音楽プロデューサー）
- 斉藤志乃（さいとう しの・元OBSアナ）
- 斉藤真一（さいとう しんいち・RSK報道部記者、元JNNカイロ支局長）
- 斉藤慎二（さいとう しんじ・お笑いトリオ「ジャングルポケット」、TBSラジオパーソナリティー）
- 齋藤孝（さいとう たかし・国語学者、明治大学教授）
- 斎藤工（さいとう たくみ・俳優）
- 斎藤千夏（さいとう ちなつ・TBSラジオパーソナリティー）
- 斎藤努（さいとう つとむ・元MBSアナ）
- 斎藤哲也（さいとう てつや・TBSアナウンス部長）
- 斉藤徳美（さいとう とくみ・防災学者、放送大学岩手学習センター長、岩手大学名誉教授&同大学元副学長。IBCラジオパーソナリティー）
- 斎藤弘（さいとう ひろし・元山形県知事）
- 斎藤洋美（さいとう ひろみ・TBSラジオパーソナリティー）
- 斉藤舞子（さいとう まいこ・ニッポン放送パーソナリティー、フジテレビアナ）
- 斉藤真美（さいとう まみ・ABCアナ）
- 齊藤美絵（さいとう みえ）
- 斉藤百香（さいとう ももか・TBCアナ）
- 斎藤守史（さいとう もりちか・飯塚市長）
- 斎藤恭紀（さいとう やすのり・衆議院議員、「新党きづな」政策調査会長。元TBC気象予報士&元ウェザーニューズ気象予報士）
- 斎藤裕美（さいとう ゆみ・元MBSアナ）
- 斉藤りさ（タレント、TBSラジオパーソナリティー）
- 佐伯進（さえき すすむ）
- 佐伯敏光（さえき としみつ・YBCアナ）
- 佐伯りさ（さえき りさ・RNBアナ）
- 三枝成彰（さえぐさ しげあき・作曲家、ピアニスト）
- サエラ（ピアノデュオ、RABラジオパーソナリティー）
- 堺なおこ（元STVアナ）
- 酒井直斗（さかい なおと）
- 堺瞳（さかい ひとみ・元RNCアナ。現：SATVアナ）
- 酒井弘明（さかい ひろあき・東海ラジオアナ）
- 堺正章（さかい まさあき・タレント、歌手、「スパイダース」元メンバー）
- 酒井茉耶（さかい まや・ABSアナ）
- 酒井美紀（さかい みき）
- 酒井道代（さかい みちよ）
- 酒井若菜（さかい わかな・女優）
- 坂上俊次（さかうえ しゅんじ・RCCアナ）
- さかえ里美（TBCラジオパーソナリティー、演歌歌手、本名：福田里美）
- 坂木萌子（さかき もえこ・日テレNEWS24キャスター、ニチエンプロダクション所属。元さくらんぼテレビアナ）
- 阪口佳澄（さかぐち かすみ・ABCラジオパーソナリティー）
- 坂口美奈子（さかぐち みなこ・東海ラジオパーソナリティー）
- 坂崎幸之助（さかざき こうのすけ・シンガーソングライター、「THE ALFEE」メンバー、ニッポン放送&TOKYO FMパーソナリティー）
- 坂上みき（さかじょう みき・元ニッポン放送アナ）
- 坂田周大（さかた しゅうだい・RKBアナ、戸籍上の「周大」の読みは本来「のりひろ」だが、RKBアナウンス部には「しゅうだい」という読みで登録）
- 坂橋克明（さかはし かつあき・SBCアナ）
- さか松ゲン（タレント、東海ラジオパーソナリティー）
- 坂本咲子（さかもと さきこ・元STVアナ）
- 坂本サトル（シンガーソングライター、TBCラジオ・Date FM・RABラジオ・FM青森パーソナリティー）
- 阪本時彦（さかもと ときひこ・元MBSアナウンサー室長）
- 坂本仁士（さかもと ひとし・IBCラジオディレクター、元同局報道部記者）
- 坂本冬美（さかもと ふゆみ・演歌歌手）
- 坂本真綾（さかもと まあや）
- 坂本龍一（さかもと りゅういち・俳優、作曲家、音楽プロデューサー）
- 下山倫（さがやま さとし・MBC報道部記者）
- 佐木隆三（さき りゅうぞう・作家）
- 崎濱綾子（さきはま あやこ・RBC気象予報士）
- Saku
- 櫻井和明（さくらい かずあき・YBSアナウンサー）
- 桜井一枝（さくらい かずえ・MBSラジオ・ABCラジオ・ラジオ大阪パーソナリティー）
- 桜井和寿（さくらい かずとし・シンガーソングライター、「Mr.Children」ボーカル）
- 櫻井浩二（さくらい こうじ・RKBアナ、元福井テレビアナ）
- 桜井センリ（俳優、ジャズピアニスト、コメディアン。劇団「クレージーキャッツ」元メンバー）
- 櫻井孝宏（さくらい たかひろ・声優）
- 桜井弘規（さくらい ひろき・RCCアナ）
- 桜井宏（さくらい ひろし・HBCアナ）
- 櫻井よしこ（ジャーナリスト、元日本テレビ記者）
- 桜沢信司（さくらざわ しんじ・元CBCアナ、現：同局報道部記者&同局気象予報士）
- 桜田まこと（シンガーソングライター、RABラジオパーソナリティー、「トリオ・ザ・ポンチョス」メンバー）
- 桜庭みさお（さくらば みさお・タレント、ABSラジオパーソナリティー）
- 桜庭亮平（さくらば りょうへい・元ニッポン放送、現：フジテレビアナウンサー）
- 紗倉まな（さくら まな・AV女優、作家）
- ザ・グレート・サスケ（プロレスラー、みちのくプロレス代表。元岩手県議会議員）
- 佐古忠彦（さこ ただひこ・TBSアナ、同局報道局政治部記者兼務）
- 酒匂飛翔（さこう あすか・NHKアナ）
- 迫田江理（さこだ えり・MRTアナ）
- SACON（STVラジオパーソナリティー）
- さこみちよ（TBSラジオパーソナリティー）
- Sascha
- 佐々淳行（ささ あつゆき・ジャーナリスト）
- 笹岡樹里（ささおか じゅり・元TBSニュースバードキャスター、元JRTアナ）
- 佐々岡真司（ささおか しんじ・RCC野球解説者、広島東洋カープ元投手）
- 笹川友里（ささがわ ゆり・TBSアナ、同局元TVディレクター）
- 佐々木愛（ささき あい・FBCアナ）
- 佐々木主浩（ささき かずひろ・TBS野球解説者、横浜ベイスターズ元投手、通称「ハマの大魔神」）
- 佐々木恭介（ささき きょうすけ・MBS野球解説者）
- 佐々木蔵之介（ささき くらのすけ・俳優）
- 佐々木健介（ささき けんすけ・プロレスラー）
- 佐々木謙介（ささき けんすけ・RKBラジオパーソナリティー、元NHKアナ）
- 佐々木聡美（ささき さとみ・気象予報士、ウェザーマップ所属）
- 佐々木淳吾（ささき じゅんご・TBCアナ）
- 佐々木慎介（ささき しんすけ・元RKKアナ、現：同局報道部記者）
- 佐々木信行（ささき のぶゆき・TBC野球解説者）
- 佐々木則夫（ささき のりお・女子サッカー日本代表「なでしこジャパン」監督）
- 佐々木永恵（ささき ひさえ・元TBCラジオニュースデスク&元NHKアナ、現：TUYアナ）
- 佐々木瞳（ささき ひとみ・元TUYアナ）
- 佐々木瞳（ささき ひとみ・元ラジオ福島アナ）
- 佐々木正洋（ささき まさひろ・元テレビ朝日アナ）
- 佐々木真奈美（ささき まなみ・タレント、TBCラジオパーソナリティー）
- 佐々木美佳（ささき みか・元HBCアナ）
- 佐々木もよこ（ささき もよこ）
- 佐々木佑花（ささき ゆうか・HBCアナ）
- 佐々木由香利（ささき ゆかり・ボーカリスト、IBCラジオ&FM岩手パーソナリティー）
- 佐々木幸男（ささき ゆきお・フォークシンガー、HBCラジオパーソナリティー）
- 笹原忠義（ささはら ただよし・元MROアナウンス部長）
- 定岡正二（さだおか しょうじ・TBS野球解説者、読売ジャイアンツ元野手）
- 佐高信（さたか まこと・評論家）
- 貞包史朗（さだかね しろう・TBS報道局外信部記者、JNNロンドン支局長）
- 貞包みゆき（さだかね みゆき・タレント、TBSラジオ&文化放送パーソナリティー）
- 佐竹敬久（さたけ のりひさ・秋田県知事、元秋田市長）
- 貞平麻衣子（さだひら まいこ・元IBCアナ）
- さだまさし（シンガーソングライター）
- 佐田玲子（さだ れいこ・歌手、RKBラジオ&NBCラジオパーソナリティー）
- 颯田景子（さった けいこ・元CBCアナ）
- 札幌スーパーギャグメッセンジャーズ（STVラジオパーソナリティー）
  - 佐々木たくお（STVラジオパーソナリティー）
- 里恵（さと　めぐみ・奄美大島出身アーティストエフエムせとうち）
- 佐藤茜（さとう あかね・TBSラジオパーソナリティー、元MROアナ）
- 佐藤亜美菜（さとう あみな・AKB48チームB）
- 佐藤彩（さとう あや・HBCアナ）
- 佐藤育美（さとう いくみ・TBCラジオパーソナリティー）
- 佐藤栄一（さとう えいいち・宇都宮市長）
- 佐藤栄治（さとう えいじ・KNBアナ）
- 佐藤修（さとう おさむ・TBCアナ）
- 佐藤健一（さとうけんいち・フリーアナウンサー）
- 佐藤旬子（さとう じゅんこ・JRTアナ）
- 佐藤大介（さとう だいすけ・気象予報士、ウェザーマップ所属）
- 佐藤多恵（さとう たえ）
- 佐藤巧（さとう たくみ・RKBアナ）
- 佐藤智恵子（さとう ちえこ・TBCラジオパーソナリティー、元YBCアナ）
- 佐藤竹善（さとう ちくぜん・シンガーソングライター、「SING LIKE TALKING」ボーカル）
- 佐藤ドミンゴ
- 佐藤渚（さとう なぎさ・元TBSアナ）
- 佐藤夏希（さとう なつき・タレント、歌手、グラビアアイドル。「AKB48」メンバー。TBSラジオ&RKBラジオパーソナリティー）
- 佐藤訓通（さとう のりみち・RSK報道部記者）
- 佐藤のりゆき（元HBCアナ）
- 佐藤B作（さとう びーさく・俳優）
- 佐藤弘樹（さとう ひろき・英語講師）
- 佐藤宏邦（さとう ひろくに・元IBCアナ、現：同局報道部記者兼ニュースデスク）
- 佐藤弘道（さとう ひろみち・タレント、体操インストラクター）
- 佐藤文康（さとう ふみやす・TBSアナ）
- 佐藤麻衣（さとう まい・タレント、女優、TBSラジオパーソナリティー）
- 佐藤正則（さとう まさのり・TBC気象予報士）
- 佐藤真理子（さとう まりこ・歌手）
- 佐藤幹朗（さとう みきろう・元CBCアナ）
- さとう宗幸（さとう むねゆき・シンガーソングライター）
- 佐藤恵（さとう めぐみ・元IBCアナ）
- 佐藤雄平（さとう ゆうへい・元福島県知事、ラジオ福島パーソナリティー）
- 佐藤利恵（さとう りえ・元NBCアナ）
- さとう里香（さとう りか・タレント、グラビアアイドル）
- 佐藤隆太（さとう りゅうた・俳優）
- 佐藤和香子（さとうわかこ・酒田FMパーソナリティー）
- 里田まい（さとだ まい・カントリー娘。）
- サトニイ（さとにい・歌手タレント・ゆず2018コーラス隊）
- 里見浩太朗（さとみ こうたろう・俳優）
- 佐野瑛厘（さの えり・CBCラジオ&ZIP-FMパーソナリティー）
- 佐野電磁（さの でんじ・ゲームクリエーター、CBCラジオパーソナリティー）
- 佐野文俊（さの ふみとし）
- 佐野よりこ（民謡歌手、IBCラジオ&FM岩手パーソナリティー）
- 鮫島大史（さめじま たいし・RABアナ）
- 沢知香（さわ ともか・ラジオ関西パーソナリティー、元TBCアナ）
- 沢朋宏（さわ ともひろ・CBCアナ&同局気象予報士）
- 澤美代子（さわ みよこ）
- 澤口たまみ（詩人・エッセイスト、IBCラジオパーソナリティー）
- 澤口麻理（さわぐち まり・気象予報士、ウェザーマップ所属）
- 沢口靖子（さわぐち やすこ・女優）
- 沢田研二（さわだ けんじ・歌手）
- 沢田幸二（さわだ こうじ・KBCアナ、同局元ラジオディレクター）
- 沢田聖子（さわだ せいこ・YBSラジオパーソナリティー）
- 沢田茅乃（さわだ ちの）
- 沢田知香子（さわだ ちかこ・女優）
- 松山三四六（旧・松山三四郎）
- サンドウィッチマン（お笑いコンビ、TBCラジオ・TBSラジオ・ニッポン放送パーソナリティー）
  - 伊達みきお
  - 富澤たけし
- 山王丸和恵（さんのうまる かずえ・元日本テレビアナ）
- サンプラザ中野くん（ロックシンガー、「爆風スランプ」ボーカル）
- 三遊亭鬼丸（さんゆうてい おにまる）
- 残間里江子（ざんま りえこ・ジャーナリスト、メディアプロデューサー。TBSラジオ&文化放送パーソナリティー。元SBSアナ）

#### し
- 椎名へきる（声優）
- 椎名誠（しいな まこと・作家）
- 椎野茂（しいの しげる・TBSアナ）
- 椎葉ユウ
- ジェイムス・ヘイブンス（タレント、DJ。CBCラジオ・東海ラジオ・ZIP-FMパーソナリティー）
- ジェームス天願
- ジェームス三木（脚本家、作家）
- SHEILA
- ジェロ（演歌歌手）
- ジェーン・スー（作詞家、コラムニスト。TBSラジオパーソナリティー）
- しおゆかり（TBCラジオ・Date FM・FM山形・ふくしまFMパーソナリティー）
- 塩沢美佳子（しおざわ みかこ・YBSラジオパーソナリティー、同局ラジオカー「スコーパー」元レポートドライバー）
- 塩沢とき（女優）
- 潮田玲子（しおた れいこ・タレント、スポーツキャスター。セントフォース所属。元バドミントン日本代表）
- 潮谷義子（しおたに よしこ・元熊本県知事）
- 塩見啓一（しおみ けいいち・元CBCアナウンス部長。現：同局スポーツ局長）
- 塩見智子（しおみ ともこ・ラジオ関西アナ）
- 潮音（しおん・歌手）
- 鹿内博（しかない ひろし・青森市長）
- 執行真希（しぎょう まき・MBC東京支社報道部記者）
- 治久丸季明（じくまる　としあき・グラフィックデザイナー、ミュージシャン）
- 重長智子（しげなが ともこ・SBSアナ）
- 重松和世（しげまつ かずよ・元CBCアナ）
- 重松清（しげまつ きよし・作家）
- 茂森あゆみ（しげもり あゆみ・タレント、歌手）
- 重盛赳男（しげもり たけお・MBCアナ）
- 重盛啓之（しげもり ひろゆき・CBCアナ、元同局ラジオディレクター）
- 重盛政史（しげもり まさふみ・FBCアナ）
- 實石あづさ（じついし あづさ・元BSNアナ）
- 四十宮敬一郎（しとみや けいいちろう・JRT報道部記者）
- 品田亮太（しなだ りょうた・TBSアナ）
- 篠田昭（しのだ あきら・新潟市長）
- 篠田麻里子（しのだ まりこ・グラビアアイドル、「AKB48」元メンバー）
- 篠原信一（しのはら しんいち・タレント、柔道男子元日本代表）
- 篠原ともえ（タレント）
- 柴俊夫（しば としお・俳優）
- 志伯暁子（しはく あきこ・TBCラジオパーソナリティー）
- 柴咲コウ（しばさき こう・歌手）
- 柴田あずさ（TOKYO FMアナ）
- 柴田和広（しばた かずひろ・RCC東京支社報道部記者）
- 柴田恭兵（しばた きょうへい・俳優、歌手）
- 柴田幸子（しばた さちこ・元TOKYO FMアナ）
- 柴田聡（しばた さとる）
- 柴田秀一（しばた しゅういち・TBSアナ&同局解説委員、同局ラジオニュースデスク。日本大学客員教授）
- 柴田淳（しばた じゅん）
- 柴田チコ
- 芝田信晃（しばた のぶあき・SBS報道部記者、元JNNニューヨーク支局特派員）
- 柴田博（しばた ひろし・ABCアナ）
- 柴田萌虹佳（しばた もにか・エフエム富士アナウンサー）
- 柴田泰佳（しばた やすか・KNBアナ）
- 柴田理恵（しばた りえ・女優、劇団「WAHAHA本舗」所属。KNBラジオパーソナリティー）
- 柴田玲（しばた れい・TOKYO FMパーソナリティー）
- 柴山延子（しばやま のぶこ・TBSラジオパーソナリティー、元「TBSニュースバード」キャスター）
- 渋谷亜希（しぶや あき）
- 渋谷もなみ（STVラジオパーソナリティー）
- 渋谷陽一（しぶや よういち）
- SHIHO
- 嶌信彦（しま のぶひこ・ジャーナリスト、TBSラジオパーソナリティー）
- 島ひとみ（元NHKアナ&元TBSニュースバードキャスター）
- 志摩夕起夫（しま ゆきお）
- 嶋川最終回（しまかわさいしゅうかい・俳優、劇団「みちのくスーパーボンバー」所属。ラジオ福島&KNBラジオパーソナリティー）
- 島川未侑（しまかわ みゆう・JRTアナ）
- 島倉千代子（しまくら ちよこ・歌手、女優）
- 島崎和歌子（しまざき わかこ・タレント）
- 島田紳助（しまだ しんすけ・元タレント&元司会者）
- 島田奈央子（しまだ なおこ）
- 島谷ひとみ（しまたに ひとみ・歌手、女優）
- 島田誠（しまだ まこと・RKB野球解説者、横浜ベイスターズ元ヘッドコーチ）
- 島田弥栄（しまだ やさか・元ラジオ福島アナ）
- 島田洋七（しまだ ようしち・タレント、作家。KBCラジオパーソナリティー）
- 島津亜矢（しまづ あや・演歌歌手）
- 島津有理子（しまづ ゆりこ・NHKアナ）
- 島袋彩子（しまぶくろ あやこ・RBC報道部記者）
- 島村俊治（しまむら としはる・元NHKアナ）
- 島村幸男（しまむら ゆきお）
- 島守則夫（しまもり のりお・HBCラジオニュースデスク）
- 清水アキラ（お笑いタレント）
- 清水圭（しみず けい・タレント）
- 清水京子（しみず きょうこ）
- 清水国明（しみず くにあき・タレント、シンガーソングライター。「あのねのね」ボーカル）
- 清水健太（しみず けんた・RCC報道部記者）
- 清水康志（しみず こうし・IBCアナ）
- 清水次郎（しみず じろう・元ABCアナ）
- 清水大輔（しみず だいすけ・TBSアナ、元STVアナ）
- 清水貴之（しみず たかゆき・参議院議員、元ABCアナ）
- 清水哲男（しみず てつお）
- 清水春樹（しみず はるき・RSKアナ）
- 清水宏（しみず ひろし・コメディアン）
- 清水ミチコ（タレント、ニッポン放送パーソナリティー）
- 下岡陽子（しもおか ようこ・元富山テレビアナ）
- 下角洋子（しもかど ようこ）
- 下川みくに
- 下地敏雄（しもじ としお・作家、教育評論家。RKBラジオパーソナリティー）
- 志茂田景樹（しもだ かげき・作家、タレント）
- 下田文代（しもだ ふみよ・元RKBアナ、現：同局報道部記者）
- 下村健一（しもむら けんいち・内閣府官房広報官室内閣審議官兼広報アドバイザー。元TBSアナ&元同局報道局社会部記者、元JNNニューヨーク支局特派員）
- 下柳剛（しもやなぎ つよし・ABC野球解説者、阪神タイガース元投手）
- ジャイアント馬場（タレント、元プロレスラー）
- シャウラ（モデル、DJ）
- JAZZY SPORT CREW
- 上海ドール（STVラジオパーソナリティー）
- ジャンボ秀克（タレント、HBCラジオパーソナリティー。本名：佐々木秀克）
- 珠久美穂子（しゅく みほこ・MBSラジオ、ABCラジオ、FM大阪パーソナリティー）
- 宿輪智浩（しゅくわ ともひろ・IBC報道部記者）
- 首藤真吾（しゅとう しんご）
- 樹根（じゅね・タレント、SBSラジオパーソナリティー）
- 壽老麻衣（じゅろう まい・RKBアナ）
- 巡田忠彦（じゅんた ただひこ・TBS報道局社会部記者、元JNNソウル支局長）
- 純名里沙（じゅんな りさ・女優、宝塚歌劇団元メンバー）
- 春風亭小朝（しゅんぷうてい こあさ）
- 春風亭昇太（しゅんぷうてい しょうた・落語家）
- 城彰二（じょう しょうじ・サッカー解説者、スポーツキャスター）
- 城達也（じょう たつや・ナレーター、TOKYO FMパーソナリティー）
- 城みちる（じょう みちる・タレント、歌手）
- 城ヶ崎祐子（じょうがさき ゆうこ・ニッポン放送パーソナリティー、元フジテレビアナ）
- 庄司恵子（しょうじ けいこ・民謡歌手、TBCラジオパーソナリティー）
- 庄司悟（しょうじ さとる）
- 庄司麻由里（しょうじ まゆり）
- 庄司由加（しょうじ ゆか）
- 上路雪江（じょうじ ゆきえ・芸能リポーター、元岩手めんこいテレビアナ。旧姓：佐藤）
- 庄司幸寛（しょうじ ゆきのり・KNBアナ、元同局ラジオディレクター）
- ジョージ・カックル
- 東海林のり子（しょうじ のりこ・芸能リポーター、元ニッポン放送アナ）
- 城島健司（じょうじま けんじ・野球解説者、スポーツキャスター、タレント。福岡ソフトバンクホークス&阪神タイガース元捕手）
- 城島茂（じょうじま しげる・俳優、タレント、歌手。「TOKIO」メンバー）
- 城野昭（じょうの あきら・元MBSアナ）
- 庄野数馬（しょうの かずま・KRYアナ）
- 城野正幸（じょうの まさゆき・元TOKYO FMアナ）
- 生野文治（しょうの ぶんじ・ナレーター、元RKBアナ）
- 笑福亭銀瓶（しょうふくてい ぎんぺい・ABCラジオパーソナリティー）
- 笑福亭晃瓶（しょうふくてい こうへい・MBSラジオ、ABCラジオ、ラジオ大阪パーソナリティー）
- 笑福亭鶴光（しょうふくてい つるこ・ニッポン放送パーソナリティー）
- 笑福亭鶴瓶（しょうふくてい つるべ・MBSラジオ&ニッポン放送パーソナリティー）
- 笑福亭仁鶴（しょうふくてい にかく・KBS京都、ABCラジオ、ラジオ大阪パーソナリティー）
- ジョン・カビラ（DJ、タレント）
- JYONGRI
- しらいえこ（タレント、元レースクィーン、RKBラジオパーソナリティー。パインズ所属）
- 白井一幸（しらい かずゆき・STV野球解説者）
- 白井静雄（しらい しずお・文化放送アナ）
- 白石公子（しらいし こうこ・詩人、エッセイスト。IBCラジオパーソナリティー）
- 白石隆（しらいし たかし・白石食品工業創業者・同社専務取締役、IBCラジオパーソナリティー）
- 白石冬美（しらいし ふゆみ・声優、タレント、TBSラジオパーソナリティー）
- 白石茉莉奈（しらいし まりな・AV女優）
- 白石美帆（しらいし みほ・スポーツキャスター）
- 白倉律子（しらくら りつこ）
- 白崎あゆみ（しらさき あゆみ・元MROアナ）
- 白戸ゆめの（しらと ゆめの）
- シリア・ポール
- しりこだま（作家、小説家、ラジオドラマの脚本家、番組の構成作家、OBCラジオパーソナリティー）
- 申徹也（しん てつや・ナレーター、ローカルタレント）
- 新海史子（しんかい ふみこ・BSNアナ）
- 新行市佳（しんぎょう いちか・ニッポン放送アナ）
- SINJI（BSNラジオパーソナリティー）
- 新庄剛志（しんじょう つよし・野球解説者、スポーツキャスター、阪神タイガース&北海道日本ハムファイターズ元野手）
- 新谷賢太郎（しんたに けんたろう・ABSアナ）
- 新谷博（しんたに ひろし・HBC野球解説者）
- 新藤兼人（しんどう かねと・映画監督）
- 進藤晶子（しんどう まさこ・元TBSアナ）
- 陣内孝則（じんない たかのり・俳優）
- 陣内智則（じんない とものり・タレント、MBSラジオ&ABCラジオパーソナリティー）
- 陣内倫洋（じんない のりひろ・元YBCアナ）
- 新野新（しんの しん）
- 神野三枝（じんの みつえ・タレント、東海ラジオパーソナリティー）
- 神保哲生（じんぼ てつお・コラムニスト、TBSラジオパーソナリティー）
- 新保友映（しんぼ ともえ・元ニッポン放送アナ）
- 新保真徳（しんぼ まさのり・BSNアナ）
- 辛坊治郎（しんぼう じろう・ジャーナリスト、ニュースキャスター。ニッポン放送パーソナリティー。元YTVアナ）

#### す
- 水津香織（すいつ かおり・KRYアナ）
- 水前寺清子（すいぜんじ きよこ・女優、歌手）
- スーパー・ササダンゴ・マシン（プロレスラー、実業家、タレント）
- 末永安佳梨（すえなが あかり・元MBCアナ）
- 末田倫子（すえだ ともこ・元RSKアナ）
- 杉浦舞（すぎうら まい・キャスト・プラス所属、TBSラジオパーソナリティー、元UTYアナ&元TBSニュースバードキャスター）
- 杉浦健（すぎうら たけし・元BSNアナ、現：同局報道部記者）
- 杉尾秀哉（すぎお ひでや・TBS報道局解説室長、元同局報道局社会部長&元JNNニューヨーク支局長）
- 杉崎美香（すぎさき みか・TOKYO FMパーソナリティー、元SBCアナ）
- 杉ノ内由紀（すぎのうち ゆき・ボーカリスト、RNCラジオパーソナリティー）
- 杉原徹（すぎはら てつ、アーティスト、SBSラジオパーソナリティ）
- 菅啓彦（すがよしひこ・酒田FMハーバーラジオパーソナリティー）
- 菅原厚（すがわら あつし・RABアナ）
- 菅原克彦（すがわら かつひこ・TBCラジオニュースデスク、Date FMパーソナリティー。元HBCアナ）
- 菅原五郎（すがわら ごろう・元ABSアナ）
- 菅原文太（すがわら ぶんた・俳優、歌手。ニッポン放送パーソナリティー）
- 菅原牧子（すがわら まきこ・元TBSアナ）
- 菅原真梨子（すがわら まりこ・ABS報道部記者）
- 菅原美千子（すがわら みちこ・元仙台放送アナ）
- 菅原美智子（すがわら みちこ・ラジオ福島アナウンス部長）
- 菅原麗子（すがはら れいこ・浅井企画所属ジュエリーデザイナー・文化人タレント、Bay-FMパーソナリティー）
- 杉江勇次（すぎえ ゆうじ・気象予報士、ウェザーマップ所属）
- 杉岡沙絵子（すぎおか さえこ）
- スギちゃん（お笑いタレント）
- すぎもとまさと（シンガーソングライター、STVラジオパーソナリティー）
- 杉山賢人（すぎやま けんと・TBC野球解説者）
- 杉山真也（すぎやま しんや・TBSアナ）
- 菅生翔平（すごう しょうへい・TBCアナ）
- スザンヌ（タレント、熊本県観光大使）
- 図子靖代（ずし やすよ・RNCアナ）
- 筋野裕子（すじの ゆうこ・RABアナ）
- 鈴井貴之（すずい たかゆき・俳優、タレント、映画監督。CREATIVE OFFICE CUE会長。AIR-G'パーソナリティー）
- 涼風真世（すずかぜ まよ・女優、宝塚歌劇団OG）
- 鈴木亜紀（すずき あき・STVアナ）
- 鈴木あきえ
- 鈴木杏樹（すずき あんじゅ・女優、ニッポン放送パーソナリティー）
- すずき一平（すずき いっぺい・シンガーソングライター、HBCラジオパーソナリティー）
- 鈴木英敬（すずき えいけい・三重県知事）
- 鈴木おさむ（放送作家、TBSラジオパーソナリティー）
- 鈴木修（すずき おさむ・元IBCアナ）
- 鈴木桂一郎（すずき けいいちろう・元NHKアナ）
- 鈴木健二（すずき けんじ・元NHKアナ）
- 鈴木謙介（すずき けんすけ）
- 鈴木健太（すずき けんた・MBSアナ）
- 鈴木久美（すずき くみ・KRYアナ）
- 鈴木順（すずき じゅん・TBSアナ）
- 鈴木純子（すずき じゅんこ・文化放送アナ）
- 鈴木しょう治
- 鈴木史朗（すずき しろう・元TBSアナ）
- 鈴木ダイ
- 鈴木孝政（すずき たかまさ・中日ドラゴンズ2軍監督、同球団元野手。元東海ラジオ野球解説者）
- 鈴木竜弘（すずき たつひろ・元ラジオ福島アナ、現：TUYアナ）
- 鈴木智恵（すずき ちえ・元TBC気象予報士、元FM岩手アナ）
- 鈴木敏夫
- 鈴木敏夫（すずき としお・元文化放送アナ、ラジオネームはびん）
- 鈴木俊光（すずき としみつ・元TBCアナウンス部長）
- 鈴木伸夫（すずき のぶお・映画評論家、RABラジオパーソナリティー）
- 鈴木秀樹（すずき ひでき・元ラジオ福島アナ）
- 鈴木文彌（すずき ぶんや・元NHKアナ）
- 鈴木正幸（すずき まさゆき・俳優）
- 鈴木雅之（すずき まさゆき・歌手、元「ラッツ&スター」ボーカル）
- 鈴木愛実 (すずき まなみ)
- 鈴木まひる
- 鈴木万由香（鈴木万由香→森野ブナ→守乃ブナ、TBSラジオ・TOKYO FM・J-WAVEパーソナリティー）
- 鈴木通代（すずき みちよ・元SBSアナ）
- 鈴木光裕（すずき みつひろ・元文化放送アナ）
- 鈴木実森（すずき みもり・TBCアナ）
- 鈴木みらい
- 鈴木康子（すずき やすこ・元SBSアナ）
- 鈴木康友（すずき やすとも・浜松市長、SBSラジオパーソナリティー）
- 鈴木康博（すずき やすひろ・シンガーソングライター、「オフコース」元メンバー）
- 鈴木裕介（すずき ゆうすけ）
- 鈴木弓子（すずき ゆみこ・元TBSアナ、旧姓：福島）
- 鈴木陽悦（すずき ようえつ・元AKTアナ）
- 鈴木義治（すずき よしじ・漫画家）
- 素一（すっぴん）
- スター高橋（タレント、KBCラジオパーソナリティー）
- 須田健太郎（すだ けんたろう・MROアナ）
- 須田哲夫（すだ てつお・元フジテレビアナ）
- 須藤かぐや
- 須藤元気（すどう げんき・格闘家）
- スペース佐藤
- 角淳一（すみ じゅんいち・MBS専属パーソナリティ・元同局アナ）
- 角盈男（すみ みつお・野球解説者、スポーツキャスター。東京ヤクルトスワローズ元投手、読売ジャイアンツ元投手コーチ）
- 住田都史子（すみだ としこ・元CBCアナ）
- 住友真世（すみとも まよ・元FTVアナ）
- 住吉剛（すみよし ごう・RNC報道部記者）
- 住吉美紀（すみよし みき・元NHKアナ）
- 諏訪部順一（すわべ じゅんいち・ナレーター、声優、歌手）

#### せ
- 清家康広（せいけ やすひろ・元ABSアナ）
- 清家律子（せいけ りつこ・KRYアナ）
- 瀬尾和子（せお かずこ・元STVアナ）
- 瀬川瑛子（せがわ えいこ・演歌歌手）
- 瀬川さとし（タレント、RABラジオパーソナリティー）
- 瀬川ゆき（演歌歌手、IBCラジオパーソナリティー）
- 瀬川嘉（せがわ よしみ・KRYアナ。旧姓・沖山）
- 関あつし（俳優、劇団「みちのくスーパーボンバー」所属。ラジオ福島パーソナリティー）
- 関俊彦（せき としひこ・俳優、声優、タレント。文化放送パーソナリティー）
- 関秀章（せき ひであき）
- 関博紀（せき ひろのり・元HBCアナ。現：同局TVディレクター）
- 関岡香（せきおか かおり・MBSアナ、旧姓:鈴江）
- 関口伸（せきぐち しん・ナレーター、声優、俳優、元TVIアナ）
- 関口知宏（せきぐち ともひろ・俳優）
- 関口奈美（せきぐち なみ・気象予報士、ウェザーマップ所属）
- 関口宏（せきぐち ひろし・俳優、タレント、司会者）
- 関塚隆（せきづか たかし・男子サッカー日本代表元監督）
- 関根潤三（せきね じゅんぞう・ニッポン放送野球解説者、東京ヤクルトスワローズ元監督）
- 関根勤（せきね つとむ・タレント）
- 関根友実（せきね ともみ・元ABCアナ）
- 関根麻里（せきね まり・タレント、女優）
- 堰八紗也佳（せきはち さやか・HBCアナ）
- 関向良子（せきむかい りょうこ・ABSアナ）
- 関谷亜矢子（せきや あやこ・元日本テレビアナ）
- 関谷浩至（せきや ひろし）
- 瀬崎宗洋（せざき むねひろ・ 報道部記者）
- 瀬古利彦（せこ としひこ・マラソン解説者、ヱスビー食品陸上部元監督）
- 瀬田龍彦（せた たつひこ・YBCサッカー解説者、モンテディオ山形元監督）
- 瀬戸朝香（せと あさか・女優、歌手）
- 瀬戸孝則（せと たかのり・元福島市長）
- 瀬戸内寂聴（せとうち じゃくちょう・作家、僧侶）
- 妹尾和夫（せのお かずお・俳優、タレント、劇団「パロディーフライ」代表。MBSラジオ・ABCラジオ・KBS京都パーソナリティー）
- 瀬谷佳子（せや よしこ・元IBCアナ&元同局TVディレクター。現・同局報道部記者）
- 世良公則（せら まさのり・ロックシンガー、シンガーソングライター）
- 世良洋子（せら ようこ・元RCCアナ）
- セルジオ越後（サッカー解説者、スポーツキャスター。男子サッカー日本代表元監督）
- 千昌夫（せん まさお・演歌歌手）
- 千住明（せんじゅ あきら・画家、芸術家）
- 千住真理子（せんじゅ まりこ・作曲家、バイオリニスト）
- 千秋幸雄（せんしゅう ゆきお・STVアナ）
- 泉水はる佳（せんすい はるか・RCCアナ）
- 千駄あずさ（せんだ あずさ・＠FMパーソナリティー）
- 仙田和吉（せんだ かずよし・MBSアナ。元RFラジオ日本アナ）
- 千田正穂（せんだ まさほ・TBSラジオ&文化放送パーソナリティー。元NHKアナ）
- 千崎敏司（せんざき びんし・タレント、司会、FMラジオパーソナリティー）
- せんだみつお（タレント）
- 千堂あきほ（せんどう あきほ・女優、タレント）
- 膳場貴子（ぜんば たかこ・元NHKアナ）

#### そ
- 宗次郎（そうじろう・オカリナ奏者、文化放送パーソナリティー）
- 宗茂（そう しげる・マラソン解説者、旭化成陸上部元監督&元コーチ）
- 宗猛（そう たけし・マラソン解説者、旭化成陸上部元監督）
- 荘口彰久（そうぐち あきひさ・TOKYO FMパーソナリティー、元ニッポン放送アナ）
- 早田紀子（そうだ のりこ・NBCアナ）
- 副田信隆 (そえだ　のぶたか・音楽プロデューサー、FMからつラジオパーソナリティー)
- 曽田幸司（そた こうじ・DJ、司会者）
- 外木場義郎（そとこば よしろう・RCC野球解説者）
- 曽根由希江（そね ゆきえ・シンガーソングライター、文化放送パーソナリティー）
- 薗田順子（そのだ じゅんこ・MRTラジオパーソナリティー）
- そのだつくし（漫画家・IBCラジオパーソナリティー）
- 染谷恵二（そめや けいじ・RFラジオ日本アナ）
- 染矢すみれ（そめや すみれ・NBCアナ）

### た行

#### た
- たいぞう（シンガーソングライター、RABラジオパーソナリティー）
- 大豊泰昭（たいほう やすあき・中華料理店「大豊飯店」店主、中日ドラゴンズ元野手）
- タイムマシーン3号（RKBラジオパーソナリティー）
- 田上富久（たうえ とみひさ・長崎市長）
- ダウンタウン
  - 浜田雅功（はまだ まさとし）
  - 松本人志（まつもと ひとし）
- 田尾安志（たお やすし・ニッポン放送野球解説者、中日ドラゴンズ元野手、東北楽天ゴールデンイーグルス元監督）
- 田岡咲香（たおか さきか・元TBSニュースバードキャスター、元中京テレビアナ）
- 田岡批呂子（たおか　ひろこ・フリーアナウンサー、Bfmラジオパーソナリティー）
- 高井一（たかい はじめ・東海ラジオパーソナリティー、東海テレビアナ）
- TAKA江川（DJ、ナレーター）
- 高岡早紀（たかおか さき・女優）
- 高樹千佳子（たかぎ ちかこ・セント・フォース所属フリーアナウンサー、TBSラジオパーソナリティー）
- 高木直人（たがぎ なおと・SBCアナ）
- 高木春菜（たかぎ はるな・RNBアナ、元NHKアナ）
- 高木マーガレット（たかぎ まーがれっと・ラジオパーソナリティ、フリーアナウンサー）
- 高木美保（たかぎ みほ・女優）
- 高木守道（たかぎ もりみち・元中日ドラゴンズ監督&同球団OB会長。元CBC野球解説者）
- 高木理恵（たかぎ りえ）
- 高崎一郎（たかさき いちろう）
- 高島彩（たかしま あや・元フジテレビアナ）
- 高島宗一郎（たかしま そういちろう・福岡市長、元KBCアナ）
- 高島忠夫（たかしま ただお・俳優）
- 高島保（たかしま たもつ・DJ、HBCラジオパーソナリティー）
- 高嶋ひでたけ（本名：高嶋秀武・元ニッポン放送アナ）
- 高嶋政伸（たかしま まさのぶ・俳優）
- 髙嶋政宏（たかしま まさひろ・俳優）
- 高島美穂（たかしま みほ・TBS報道局外信部記者、JNNワシントン支局特派員）
- 高城亜樹（たかじょう あき・グラビアアイドル、「AKB48」メンバー）
- 高杉'Jay'二郎
- 高瀬毅（たかせ たけし）
- 高瀬みち子（MRTアナ）
- 高田景子（たかだ あきこ・フリーアナウンサー、TBSラジオパーソナリティー）
- 髙田明（たかた あきら・元ジャパネットたかた代表取締役社長）
- 高田課長（たかだかちょう・RKBラジオパーソナリティー）
- 高田純次（たかだ じゅんじ・タレント、文化放送パーソナリティー）
- 高田延彦（たかだ のぶひこ・タレント、元格闘家。「髙田道場」代表）
- 高田文之（たかだ ふみゆき・ローカルタレント・歌手、HBCラジオパーソナリティー。愛称「MR.デーブマン」）
- 高田寛之（たかだ ひろゆき・CBCアナウンス副部長）
- 高田文夫（たかだ ふみお・タレント、放送作家。ニッポン放送パーソナリティー）
- 高塚奈央子（たかつか なおこ・元SBSアナ&元RKCアナ）
- 高藤秋子（たかとう あきこ・元RKBアナ、現：同局報道部記者&JNNソウル支局特派員）
- 高頭なお
- たかとりじゅん（タレント、茨城放送パーソナリティー）
- 鷹西美佳（たかにし みか・元日本テレビアナウンス部長）
- 高野あさお（ABCラジオパーソナリティー）
- 高野志津（たかの しづ・Date-fmアナ）
- 高野純一（たかの じゅんいち・ABCアナ）
- 高野貴裕（たかの たかひろ・元TBSアナ）
- 高野直子（たかの なおこ・ABCアナ）
- 高橋厚（たかはし あつし・元TBCアナウンス部長）
- 高橋香有（たかはし かすみ・元岩手朝日テレビアナ）
- 高橋和実（たかはし かずみ）
- 高橋克彦（たかはし かつひこ・作家、IBCラジオ&FM岩手パーソナリティー）
- 高橋佳代子（たかはし かよこ・FM岩手パーソナリティー、元TVIアナ）
- 高橋圭三（たかはし けいぞう・元NHKアナ。圭三プロダクション創設者）
- 高橋圭太（たかはし けいた・元SATV&IBC岩手放送&茨城放送&秋田テレビアナ）
- 高橋建（たかはし けん・RCC野球解説者、広島東洋カープ元投手）
- 高橋興子（たかはし こうこ・元IBCアナ）
- 髙橋早紀（たかはし さき・RKBラジオニュースデスク、元NIBアナ&元NHKアナ）
- 高橋将市（たかはし しょういち・文化放送アナ）
- 高橋ジョージ（シンガーソングライター、「THE虎舞竜」ボーカル）
- 高橋大作（たかはし だいさく・ABCアナ）
- 高橋大輔（タレント）
- 高橋民夫（たかはし たみお・文化放送ニュースデスク）
- 高橋知幸（たかはし ともゆき・元BSNアナ。現・東海テレビアナ）
- 高橋直子（たかはし なおこ・HBCラジオパーソナリティー）
- 高橋尚子（たかはし なおこ・スポーツキャスター、元マラソン日本代表）
- 高橋直純（たかはし なおずみ・声優、タレント）
- 高橋生（たかはし なる・RKCアナ）
- 高橋はるみ（元北海道知事）
- 高橋英樹（たかはし ひでき・俳優）
- 高橋真麻（たかはし まあさ・元フジテレビアナ）
- 高橋良（たかはし まこと・KRYアナ）
- 高橋正純（たかはし まさずみ）
- 高橋雅裕（たかはし まさひろ・TBC野球解説者）
- 高橋茉奈（たかはし まな）
- 高橋美佳（たかはし みか・元KNBアナ、現：TVIアナ。旧姓・中里）
- 高橋優（たかはし ゆう・シンガーソングライター、TBSラジオ&ニッポン放送パーソナリティー）
- 高橋雄一（たかはし ゆういち・元日本テレビアナ）
- 高橋由香（たかはし ゆか・ABS報道部記者）
- 高橋裕（たかはし ゆたか・KRYアナ）
- 高橋友理（たかはし ゆり・HBCアナ）
- 高橋芳朗（たかはし よしあき・音楽ジャーナリスト、TBSラジオパーソナリティー）
- 高橋佳延（たかはし よしのぶ・日建ホーム代表取締役社長、CBCラジオパーソナリティー）
- 高畑誠（たかはた まこと・RSKアナ&同局気象予報士）
- 高畑百合子（たかはた ゆりこ・TBSアナ）
- 高原兄（たかはら けい・シンガーソングライター、元「アラジン」ボーカル。KNBラジオパーソナリティー）
- 高原知子（たかはら ともこ・タレント、RKBラジオパーソナリティー）
- 田上和延（たがみ かずのぶ・KBCアナ）
- 高見沢俊彦（たかみざわ としひこ・シンガーソングライター、「THE ALFEE」メンバー）
- 高見奈央（たかみ なお・タレント、「ベイビーレイズJAPAN」元メンバー）
- 高杢禎彦（たかもく よしひこ・「チェッカーズ」元メンバー、RKBラジオパーソナリティー）
- 高森浩二（たかもり こうじ）
- 高森てつ（DJ）
- 高谷茂男（たかや しげお・元岡山市長）
- 高柳謙一（たかやなぎ けんいち・元ABCアナ）
- 高柳恭子（たかやなぎ きょうこ・TOKYO FMアナ）
- 高山幸代（たかやま さちよ・元STVアナ）
- 高山哲哉（たかやま てつや・NHKアナ）
- 宝井琴柳（たからい きんりゅう・落語家、講談師。TBCラジオパーソナリティー）
- 瀧川香織（たきかわ かおり・RSK報道部記者）
- 滝川クリステル（フリーアナウンサー、タレント）
- 多岐川舞子（たきがわ まいこ・演歌歌手）
- 多岐川裕美（たきがわ ゆみ・女優）
- 滝口順平（たきぐち じゅんぺい・声優、ナレーター）
- 滝沢忠孝（たきざわ ただたか・RSKアナ）
- 滝沢秀明（たきざわ ひであき・元タッキー&翼、ニッポン放送パーソナリティー）
- 滝悦子（たき えつこ・元KBCアナ）
- 滝良子（たき よしこ・元ニッポン放送アナ）
- 卓田和広（たくた かずひろ・HBCアナ）
- 田口彩（たぐち あや）
- 田口壮（たぐち そう・MBS野球解説者、オリックス・バファローズ元野手）
- 田口麻衣（たぐち まい・RCCアナ）
- 田口友善（たぐち ゆうぜん・シンガーソングライター、IBCラジオパーソナリティー）
- 田久保諭（たくぼ さとし・RBCアナ）
- タクマ（タレント、東海ラジオパーソナリティー）
- 宅麻伸（たくま しん・俳優）
- 宅麻仁（たくま じん）
- TAKUYA
- 武周雄（たけ ちかお・元ABCアナ）
- 武井咲（たけい えみ・女優、タレント、グラビアアイドル。ニッポン放送&TOKYO FMパーソナリティー）
- 武居“M”征吾
- 竹井由実（たけい ゆみ・MRTラジオパーソナリティー）
- たけうちいづる（KBCラジオ&FM福岡パーソナリティー）
- 竹内香苗（たけうち かなえ・元TBSアナ）
- 竹内梢（たけうち こずえ・MBCアナ）
- 竹内久乃（たけうち ひさの・元YBCアナ&元TBSニュースバードキャスター）
- 武内裕之（たけうち ひろゆき・KBCアナ）
- 竹内真理（たけうち まり・元MRTアナ&元富山テレビ放送アナ）
- 竹内万里（たけうち まり・タレント、CBCラジオ&GBSラジオパーソナリティー）
- 竹内明（たけうち めい・TBS報道局外信部デスク。元JNNニューヨーク支局特派員）
- 竹内靖夫（たけうち やすお・文化放送アナウンス部長、通称「バンブー竹内」）
- 竹内夕己美（たけうち ゆきみ・元ATVアナ）
- 武方直己（たけかた なおき・元TBSアナ）
- 武川アイ（たけかわ あい・歌手、CBCラジオパーソナリティー）
- タケカワユキヒデ（シンガーソングライター、「ゴダイゴ」ボーカル）
- 竹重雅則（たけしげ まさのり・KRYアナ）
- 竹下明子（たけした あきこ・RKBラジオパーソナリティー、同局ラジオカー「スナッピー」元レポートドライバー）
- 竹下景子（たけした けいこ・女優、TBSラジオパーソナリティー）
- 竹島知江（たけしま ともえ・KRYアナ）
- 竹島史浩（たけしま ふみひろ・RKB報道部記者、元JNNバンコク支局特派員）
- 武田明子（たけだ あきこ・元HBCアナ、現：同局報道部記者）
- 武田和明（たけだ かずあき・TBSラジオ報道局国会担当記者、元JNN北京支局長）
- 武田早絵（たけだ さえ・RKBアナ）
- 武田真一（たけだ しんいち・NHKアナ）
- 武田鉄矢（たけだ てつや・俳優、歌手・「海援隊」ボーカル、TBSラジオ&文化放送パーソナリティー）
- 武田徹（たけだ とおる・SBCラジオパーソナリティー）
- 武田修宏（たけだ のぶひろ・サッカー解説者、スポーツキャスター。東京ヴェルディOB）
- 武田弘克（たけだ ひろかつ・TBC報道部記者）
- 武田博志（たけだ ひろし・RSKアナ）
- 武田和歌子（たけだ わかこ・ABCアナ）
- 竹地祐治（たけち ゆうじ・元CBCアナ&元同局報道部記者。現：同局TV編成部スタッフ）
- 竹仲絵里（たけなか えり）
- 竹中直人（たけなか なおと・俳優、TBSラジオパーソナリティー）
- 竹中平蔵（たけなか へいぞう・衆議院議員、元金融・経済財政担当大臣）
- 武部知春（たけべ ちはる・元KNBアナ）
- 武村貴世子（たけむら きよこ）
- 竹村健一（たけむら けんいち・評論家）
- 竹村りゑ（たけむら りえ・元MROアナ）
- 竹本和弘（たけもと かずひろ・IBC報道部記者）
- 田子千尋（たご ちひろ）
- ターザン山下
- タージン
- 田崎史郎（たざき しろう・政治評論家、時事通信社解説委員）
- 田崎真也（たさき しんや・ソムリエ、ニッポン放送パーソナリティー）
- 田島良男（たじま よしお・東京アナウンスアカデミー講師、元RFラジオ日本アナウンス部長）
- 田尻敏明（たじり としあき・元RKBアナ）
- 田代剛（たしろ ごう・MRTアナ、元JRTアナ）
- 田代親世（たしろ ちかよ・元IBCアナ）
- 田代奈々（たしろ なな）
- 田代久幸（たしろ ひさゆき・TBC報道部記者）
- 田添菜穂子（たぞえ なほこ・元TBCアナ）
- 多田明子（ただ あきこ・元CBCアナ）
- 多田しげお（CBCアナウンサー、本名：多田成男）
- 多田護（ただ まもる・元TBSアナ）
- 多田勇太（ただ ゆうた・元TBCアナ、現：同局報道部記者）
- 多田木亮佑（ただき りょうすけ・タレント、東海ラジオパーソナリティー）
- 鑪加奈（たたら かな・MRTアナ）
- 田近一秀（たちか かずひで・KNB報道部記者）
- 橘しんご（たちばな しんご）
- 立花裕人（たちばな ゆうと）
- 舘ひろし（たち ひろし・俳優、歌手、石原プロモーション所属）
- 立原啓裕（たちはら たかひろ・タレント、ABCラジオパーソナリティー）
- ダチョウ倶楽部
  - 上島竜兵（うえしま りゅうへい）
  - 寺門ジモン（てらかど じもん）
  - 肥後克広（ひご かつひろ）
- 達川光男（たつかわ みつお・MBS野球解説者、広島東洋カープ元監督）
- 龍口健太郎（たつぐち けんたろう）
- タック・ハーシー
- 達増拓也（たっそ たくや・岩手県知事、IBCラジオパーソナリティー）
- 立浪和義（たつなみ かずよし・CBC野球解説者、中日ドラゴンズ元野手）
- 巽孝之（たつみ たかゆき・KBCアナ）
- 辰巳琢郎（たつみ たくろう・俳優）
- 辰巳平一（たつみ ひらかず・元MROアナ）
- 龍山康朗（たつやま やすあき・RKBアナ&同局気象予報士）
- 伊達典子（だて のりこ・RNCアナ）
- 伊達晴香（だて はるか・IBCラジオカー「684」リポートドライバー）
- 立川こしら（RFラジオ日本パーソナリティー）
- 立川志ぃさー（たてかわ しぃさー・ラジオ沖縄&NHK沖縄パーソナリティー。旧・藤木勇人）
- 立川志の輔（たてかわ しのすけ・文化放送&KNBラジオパーソナリティー）
- 立川笑志（たてかわ しょうし・RKBラジオパーソナリティー）
- 立川志らく（たてかわ しらく・IBCラジオパーソナリティー）
- 立川談志（たてかわ だんし・TBSラジオパーソナリティー）
- 舘谷春香 (たてや はるか)
- 建山義紀（たてやま よしのり・HBC野球解説者、北海道日本ハムファイターズ元投手）
- 立山律子（たてやま りつこ）
- 田中愛（たなか あい・RSKアナ）
- 田中亜矢（たなか あや・元BSSアナ）
- 田中久留美（たなか くるみ・CBC報道部記者）
- 田中さなえ
- 田中次郎（たなか じろう・元RABアナ、現：同局報道部記者）
- 田中総一郎（たなか そういちろう）
- 田中俊雄（たなか としお・RCCアナ）
- 田中友英（たなか ともひで・RKBアナ、元ラジオ大阪アナ）
- 田中信生（たなか のぶお・心理カウンセラー、トータルカウンセリングスクール校長、IBCラジオ&ラジオ福島パーソナリティー）
- 田中信夫（たなか のぶお）
- 田中花子（たなか はなこ・ABCアナ）
- 田中穂蓄（元TOKYO FMアナウンサー）
- 田中雅美（たなか まさみ・スポーツコメンテーター、元水泳日本代表、TBSラジオパーソナリティー）
- 田中美佐子（たなか みさこ・女優）
- 田中美里（たなか みさと）
- 田中みずき（RKBアナ）
- 田中美都子（たなか みつこ・元ウェザーニュースキャスター&元TBSニュースバードキャスター、キャスト・プラス=旧：クリエイティブ・メディア・エージェンシー所属）
- 田中美奈子（たなか みなこ・女優）
- 田中みな実（たなか みなみ・元TBSアナ）
- 田中美海（たなか みなみ・声優）
- 田中美和子（たなか みわこ・元ニッポン放送アナ）
- 田中康男（たなか やすお・作家、衆議院議員・新党日本代表。元長野県知事）
- 田中康夫（たなか やすお・元IBCアナ。現：同局報道部スポーツデスク）
- 田中雄介（たなか ゆうすけ・TBSラジオパーソナリティー、元テレビ静岡アナ。旧・田中雄望）
- 田中義剛（たなか よしたけ・タレント、「花畑牧場」代表取締役社長。STVラジオパーソナリティー）
- 田中理恵（たなか りえ・声優）
- 田辺信宏（たなべ のぶひろ・静岡市長）
- タナベマサキ
- 田辺令吉（たなべ れいきち・MBCアナ&同局気象予報士）
- 谷啓（たに けい・俳優、コメディアン）
- 谷五郎（たに ごろう・タレント、ラジオ関西パーソナリティー）
- 谷隼人（たに はやと・俳優）
- 谷亮子（たに りょうこ・旧姓：田村、元参議院議員、元柔道日本代表）
- 谷井浩美（たにい ひろみ・宗像市長）
- 谷垣禎一（たにがき さだかず・衆議院議員、元法務大臣）
- 谷川恵一（たにかわ けいいち・MROアナ）
- 谷川真理（たにがわ まり・スポーツキャスター、マラソン解説者。元マラソン日本代表）
- 谷口あつし（本名：谷口篤）
- 谷口キヨコ
- 谷口浩美（たにぐち ひろみ・マラソン解説者、元マラソン日本代表）
- 谷口祐子（たにぐち ゆうこ・STVアナ）
- 谷繁元信（たにしげ もとのぶ・中日ドラゴンズ監督兼捕手）
- 谷原章介（たにはら しょうすけ・俳優、タレント）
- 谷藤裕明（たにふじ ひろあき・盛岡市長）
- 谷藤博美（たにふじ ひろみ・元BBT、元HBCアナ）
- 谷村新司（たにむら しんじ・シンガーソングライター、「アリス」ボーカル。文化放送&ニッポン放送パーソナリティー）
- 谷本智美（たにもと ともみ・演歌歌手）
- 谷本正憲（たにもと まさのり・元石川県知事）
- 谷山浩子（たにやま ひろこ・歌手）
- 田沼佳之（たぬま よしゆき・元TBCアナ）
- 田野和彦（たの かずひこ・ABCアナ）
- 楽しんご（たのしんご・お笑いタレント）
- 田畑光永（たばた みつなが、ジャーナリスト、元TBS記者）
- 田畑竜介（たばた りゅうすけ・RKBアナ）
- 田原総一朗（たはら そういちろう・ジャーナリスト）
- 田渕幸一（たぶち こういち・東北楽天ゴールデンイーグルス元ヘッドコーチ、元TBS野球解説者）
- Wコロン（お笑いコンビ、TBCラジオ・文化放送・RFラジオ日本パーソナリティー）
- 多部未華子（たべ みかこ・女優）
- 田部井淳子（たべい じゅんこ・登山家）
- 玉井明子（たまい あきこ・元IBCアナ）
- 玉井昌子（たまい まさこ・元RNBアナ）
- 玉置宏（たまおき ひろし・司会者、元文化放送アナ）
- 玉川美沙（たまがわ みさ・NACK5＆文化放送パーソナリティー）
- 玉木邦夫（たまき くにお・RSKアナ）
- 玉置浩二（たまき こうじ・シンガーソングライター、「安全地帯」ボーカル）
- 玉城デニー（たまき でにい・沖縄県知事）
- 田巻直子（たまき なおこ・BSNアナ）
- 玉置成実（たまき なみ・歌手）
- 玉木正之（たまき まさゆき・スポーツジャーナリスト、MBSラジオパーソナリティー）
- 玉巻映美（たままき えみ・MBSアナ）
- 玉利かおる
- 田丸一男（たまる かずお・MBSアナ、元NHKアナ）
- 田丸美寿々（たまる みすず・ジャーナリスト、元TBS記者。旧姓：美里）
- 田村淳（たむら あつし・タレント、文化放送&ニッポン放送パーソナリティー。「ロンドンブーツ1号2号」）
- 田村英一（たむら えいいち・HBCアナ）
- 田村英里子（たむら えりこ・歌手）
- 田村修（たむら おさむ・ABSアナ）
- たむらけんじ（タレント、MBSラジオ&ニッポン放送パーソナリティー）
- 田村啓美（たむら ひろみ・RABアナ）
- 田村美香（たむら みか・タレント、HBCラジオパーソナリティー）
- 田村ゆかり（声優、文化放送パーソナリティー）
- 田村和郎（たむら わろう・RKCラジオパーソナリティー）
- タモリ（本名：森田一義、タレント・司会者。ニッポン放送パーソナリティー）
- 俵万智（たわら まち・歌人、詩人、作家）
- 丹下真奈（たんげ まな・RNBアナ）
- ダンディ坂野（お笑いタレント、MBSラジオパーソナリティー）
- 丹内モモコ（たんない ももこ・元ABSアナウンス部長）
- 丹野みどり（CBCアナ）
- 丹波哲郎（たんば てつろう・俳優）
- 壇蜜（だんみつ・タレント、グラビアアイドル。TBSラジオ&文化放送パーソナリティー）

#### ち
- 千秋（ちあき・女優、タレント、歌手）
- 地井武男（ちい たけお・俳優）
- 近石真介（ちかいし しんすけ・TBSラジオパーソナリティー）
- 近田和生（ちかだ かずお）
- 近田春夫（ちかだ はるお）
- 千輝順子（ちぎら じゅんこ・元IBCアナ）
- Chigusa
- 筑紫哲也（ちくし てつや・ジャーナリスト、元朝日新聞記者）
- 千倉真理（ちくら まり）
- 千聖（PENICILLIN）
- 千鳥（ちどり・お笑いコンビ、MBSラジオ&ABCラジオパーソナリティー）
- 知念有美（ちねん ゆみ・気象予報士、ウェザーマップ所属）
- 千野志麻（ちの しお・文化放送パーソナリティー、元フジテレビアナ）
- 千葉絢子（ちば じゅんこ・岩手県議会議員、元岩手めんこいテレビアナ）
- 千葉真一（ちば しんいち・俳優）
- 千葉星子（ちば せいこ・タレント、料理研究家、リポーター。IBCラジオパーソナリティー）
- 千葉猛（ちば たけし・MBSアナ）
- 千葉麻衣子（ちば まいこ）
- 千葉真子（ちば まさこ・スポーツキャスター、元マラソン女子日本代表）
- 千葉佳史（ちば よしふみ・IBC報道部記者）
- チャールズ・エイヤーズ
- チャールズ・グラバー
- チュートリアル（お笑いコンビ・KBS京都パーソナリティー）
- 長麻美（ちょう あさみ・文化放送アナ、元RKBラジオカー「スナッピー」レポートドライバー）
- 千代綾香（ちよ あやか・NACK5ライオンズレポーター）
- ちわきまゆみ
- 千綿舞子（ちわた まいこ）

#### つ
- 塚越孝（つかごし たかし・元ニッポン放送、フジテレビアナ）
- 塚田文（つかだ あや・日テレNEWS24キャスター、元KRYアナ）
- 塚田順子（つかだ じゅんこ・NBCアナ）
- 塚田光信（つかだ みつのぶ）
- 塚部芳和（つかべ よしかず・伊万里市長）
- 塚本京平（つかもと きょうへい・元岩手朝日テレビアナ）
- 津川卓史（つがわ たかし・TBSワシントン支局特派員）
- 津川雅彦（つがわ まさひこ・俳優）
- 月岡瞳（つきおか ひとみ・RNBアナ）
- 月尾嘉男（つきお よしお・東京大学名誉教授、TBSラジオパーソナリティー）
- 月亭可朝（つきてい かちょう）
- 月亭八方（つきてい はっぽう・MBSラジオ&ABCラジオパーソナリティー）
- 九十九一（つくも はじめ）
- 柘植恵水（つげ えみ・NHKアナ）
- 對尾華夜（つしお はなよ）
- 辻憲太郎（つじ けんたろう・MBS報道局記者、JNN上海支局長）
- 辻文香（つじ ふみか・元RSKアナ）
- 辻よしなり（TBSラジオパーソナリティー、元テレビ朝日アナ。本名：辻義就）
- つちだきくお（RBCiラジオパーソナリティー）
- 土田優香（つちだ ゆうか・TBSニュースバードキャスター、元NHKアナ）
- 土村芳（つちむら かほ・女優）
- 土村萌（つちむら もえ・元IBCアナ）
- 土屋アンナ（つちや あんな・モデル、タレント、歌手）
- 土屋滋生（つちや しげお・レーシングドライバー。NACK5パーソナリティー）
- 土屋純子（つちや じゅんこ・元CBCラジオカー「レインボーカー」レポートドライバー）
- 土谷多恵子（つちや たえこ・MBSラジオ&ABCラジオパーソナリティー）
- 土屋弘光（つちや ひろみつ・元TBC野球解説者）
- 土屋三枝（つちや みえ・RKB報道部記者）
- 土屋礼央（つちや れお・RAG FAIR）
- 筒井紀文（つつい のりふみ・RNC報道部記者）
- 堤信子（つつみ のぶこ・元FBSアナ）
- 堤田ともこ（つつみだ ともこ・ジャズシンガー、RKBラジオパーソナリティー）
- 角木悠（つのき ゆう・HBC報道部記者）
- つのだ★ひろ（シンガーソングライター）
- 角田美保（つのだ みほ・元CBCアナ）
- 角田龍平（つのだ りゅうへい・弁護士）
- 椿田恵理子（つばきた えりこ・ABSアナ）
- つぶやきシロー（お笑いタレント）
- つボイノリオ（タレント、歌手。CBCラジオパーソナリティー。本名：坪井令夫）
- 坪井淳一（つぼい じゅんいち）
- 坪山奏子（つぼやま かなこ・元 アナ）
- 津曲央（つまがり ひさし・RKB報道部記者）
- 津村健夫（つむら たけお・MBS報道局記者）
- 露木茂（つゆき しげる・元フジテレビアナ&元同局編成局専任局長）
- 鶴岡慶子（つるおか けいこ・ABSラジオパーソナリティー）
- 鶴田浩二（つるた こうじ・演歌歌手）
- つるの剛士（つるの たけし・俳優、タレント）
- 鶴渕さやか（つるぶち さやか・FBCアナ）
- 鶴蒔靖夫（つるまき やすお）
- つんく（シンガーソングライター、音楽プロデューサー、演出家。「シャ乱Q」ボーカル）

#### て
- DJ AIKO62
- DJ EIJI
- DJ DRAGON
- DJ KAORI
- DJキノポップ（レインボータウンFMアナウンサー）
- DJ KOO（TRF）
- DJ TAKAWO
- DJ TARO
- DJ TETSU
- DJ.ナイク
- DJのり（文化放送パーソナリティー）
- DJ POCKY（元エフエム宮崎アナウンサー）
- DJミッキー
- DJ Moby
- デイブ・コズ
- デイブ・フロム(DAVE FROMM)
- デーモン閣下（タレント、相撲評論家、ロックシンガー・「聖飢魔II」ボーカル。旧・デーモン小暮。TBSラジオ&ニッポン放送パーソナリティー）
- 出川哲朗（でがわ てつろう）
- TESHI（てし・タレント、Pitch FMラジオパーソナリティー）
- 手塚伸一（てづか しんいち・ラジオ福島アナ）
- 手塚るみ子（ABCラジオパーソナリティー）
- 鉄崎幹人（てつざき みきひと・タレント、SBSラジオパーソナリティー）
- 鉄平（タレント）
- 鉄マン（民謡歌手、シンガーソングライター。RABラジオパーソナリティー）
- デニー友利（でにー ともり・ニッポン放送野球解説者、千葉ロッテマリーンズ元投手）
- 出水麻衣（でみず まい・TBSアナ）
- 寺内タケシ（ミュージシャン、ギタリスト）
- 寺内優（てらうち まさる・元RCCアナ、現・同局広報部スタッフ）
- 寺尾聰（てらお あきら・俳優、歌手）
- 寺尾英子（てらお えいこ・RNBアナ）
- 寺島健太（てらしま けんた・JRTアナ）
- 寺島しのぶ（てらじま しのぶ・女優）
- 寺島尚正（てらしま なおまさ・文化放送アナ）
- 寺田真二郎（てらだ しんじろう・料理研究家）
- 寺田典城（てらた すけしろ・元秋田県知事）
- 寺田理恵子（てらだ りえこ・元フジテレビアナ）
- 寺谷一紀（てらたに かずのり・ラジオ大阪&ラジオ関西パーソナリティー、元NHKアナ）
- 寺西裕一（てらにし ゆういち・ラジオ大阪アナ、元KBSアナ）
- 寺本良之（てらもと よしゆき・MROアナ）
- テリー伊藤（タレント、演出家。TBSラジオ・文化放送・ニッポン放送パーソナリティー）
- 照井健（てるい たけし・IBCアナ&同局ラジオニュースデスク）
- 照井達也（てるい たつや・IBCラジオディレクター&同局気象予報士）
- 照屋信之（てるや のぶゆき・RBC報道部記者）
- 田英夫（でん ひでお・元参議院議員、元TBS記者）

#### と
- TOMIKO☆https://ameblo.jp/bartomiko/（とみこ シンガーソングライター、レインボータウンFM「元気DE満タン!ミラクルTOMIKO☆」パーソナリティ）
- 土井里美（どい さとみ・元BSNアナ）
- 土井敏之（どい としゆき・TBSアナ、元NHKアナ）
- 土居まさる（どい まさる・タレント、司会者、元文化放送アナ。本名：平川厳彦）
- 戸井康成（とい やすなり・タレント、CBCラジオ&GBSラジオパーソナリティー、名古屋タレントビューロー所属）
- 土井善晴（どい よしはる・料理研究家、MBSラジオ&ABCラジオパーソナリティー）
- 土居上野（どいうえの・お笑いコンビ、RKBラジオ&KBCラジオパーソナリティー）
  - 上野聖和（うえの まさかず）
  - 土居祥平（どい しょうへい）
- 戸石信泰（といし のぶやす・元ABCアナ）
- 樋田かおり（といだ かおり・防災士、元RAB・CTVアナ、株式会社トークナビ代表取締役）
- 東海佳奈子（とうかい かなこ・FBCアナ）
- 堂島孝平（どうじま こうへい・シンガーソングライター）
- 道上洋三（どうじょう ようぞう・ABCアナ&同局取締役）
- 道傳愛子（どうでん あいこ・NHKアナ）
- 堂本暁子（どうもと あきこ・元TBS記者、元千葉県知事）
- 十日市秀悦（とおかいち しゅうえつ・俳優、タレント。RABラジオパーソナリティー）
- 遠近由美子（とおちか ゆみこ）
- 遠山奨志（とおやま しょうし・MBS野球解説者、阪神タイガース元投手）
- 富樫久美（とがし くみ・IBCラジオカー「684」リポートドライバー）
- 渡嘉敷勝男（とかしき かつお・タレント、「渡嘉敷ボクシングジム」代表、元プロボクサー）
- 土岐聡子（とき あきこ・元岩手朝日テレビアナ）
- TOGGY（DJ、KBCラジオ・FM福岡・LOVE FMパーソナリティー）
- 常田富士男（ときた ふじお・声優、俳優）
- 徳島真次（とくしま しんじ・鞍手町長・元鞍手町議会議員）
- 徳永千帆子（とくなが ちほこ・元IBCアナ）
- 徳永真紀（とくなが まき・元ラジオ福島アナ）
- 徳永陽子（とくなが ようこ・NBCアナ）
- 徳永玲子（とくなが れいこ・声優、KBCラジオパーソナリティー）
- 徳川夢声（とくがわ むせい・声優、東海ラジオパーソナリティー）
- 徳田章（とくた あきら・NHKアナ）
- 毒蝮三太夫（どくまむし さんだゆう・俳優、タレント、TBSラジオパーソナリティー）
- 徳光和夫（とくみつ かずお・ニッポン放送パーソナリティー、元日本テレビアナ）
- 徳本恵子（とくもと けいこ・KRYアナ）
- 所ジョージ（タレント、TBSラジオ&ニッポン放送パーソナリティー）
- 戸崎貴広（とさき たかひろ・TBSアナ）
- 戸敷正（とじき ただし・宮崎市長）
- 戸田恵美子（とだ えみこ・元TBSアナ）
- 戸田公明（とだ きみあき・大船渡市長）
- 戸田恵子（とだ けいこ・女優、声優）
- 戸田奈津子（とだ なつこ・翻訳家）
- 戸田信子（とだ のぶこ・元IBCアナ）
- とついようこ（STVラジオパーソナリティー）
- 戸塚貴久子（とつか きくこ・元テレビ静岡アナ）
- 戸塚貴子（とつか たかこ・NBCラジオ佐賀パーソナリティー、元RKBラジオカー「スナッピー」レポートドライバー）
- 戸塚洋子（とつか ようこ・元RKBラジオカー「スナッピー」レポートドライバー）
- 戸次重幸（とつぎ しげゆき・タレント、俳優。劇団「TEAM NACS」所属。AIR-G'パーソナリティー。旧・佐藤重幸）
- 渡名喜織恵（となき おりえ・RBCiラジオ&ラジオ沖縄パーソナリティー）
- とにかく明るい安村（お笑いタレント、CBCラジオ・TBSラジオ・文化放送・ニッポン放送パーソナリティー）
- 利根川俊也（とねがわ しゅんや・NHKアナ）
- 殿畑大作（とのはた だいさく・タレント、RKBラジオ&KBCラジオパーソナリティー）
- 鳥羽一郎（とば いちろう・演歌歌手）
- 戸羽太（とば ふとし・陸前高田市長）
- 土橋諒（どばし りょう・YBSアナ）
- 苫篠賢治（とましの けんじ・文化放送野球解説者、広島東洋カープ元野手）
- 富澤一誠（とみざわ かずなり）
- 冨田修（とみた おさむ・FMからつラジオパーソナリティー）
- 富田薫（とみた かおる・KBCアナ）
- 冨田和音（とみた かずね・CBCラジオニュースデスク、元同局アナ）
- 冨田奈央子（とみた なおこ・元IBCアナ）
- 富田憲子（とみた のりこ・ニッポン放送アナ）
- 富田靖子（とみた やすこ・声優、女優）
- 富永倫子（とみなが のりこ・RKBアナ）
- 冨永みーな（声優）
- 富永美樹（とみなが みき・元フジテレビアナ）
- トムセン陽子
- 友國麻衣子（ともくに まいこ・コミュニケーション・デザイナー、ナレーター、ラジオパーソナリティ、MC）
- ともさかりえ（女優）
- 友近（ともちか・タレント、吉本興業所属。MBSラジオ&ABCラジオパーソナリティー）
- 朝長則男（ともなが のりお・佐世保市長）
- 友成由紀（ともなり ゆき・NBCアナ）
- 外山惠理（とやま えり・TBSアナ）
- 豊﨑なつき（とよさき なつき・NBCアナ）
- 豊島美雪（とよしま みゆき・MBSラジオパーソナリティー）
- 豊田綾乃（とよだ あやの・TBSアナ）
- 豊田エリー
- 豊田泰光（とよだ やすみつ・文化放送野球解説者）
- 豊田瑠衣（とよだ るい・元MBCアナ）
- 豊原慎二（とよはら しんじ・元HBCアナ。現・FBSアナ）
- 豊平有香（とよひら ゆか・MBCアナ）
- ドリアン助川（詩人）
- 鳥居睦子（とりい むつこ・タレント、MBSラジオ・ABCラジオ・FM大阪パーソナリティー）
- 鳥木千鶴（とりき ちづる・ABCアナ）
- 鳥越さやか（女優）
- 鳥越俊太郎（とりごえ しゅんたろう・ジャーナリスト、元毎日新聞記者）
- 鳥山穣（とりやま じょう・TBS報道局政治部記者。同局元ラジオディレクター）
- ドンキー佐藤（YBCラジオパーソナリティー）
- とんねるず
  - 石橋貴明（いしばし たかあき）
  - 木梨憲武（きなし のりたけ）
- ドン・ビーバー

### な行

#### な
- 内藤克（ないとう かつ・HBCアナ、同局元ラジオディレクター）
- 内藤聡（ないとう さとし・FM愛知パーソナリティー）
- 内藤大助（ないとう だいすけ・元プロボクサー）
- 内藤剛志（ないとう たかし・俳優）
- 内藤寛（ないとう ひろし）
- ナインティナイン（ニッポン放送パーソナリティー）
  - 岡村隆史（おかむら たかし）
  - 矢部浩之（やべ ひろゆき）
- 直居由美里（なおい ゆみり）
- naoco
- ナオト
- 中利夫（なか としお・東海ラジオ野球解説者）
- 長井ありさ（元NBCアナ）
- 永井一郎（ながい いちろう・声優、ナレーター）
- 中井貴一（なかい きいち・俳優）
- 永井公彦（ながい きみひこ・STVアナ）
- 中居正広（なかい まさひろ・俳優、タレント、歌手、元「SMAP」メンバー）
- 中井雅之（なかい まさゆき・元ラジオ大阪アナ）
- 永井まどか（元RABアナ）
- 永井美奈子（ながい みなこ・元日本テレビアナ）
- 中井美穂（なかい みほ・元フジテレビアナ）
- 永井真理子（ながい まりこ・歌手）
- 仲井真弘多（なかいま ひろかず・沖縄県知事）
- 永江孝子（ながえ たかこ・元RNBアナ）
- 中尾彬（なかお あきら・俳優、歌手。MBSラジオ&RBCiラジオパーソナリティー）
- 中尾俊直（なかお としなお・RSKアナ）
- 中尾友昭（なかお ともあき・下関市長）
- 中尾ミエ（女優、歌手）
- 永岡歩（ながおか あゆみ・CBCアナ）
- 長岡杏子（ながおか きょうこ・TBSアナ、旧姓：畑）
- 永岡真実（ながおか まみ・タレント、グラビアアイドル）
- 中尾美穂（なかお みほ）
- 中川愛子（なかがわ あいこ・民謡歌手、タレント、IBCラジオパーソナリティー）
- 中川家
- 仲川げん（奈良市長）
- 中川翔子（なかがわ しょうこ・タレント）
- 中川智美（なかがわ ともみ・WBSアナ）
- 長崎宏子（ながさき ひろこ・スポーツコメンテーター、元水泳女子日本代表）
- 長崎真友子（ながさき まゆこ・KBCアナ）
- 中里福二郎（なかさと ふくじろう・演歌歌手、IBCラジオパーソナリティー）
- 中澤佳子（なかざわ けいこ・SBCアナ）
- 長澤紗希子（ながさわ さきこ・元YBCアナ）
- 中沢庄吾（なかざわ しょうご・YBS報道部記者）
- 長澤奈央（ながさわ なお）
- 中澤裕子（なかざわ ゆうこ・タレント、グラビアアイドル、「モーニング娘。」元メンバー）
- 中澤有美子（なかざわ ゆみこ・TBSラジオパーソナリティー、元テレビ信州アナ）
- 中島愛（なかじま あい）
- 長嶋一茂（ながしま かずしげ・タレント、スポーツキャスター。読売ジャイアンツ元野手）
- 中島浩二（なかじま こうじ・タレント、KBCラジオ・FM福岡・LOVE-FMパーソナリティー）
- 中嶋言実（なかじま ことみ・SBCアナ）
- 長嶋茂雄（ながしま しげお・読売ジャイアンツ終身名誉監督&同球団元野手）
- 中嶋シゲキ（なかじま しげき・タレント、STVラジオパーソナリティー）
- 中島静佳（なかじま しずか・元STVアナ&元日テレNEWS24キャスター）
- 中嶋順子（なかじま じゅんこ・RKBラジオパーソナリティー）
- 中島そよか（YBSアナ）
- 中島ヒロト
- 中島みゆき（シンガーソングライター、ニッポン放送パーソナリティー）
- 中田有紀（なかた あき・元RABアナ）
- 仲田紀久子（なかた きくこ・RBCアナ）
- 永田杏子（ながた きょうこ・タレント）
- 仲田幸司（なかた こうじ・MBS野球解説者）
- 長田哲也（ながた てつや・MROアナ）
- 中田宏（なかた ひろし・衆議院議員、元横浜市長）
- 永田まり
- 中田美香（なかた みか・JFN所属パーソナリティ）
- 永田実（ながた みのる・ナレーター、元TOKYO-FMアナ）
- 中田良弘（なかた よしひろ・ABC野球解説者）
- 永谷脩（ながたに おさむ・スポーツライター、TBSラジオパーソナリティー）
- 中谷隆宏（なかたに たかひろ・KRYアナ）
- 仲谷一志（なかたに ひとし・俳優、タレント、劇団「ショーマンシップ」代表。RKBラジオパーソナリティー。通称「トシ坊」）
- 中津文彦（なかつ ふみひこ・作家、元岩手日報記者）
- 中塚眞喜子（なかつか まきこ・元RNBアナ）
- 中津川ゆり（演歌歌手、IBCラジオパーソナリティー）
- 長門裕之（ながと ひろゆき・俳優）
- 長友愛莉（ながとも あいり）
- 中西一清（なかにし いっせい・元RKBアナ）
- 中西清起（なかにし きよおき・元ABC野球解説者、阪神タイガース元投手）
- 中西直輝（なかにし なおき・元CBCアナ、現：同局報道部記者）
- 中根夕希（なかね ゆき・RCCアナ）
- 永野彰子（ながの あきこ・RNBアナ）
- 中野伊万里（なかの いまり・元RKBアナ）
- 中野浩一（なかの こういち・スポーツキャスター、TBSラジオパーソナリティー。元自転車競技日本代表）
- 中野耕史（なかの こうじ）
- 中野智樹（なかの ともき・タレント、HBCラジオパーソナリティー）
- 長野智子（ながの ともこ・元フジテレビアナ）
- 中野知美（なかの ともみ・元TUFアナ）
- 中野文恵（なかの ふみえ・元TBCアナ、現：同局ラジオディレクター）
- 中野美奈子（なかの みなこ・元フジテレビアナ）
- 中橋かおり（なかはし かおり・元CBCアナ、元：同局社長室人事部スタッフ）
- 中畑清（なかはた きよし・RFラジオ日本野球解説者。横浜DeNAベイスターズ元監督&読売ジャイアンツ元野手&同球団元打撃コーチ）
- 中浜葉月（なかはま はづき・元ABCアナ）
- 中原秀一郎（なかはら ひでいちろう・元ABCアナ）
- 中原めいこ（歌手）
- 仲俣汐里（なかまた しおり・歌手、女優、グラビアアイドル。元「AKB48」メンバー）
- 永見佳織（ながみ かおり・RKCアナ）
- 長峰由紀（ながみね ゆき・TBSアナ）
- 永峯良（ながみね りょう・タレント、TBCラジオ&Date-fmパーソナリティー）
- 中村愛（なかむら あい）
- 中村鋭一（なかむら えいいち・元ABCアナ、元参議院議員）
- 中村恵美（なかむら えみ・RSKアナ）
- 中村恵理（なかむら えり・KRYアナ）
- 中村衣里（なかむら えり・KRYアナ）
- 中村克洋（なかむら かつひろ・元NHKアナ）
- 中村勝広（なかむら かつひろ・MBS野球解説者）
- 中村香奈（なかむら かな・元MBSアナ）
- 5代目中村勘九郎（ごだいめ なかむら かんくろう・歌舞伎役者）
- 中村恭子（なかむら きょうこ・ アナ）
- 中村こずえ（SBSラジオ&ニッポン放送パーソナリティー、元FM東京アナ）
- 中村七之助（なかむら しちのすけ・歌舞伎俳優）
- 中村貴子（なかむら たかこ）
- 中村武志（なかむら たけし・中日ドラゴンズ2軍捕手コーチ、同球団元捕手）
- 仲村トオル（俳優）
- 中村時広（なかむら ときひろ・愛媛県知事、元松山市長）
- 中村智子（なかむら ともこ・ABCアナ）
- 中村尚登（なかむら ひさと・TBSラジオニュースデスク、元TBS報道局政治部記者）
- 中村秀昭（なかむら ひであき・元TBSアナ）
- 中村法道（なかむら ほうどう・長崎県知事）
- 中村雅俊（なかむら まさとし・俳優、歌手）
- 中村道生（なかむら みちお）
- 中村メイコ（女優）
- 中村基樹（なかむら もとき・KBCラジオパーソナリティー、元RKBアナ）
- 中村ゆう子
- 中邨雄二（なかむら ゆうじ・ABCアナ）
- 中村よお
- 中村義昭（なかむら よしあき）
- 中村美彦（なかむら よしひこ・ジャーナリスト、HBCラジオパーソナリティー）
- 中村亮（なかむら りょう・ABS報道部記者）
- 永松ケンシ
- 中本賢（なかもと けん）
- 中森明菜（なかもり あきな・歌手）
- 仲谷明香（なかや さやか・グラビアアイドル、「AKB48」メンバー。IBCラジオパーソナリティー）
- 長安智子（ながやす ともこ・元JRTアナ&元サガテレビアナ）
- 中山エミリ（女優、タレント）
- なかやまきんに君（お笑いタレント、吉本興業所属）
- 中山忍（なかやま しのぶ・歌手、女優）
- 中山千桂子（なかやま ちかこ・JRTアナ）
- 中山秀征（なかやま ひでゆき・タレント、TOKYO FMパーソナリティー）
- 中山美穂（なかやま みほ・歌手、女優）
- 中山由佳（なかやま ゆか・元FCTアナ）
- 流れ星（お笑いコンビ、浅井企画所属。GBSラジオパーソナリティー）
  - 瀧上伸一郎（たきうえ しんいちろう）
  - ちゅうえい
- なぎら健壱（なぎら けんいち・タレント）
- 名久井麻利（なくい まり・TBCアナ）
- 名越康文（なこし やすふみ・精神科医、TBSラジオ&MBSラジオパーソナリティー）
- 梨田昌孝（なしだ まさたか・北海道日本ハムファイターズ元監督&元NHK野球解説者。STVラジオパーソナリティー）
- 梨元勝（なしもと まさる・芸能リポーター）
- 梨元麻里奈（なしもと まりな・タレント、芸能リポーター）
- 那須恵理子（なす えりこ・ニッポン放送アナ）
- なすび（タレント、ラジオ福島パーソナリティー）
- 名塚佳織（なつか かおり）
- 夏木ゆたか（司会者、RFラジオ日本パーソナリティー）
- 夏目ナナ
- 夏目浩光（なつめ ひろみつ・元RABアナ）
- 夏目三久（なつめ みく・TBSラジオ&ニッポン放送パーソナリティー、元日本テレビアナ）
- 夏目みな美（なつめ みなみ・CBCアナ）
- 七嶋舞（ななしま まい、AV女優）
- 七瀬龍一（ななせ りゅういち・ナレーター、シンガーソングライター、音楽プロデューサー。IBCラジオ&FM岩手パーソナリティー）
- なべくらみほ（TBCラジオパーソナリティー、元ABSアナ。本名：鍋倉美穂）
- 鍋田恭子（なべた きょうこ・タレント、MROラジオ&KNBラジオパーソナリティー）
- 奈美悦子（なみ えつこ・女優、TBSラジオパーソナリティー）
- 奈良愛美（なら まなみ・STVアナ）
- 奈良陽（なら よう・元TBSアナ）
- ナラヨシタカ
- 奈良岡香織（ならおか かおり・RABラジオパーソナリティー）
- 楢崎瑞（ならさき るい・RNBアナ）
- 成田香織（なりた かおり・東海ラジオアナ）
- 成田洋明（なりた ひろあき・RABラジオパーソナリティー）
- 成田真美（なりた まみ）
- 成嶋早穂（なるしま さほ・元東海テレビアナ）
- なるみ（タレント、ABCラジオパーソナリティー）
- 難波糸恵（なんば いとえ・フリーキャスター、文化放送パーソナリティー）
- 南部志穂（なんぶ しほ・CBCアナ、元NHKアナ）
- 南部広美（なんぶ ひろみ・フリーキャスター、TBSラジオパーソナリティー）

#### に
- NICO
- 仁井聡子（にい さとこ）
- 二井関成（にい せきなり・元山口県知事）
- 新美静代（にいみ しずよ・タレント、CBCラジオパーソナリティー、通称「シー坊」）
- 新沼謙治（にいぬま けんじ・演歌歌手、IBCラジオパーソナリティー）
- 新山純子（にいやま じゅんこ・タレント、RNBラジオパーソナリティー）
- 新山千春（にいやま ちはる・タレント、女優）
- 新浦壽夫（にうら ひさお・TBC野球解説者）
- 贄康平（にえ こうへい・CBC報道部記者、元同局TVディレクター）
- 二岡智宏（におか ともひろ・HBC野球解説者、北海道日本ハムファイターズ&読売ジャイアンツ元野手）
- 仁坂吉伸（にさか よしのぶ・和歌山県知事）
- 仁志敏久（にし としひさ・文化放送野球解説者、読売ジャイアンツ元野手）
- 西靖（にし やすし・MBSアナ）
- 西尾知亜紀（にしお ちあき・MROアナ）
- 西尾由佳理（にしお ゆかり・元日本テレビアナ）
- 西尾夕紀（にしお ゆき・演歌歌手）
- 西尾祐里（にしお ゆり）
- 西川章久（にしかわ あきひさ・MROアナ）
- 西川亜也子（にしかわ あやこ・RKK報道部記者）
- 西川史子（にしかわ あやこ・医師、タレント）
- 西川文野（にしかわ あやの・文化放送アナ）
- 西川一誠（にしかわ いっせい・福井県知事）
- 西川きよし（タレント、漫才師、MBSラジオ&ABCラジオパーソナリティー。元参議院議員）
- 西川潤（にしかわ じゅん・TBS報道局政治部記者）
- 西川のりお（タレント）
- 西川ヘレン（タレント）
- 西口久美子（にしぐち くみこ・RKBラジオニュースデスク、元NHKアナ）
- 西崎幸広（にしざき ゆきひろ・STV野球解説者）
- 西島秀俊（にしじま ひでとし・俳優）
- 西田多恵（にしだ たえ・元RSKアナ）
- 西田たかのり（タレント、RKBラジオ&KBCラジオパーソナリティー）
- 西田敏行（にしだ としゆき・俳優、歌手）
- 西田ひかる（歌手、タレント、野菜ソムリエ）
- 西任白鵠（旧：西任暁子）
- 仁科亜季子（にしな あきこ・女優）
- 仁科仁美（にしな ひとみ・女優）
- 西野カナ（歌手）
- 西村麻子（にしむら あさこ・MBSアナ）
- 西村俊仁（にしむら しゅんじ・元CBCアナ、現：同局スポーツ局ディレクター）
- 西村真二（にしむら しんじ）
- 西村龍次（にしむら たつじ・KBC野球解説者）
- 西村敏雄（にしむら としお・元OBSアナウンス部長）
- 西村雅彦（にしむら まさひこ・俳優）
- 西村正行（にしむら まさゆき・元岩手朝日テレビアナ&元長崎国際テレビアナ）
- 西村道子（にしむら みちこ・MBCラジオパーソナリティー、「学習塾 昴」代表取締役社長）
- 西村由紀江（にしむら ゆきえ・ピアニスト、作曲家）
- 西本聖（にしもと たかし・野球評論家、スポーツキャスター）
- 西本淑子（にしもと よしこ）
- 西山喜久恵（にしやま きくえ・ニッポン放送パーソナリティー、フジテレビアナ）
- 仁多田まゆみ（にただ まゆみ・RNCアナ）
- 似鳥祐子（にたどり ゆうこ）
- 二谷英明（にたに ひであき・俳優、元NBCアナ）
- 新タ悦男（にった えつお・TBSアナ）
- 新タ景子（にった けいこ・KNB報道部記者）
- 蜷川実花（にながわ みか・写真家）
- 蜷川幸雄（にながわ ゆきお・演出家）
- 二宮歩美（にのみや あゆみ）
- 二宮和也（にのみや かずなり）[3]
- 二宮清純（にのみや せいじゅん・スポーツライター、RNBラジオパーソナリティー）
- 二瓶由美（にへい ゆみ・Date-FMパーソナリティー）
- ニューヨーク（お笑いコンビ）

#### ぬ
- 沼倉真理子（ぬまくら まりこ）
- 沼本友紀（ぬまもと ゆき・RNC報道部記者）

#### ね
- 猫ひろし（俳優、お笑いタレント）
- ねじめ正一（ねじめ しょういち・作家）
- 鼠先輩（ねずみせんぱい・お笑いタレント、歌手）
- 根津甚八（ねづ じんぱち・俳優）
- ネプチューン（ニッポン放送パーソナリティー）
  - 名倉潤（なぐら じゅん）
  - 原田泰造（はらだ たいぞう）
  - 堀内健（ほりうち けん）
- 根本要（ねもと かなめ・シンガーソングライター、「スターダスト・レビュー」ボーカル）
- 根本宣彦（ねもと のりひこ・TBCアナ&同局防災士、元FM新潟アナ）
- 根本美緒（ねもと みお・気象予報士、元TBCアナ）

#### の
- 能見信二（のうみ しんじ・RKB報道部記者、元JNNソウル支局特派員）
- 野際陽子（のぎわ ようこ・女優、元NHKアナ）
- 野口亜紀子（のぐち あきこ・Date fmパーソナリティー、元RABアナ）
- 野口健（のぐち けん・登山家、アルピニスト）
- 野口茂樹（のぐち しげき・東海ラジオ野球解説者、中日ドラゴンズ元投手）
- 野口恵（のぐち めぐみ・元RNCアナ）
- 野坂昭如（のさか あきゆき・作家、作詞家、作曲家、タレント、元参議院議員。TBSラジオ・文化放送・ニッポン放送パーソナリティー）
- 野坂真理（のさか まり・タレント、RABラジオパーソナリティー）
- 野沢直子（のざわ なおこ・タレント）
- 野沢那智（のざわ なち・声優、TBSラジオパーソナリティー）
- 野沢雅子（のざわ まさこ・声優）
- 野志克仁（のし かつひと・松山市長、元RNBアナ）
- 野路毅彦（のじ たけひこ・SBSアナ）
- 能島一人（のじま かずと・TBS報道局司法記者クラブキャップ。元JNNバンコク支局特派員）
- 野末陳平（のずえ ちんぺい・評論家、TBSラジオ・文化放送・ニッポン放送パーソナリティー）
- 希美まゆ（のぞみ まゆ・タレント、グラビアアイドル）
- 野田俊一郎（のだ しゅんいちろう・MRT気象予報士）
- 野田美佳子（のだ みかこ・元FBCアナ・現：同局東京支社報道部記者）
- 野田靖博（のだ やすひろ・元SBSアナ）
- 能登有沙（のと ありさ）
- nona（旧・舘野美穂、TOKYO FMパーソナリティー）
- 野中英紀（のなか ひでのり）
- 野中藍（のなか あい・声優）
- 野々村義和（ののむら よしかず・HBCサッカー解説者）
- 野々村真（ののむら まこと・タレント、TBSラジオ・文化放送・ニッポン放送パーソナリティー）
- 延広耕次郎（のぶひろ こうじろう・TBS報道局社会部記者）
- 登田真由子（のぼりた まゆこ・元岩手朝日テレビアナ）
- 野宮範子（のみや のりこ・AIR-G'パーソナリティー、元HBCアナ）
- 野溝美子（のみぞ みこ・RKKアナ）
- 野村克也（のむら かつや・ヤクルトスワローズ&東北楽天ゴールデンイーグルス元監督）
- 野村邦丸（のむら くにまる・文化放送アナ、元茨城放送アナ。本名・野村邦夫）
- 野村啓司（のむら けいじ・元MBSアナ）
- 野村謙二郎（のむら けんじろう・広島東洋カープ監督、同球団元投手）
- 野村沙知代（のむら さちよ・タレント）
- 野村弘樹（のむら ひろき・ニッポン放送野球解説者）
- 野村富美江（のむら ふみえ）
- 野村正育（のむら まさいく・NHKアナ）
- 野村将希（のむら まさき・俳優、歌手）
- NOLOV

### は行

#### は
- はいだしょうこ（歌手）
- ハイヒールリンゴ・モモコ（MBSラジオパーソナリティー）
- バカボン鬼塚（タレント、NACK5・K-MIX・FM長野パーソナリティー）
- 芳賀道也（はが みちや・元YBCアナ）
- 博多華丸・大吉（はかたはなまる・だいきち・TBSラジオ、文化放送、ニッポン放送、MBSラジオ、ABCラジオ、RKBラジオ、KBCラジオパーソナリティー）
- 羽川英樹（はがわ ひでき・タレント、ラジオ関西パーソナリティー）
- 萩野朋美（はぎの ともみ・元CBCアナ）
- 萩原崇史（はぎはら たかふみ・MBC報道部記者）
- 萩原豊（はぎはら ゆたか・TBS報道局社会部記者、元JNNロンドン支局長）
- 萩平正寿（はぎひら まさとし・MBC奄美支局報道部記者）
- 萩本欽一（はぎもと きんいち・タレント、茨城ゴールデンゴールズ元監督）
- 萩原隆雄（はぎわら たかお・STVアナ）
- 萩原芳樹（はぎわら よしき・元ABCアナ）
- HAKUEI（PENICILLIN）
- 爆笑コメディアンズ（お笑いコンビ、吉本興業所属「宮城住みます芸人」。TBCラジオ・Date FM・YBCラジオパーソナリティー）
- 爆笑問題（TBSラジオパーソナリティー）
  - 太田光（おおた ひかり）
  - 田中裕二（たなか ゆうじ）
- 間寛平（はざま かんぺい・お笑いタレント）
- 橋口侑佳（はしぐち ゆか・MRTアナ。元ATVアナ&元KABアナ）
- 橋爪功（はしづめ いさお・俳優）
- 橋詰京美（はしづめ きょうみ・RKBラジオパーソナリティー）
- 橋詰優子（はしづめ ゆうこ・ABCアナ）
- 元ちとせ（はじめ ちとせ・歌手）
- 橋本航介（はしもと こうすけ・ アナ）
- 橋本五郎（はしもと ごろう・読売新聞論説委員）
- 橋本佐与子（はしもと　さよこ・MBS報道局記者）
- 橋本聖子（はしもと せいこ・参議院議員、元女子スピードスケート日本代表）
- 橋本俊一（はしもと しゅんいち・元TBCアナ、現：同局TVディレクター）
- 橋本大二郎（はしもと だいじろう・元高知県知事、RKCラジオパーソナリティー）
- 橋下徹（はしもと とおる・弁護士、元大阪市長、「日本維新の会」代表代行。元大阪府知事）
- 橋本奈穂子（はしもと なおこ・NHKアナ）
- 橋本直季（はしもと なおとし・RSK報道部記者）
- 橋本乃依（はしもと のい）
- 橋本裕之（はしもと ひろゆき・RCCアナウンス部長）
- 橋本昌（はしもと まさる・茨城県知事）
- 橋本康成（はしもと やすなり・元RABアナ、現：同局制作局長兼制作部長）
- 橋本梨菜（はしもと りな・グラビアアイドル）
- 柱谷哲二（はしらたに てつじ・サッカー解説者、スポーツキャスター。東京ヴェルディOB）
- 走裕介（はしり ゆうすけ・演歌歌手、STVラジオパーソナリティー）
- バズーカ山寺（本名：山寺宏一・声優）
- 蓮見絵里（はすみ えり・元TBCアナ、旧姓・大徳）
- はすみ奈緒（はすみ なお・タレント、TBCラジオパーソナリティー）
- 蓮見孝之（はすみ のりゆき・TBSアナ、同局報道局社会部記者兼務）
- 長谷川拳杜（はせがわ けんと・IBCアナ）
- 長谷川雄啓（はせがわ たけひろ）
- 長谷川努（はせがわ つとむ・RCCアナ）
- 長谷川友子（はせがわ ともこ・RBCiラジオ・ラジオ沖縄・RABラジオパーソナリティー、元RKBラジオカー「スナッピー」レポートドライバー）
- 長谷川のび太（文化放送アナ、本名：長谷川太）
- 長谷川法世（はせがわ ほうせい・作家、エッセイスト。RKBラジオパーソナリティー）
- 長谷川満（はせがわ まん・タレント、CBCラジオ&GBSラジオパーソナリティー）
- 長谷川萌（はせがわ もえ・SBCアナ）
- 長谷川洋子（はせがわ ようこ・元NHKアナ）
- 羽田孜（はた つとむ・元衆議院議員、元内閣総理大臣）
- 羽田雄一郎（はた ゆういちろう・衆議院議員、国土交通大臣）
- 波田陽区（はた ようく・お笑いタレント）
- 波多江アキノリ（シンガーソングライター）
- 波多江孝文（はたえ たかふみ・芸名：はたえ金次郎、元ニッポン放送アナ）
- 畑中ふう（はたなか ふう・ナレーター、MBSラジオパーソナリティー）
- 畑中美耶子（はたなか みやこ・「もりおか歴史文化館」館長、元IBCアナ）
- 旗本由紀子（はたもと ゆきこ・芸能リポーター、元YBCアナ）
- Bucky木場
- バッキー森岡（RCCラジオパーソナリティー）
- パックンマックン
- 初芝清（はつしば きよし・ニッポン放送野球解説者、千葉ロッテマリーンズ元投手）
- 初田啓介（はつた けいすけ・TBSアナ）
- 八田静輔（はった しずほ・元MROアナ）
- ばってん荒川
- 服部潤（はっとり じゅん・ナレーター）
- 服部整治（はっとり せいじ）
- 服部幸應（はっとり ゆきひろ・料理研究家）
- 服部義夫（はっとり よしお・元RKBアナウンス副部長。現・同局TVディレクター）
- パッパラー河合（ミュージシャン、「爆風スランプ」ドラマー）
- 羽鳥慎一（はとり しんいち・司会者、元日本テレビアナ）
- Happy だんばら
- ハッピーチエちゃん（ラジオ福島パーソナリティー、本名：二宮チエ）
- 鳩山由紀夫（はとやま ゆきお・元衆議院議員、元内閣総理大臣）
- はな（タレント、TBSラジオ&MBSラジオパーソナリティー）
- ハナ肇（はな はじめ・俳優、タレント、コメディアン。劇団「クレージーキャッツ」元メンバー）
- バナナマン（お笑いコンビ、TBSラジオパーソナリティー）
- 鼻毛の森（シンガーソングライター。MROラジオ・FBCラジオ・KNBラジオパーソナリティー）
- 花村枝里（はなむら えり・RBCiラジオニュースデスク）
- 花本マサミ（映画評論家、RCCラジオパーソナリティー）
- 羽二生渉（はにう わたる・HBC報道部記者）
- はぶ三太郎（はぶ さんたろう・タレント、TBSラジオパーソナリティー）
- 羽生善治（はぶ よしはる・将棋名人）
- 浜美枝（はま みえ・女優、文化放送パーソナリティー）
- 浜家輝雄（はまいえ てるお・RSKラジオパーソナリティー）
- 浜口京子（はまぐち きょうこ・レスリング女子日本代表）
- 浜口順子（はまぐち じゅんこ）
- 濱田彩香（はまだ あやか・SBS報道部記者）
- 濱田隼（はまだ しゅん・SBSアナ）
- 浜田恵造（はまだ けいぞう・香川県知事、RNCラジオパーソナリティー）
- 浜田幸一（はまだ こういち・政治評論家、元衆議院議員、元千葉県議会議員。通称「ハマコー」）
- 浜田しのぶ（元KBCアナ）
- 濱田詩朗（はまだ しろう・JoyFM(FM宮崎)「レディオパラダイス耳が恋した！」メインパーソナリティー、UMK「マッポス」レギュラー）
- 浜田靖一（はまだ せいいち・衆議院議員）
- 浜田麻里（はまだ まり・歌手）
- 濱田マリ（タレント、TBSラジオパーソナリティー）
- 濱田龍介（はまだ りゅうすけ・AIR STATION HIBIKIラジオパーソナリティー）
- 浜名千広（はまな ちひろ・RKB野球解説者）
- 濱中治（はまなか おさむ・ABC野球解説者、阪神タイガース元野手）
- 浜平恭子（はまひら きょうこ）
- 浜村淳（はまむら じゅん・タレント、司会者、映画評論家、MBSラジオパーソナリティー）
- ハマモトヒロユキ
- 早川和余（はやかわ かずよ・タレント、CBCラジオ&FM愛知パーソナリティー）
- 早川伸吾（はやかわ しんご）
- 早川友希（はやかわ ゆき・芸能リポーター、「圭三プロダクション」所属。元TYSアナ）
- 早坂牧子（はやさか まきこ・元仙台放送アナ）
- 早坂好恵（はやさか よしえ・女優、タレント）
- 林藍菜（はやし あいな・BBTアナ、元ラジオ福島アナ）
- 林あさ美（演歌歌手、RABラジオパーソナリティー、旧：水牧あさ美）
- 林亜美（はやし あみ・RKBラジオニュースデスク、元NCCアナ）
- 林真一郎（はやし しんいちろう・ラジオ関西アナ）
- 林哲司（はやし てつじ・作曲家、SBSラジオパーソナリティー）
- 林朝子（はやし ともこ・TBCアナ）
- 林智美（はやし ともみ・KBSアナ）
- 林奈穂（はやし なお）
- 林夏子（はやし なつこ・RKB報道部記者）
- 林原めぐみ（はやしばら めぐみ・声優）

- 林浩彦（はやし ひろひこ・シンガーソングライター、RNBラジオパーソナリティー）
- 林正浩（はやし まさひろ・元TBSアナ）
- 林幹雄（はやし みきお・元RKBアナ）
- 林みなほ（元TBSアナ）
- 林美雄（はやし よしお・元TBSアナ）
- 林和香子（はやし わかこ・元あいテレビアナ）
- 林田悟志（はやしだ さとし・TBCアナ）
- 林田繁和（はやしだ しげかず・NBCアナ）
- 林田スマ（はやしだ すま・大野城市立公民館「まどかぴあ」館長。元RKBアナ）
- 林家木久扇（はやしや きくおう）
- 林家木久蔵　(はやしや　きくぞう)

- 林家三平（はやしや さんぺい・TBSラジオパーソナリティー、旧：林家いっ平）
- 林家正蔵（はやしや しょうぞう・旧：林家こぶ平）
- 林家たま平（はやしや　たまへい・九代目林家正蔵の長男）
- 林家たい平　(はやしや　たいへい)
- 葉山さつき（元RKBアナ）
- 速水けんたろう（はやみ けんたろう・タレント、歌手）
- 早見優（はやみ ゆう・タレント、歌手）
- 原香緒里（はら かおり・YBSアナ）
- 原志保（はら しほ・元ABSアナ）
- 原晋（はら すすむ・マラソン解説者、青山学院大学陸上部監督）
- はらたいら（漫画家）
- 原拓也（はら たくや・RNBアナ）
- 原辰徳（はら たつのり・読売ジャイアンツ監督。同球団元野手）
- 原秀樹（はら ひでき・徳島市長）
- 原美紀（はら みき・元CBCアナ、現：同局ラジオ局編成業務部スタッフ）
- 原光隆（はら みつたか・東海ラジオアナ）
- 原由子（はら ゆうこ・シンガーソングライター、「サザンオールスターズ」サイドボーカル&キーボード奏者）
- 原口あきまさ（タレント、TBSラジオ&RKBラジオパーソナリティー）
- 原口太平（はらぐち たいへい・元RABアナ）
- 原口奈菜（はらぐち なな・MBCアナ）
- 原田亜弥子（はらだ あやこ・SBSアナ）
- 原田かおり（はらだ かおり・KRYアナ）
- 原田年晴（はらだ　としはる・OBCラジオ大阪アナ）
- 原田真二（はらだ しんじ・シンガーソングライター）
- 原田知世（はらだ ともよ・歌手）
- 原田伸郎（はらだ のぶろう・タレント、MBSラジオ&ラジオ関西パーソナリティー）
- 原田雅彦（はらだ まさひこ・スキー解説者、スポーツキャスター。男子スキージャンプ元日本代表）
- 原田裕見子（はらだ　ゆみこ・CBCラジオ&東海ラジオパーソナリティー、元SATVアナ）
- 原武博之（はらたけ ひろゆき・元RKKアナ、現：同局ラジオ局次長）
- 原元美紀（はらもと みき・元CBCアナ）
- 原山理一郎（はらやま りいちろう・芸能リポーター、元TBSアナ）
- 播磨卓士（はりま たかし・TBS報道局解説委員、元JNNワシントン支局長）
- 播磨谷美貴子（はりまや みきこ・元IBCアナ）
- 張本勲（はりもと いさお・TBS野球解説者）
- HARU（タレント、シンガーソングライター。RKBラジオパーソナリティー）
- 春原佑紀（はるはら ゆうき）
- 春日萌花（はるひ もえか、プロレスラー）
- ハン・カクサイ（ABSラジオパーソナリティー）
- Vance.K
- 伴信一郎（ばん しんいちろう）
- 半田健人（はんだ けんと・俳優、タレント、SBSラジオパーソナリティー）
- 板東英二（ばんどう えいじ・タレント、元MBS野球解説者、中日ドラゴンズ元投手）
- ばんばひろふみ（シンガーソングライター、TBSラジオ・文化放送・ニッポン放送パーソナリティー）
- 馬場章夫（ばんば ふみお・MBSラジオパーソナリティー）

#### ひ
- ピーコ（タレント、服飾評論家）
- ピース（お笑いコンビ、TBSラジオ&ニッポン放送パーソナリティー）
  - 綾部祐二（あやべ ゆうじ）
  - 又吉直樹（またよし なおき・作家）
- ピーター・バラカン（評論家）
- ビートたけし（タレント、映画監督、演出家、俳優。本名：北野武）
- ヒーマン（タレント、RKBラジオ・NBCラジオ佐賀・FM佐賀パーソナリティー）
- B-Rouge
  - 黒沢律子（くろさわ りつこ）
  - ミッキー
- 比嘉京子（ひが けいこ・元RBCアナ、現：同局報道部記者）
- 比嘉俊次（ひが としつぐ・RBCアナ）
- 東宏典（ひがし ひろのり・元BSNアナ）
- 東尾修（ひがしお おさむ・文化放送野球解説者、埼玉西武ライオンズ元監督）
- 東尾理子（ひがしお りこ・タレント、元プロゴルファー。文化放送パーソナリティー）
- 東国原英夫（ひがしこくばる ひでお・衆議院議員、元タレント、元宮崎県知事。旧：そのまんま東）
- 東出雅子（ひがしで まさこ・IBCラジオ&FM岩手パーソナリティー）
- 東野幸治（ひがしの こうじ・タレント、吉本興業所属）
- 東山隆（ひがしやま たかし・RKB報道部記者）
- 東山紀之（ひがしやま のりゆき・俳優、歌手。「少年隊」メンバー）
- 氷川きよし（演歌歌手、文化放送パーソナリティー）
- 樋口あゆ子(ひぐちあゆこ・ピアニスト、Fm yokohama）
- 彦野利勝（ひこの としかつ・CBC野球解説者。元中日ドラゴンズ2軍打撃コーチ&同球団元野手）
- 久石譲（ひさいし じょう・作曲家、ニッポン放送パーソナリティー）
- 久長美奈子（ひさなが みなこ・OBSアナ）
- 久本朋子（ひさもと ともこ・女優、タレント）
- 久本雅美（ひさもと まさみ・女優、タレント。劇団「WAHAHA本舗」所属）
- 土方浄（ひじかた じょう・RBCアナ）
- ピストン西沢（タレント、ニッポン放送パーソナリティー、J-WAVEナビゲーター）
- 樋田由美子（ひだ ゆみこ・IBCラジオニュースデスク、元IBCアナ）
- 日髙のり子（声優）
- 日高晤郎（ひだか ごろう・俳優、STVラジオパーソナリティー）
- 左とん平（ひだり とんぺい・俳優）
- 秀島敏行（ひでしま としゆき・佐賀市長）
- 秀島史香（ひでしま ふみか）
- 火野正平（ひの しょうへい・俳優）
- 日野真（ひの まこと・RNCアナ）
- 日野桂文（ひの よしふみ・TBS報道局政治部記者、元JNNワシントン支局特派員）
- 日野原重明（ひのはら しげあき・聖路加国際病院医師）
- 檜室英子（ひむろ えいこ・元RKKアナ）
- 氷室京介（ひむろ きょうすけ・シンガーソングライター）
- 姫野達也（ひめの たつや・シンガーソングライター、RKBラジオパーソナリティー）
- 桧山進次郎（ひやま しんじろう・ABC野球解説者、阪神タイガース元野手）
- HUE（ひゅー・ポップデュオ、RKBラジオパーソナリティー）
- ビューティーこくぶ（お笑いタレント）
- 兵動大樹（ひょうどう だいき・タレント、ABCラジオパーソナリティー）
- 兵藤ゆき（ひょうどう ゆき・タレント、CBCラジオ&東海ラジオパーソナリティー）
- 平井伸治（ひらい しんじ・鳥取県知事）
- 平井理央（ひらい りお・元フジテレビアナ）
- 平尾昌晃（ひらお まさあき・作曲家、歌手）
- 平島亜由美（ひらしま あゆみ・KNBアナ）
- 平田オリザ（劇作家、演出家）
- 平田勝男（ひらた かつお・MBS野球解説者、阪神タイガース元野手）
- 平田俊一（ひらた しゅんいち・RBC報道部記者）
- 平体好孝（ひらたい よしたか・元テレビ金沢アナ）
- 平野啓子（ひらの けいこ・元NHKアナ）
- 平野智美（ひらの さとみ・KBSアナ）
- 平野達男（ひらの たつお・参議院議員、元震災復興大臣）
- 平野秀朗（ひらの ひでお）
- 平野文（ひらの ふみ・声優）
- 平野怜（ひらの れい・ラジオパーソナリティー）
- 平野裕加里（ひらの ゆかり・元CBCアナ）
- 平原綾香（ひらはら あやか・歌手）
- 平松あゆみ（ひらまつ あゆみ・元フジテレビアナ）
- 平松邦夫（ひらまつ くにお・元大阪市長、元MBSアナウンサー室長）
- 平松圭子（ひらまつ けいこ・CBCラジオパーソナリティー）
- 平松誠四郎（ひらまつ せいしろう・元NBCアナ）
- 平山佐知子（ひらやま さちこ）
- 比連崎実（ひれざき みのる・SBS気象予報士）
- 廣木弓子（ひろき ゆみこ）
- ヒロ寺平
- 広沢里枝子（ひろさわ りえこ）
- 広重玲子（ひろしげ れいこ・元TBSアナ。現：同局TVディレクター）
- 広瀬勝貞（ひろせ かつさだ・大分県知事）
- 広瀬香美（ひろせ こうみ・シンガーソングライター、ニッポン放送パーソナリティー）
- 広瀬修子（ひろせ しゅうこ・元NHKアナ）
- 広瀬隆（ひろせ たかし・シンガーソングライター、「めるへん堂」ボーカル、CBCラジオ&FM三重パーソナリティー）
- 廣瀬智美（ひろせ ともみ・NHKアナ）
- 広瀬道貞（ひろせ みちさだ・元民放連会長）
- 廣田昭由（ひろた あきよし・元SBSアナ、現：同局報道部記者）
- 弘田三枝子（ひろた みえこ・歌手）
- 廣田裕司（ひろた ゆうじ・ABSアナ）
- ヒロド歩美（ひろど あゆみ・ABCアナ）
- 廣元まさ美（ひろもと まさみ・ABCラジオ&FM大阪パーソナリティー）
- 樋渡啓祐（ひわたし けいすけ・武雄市長）

#### ふ
- Filiz
- 深沢邦之（ふかざわ くにゆき・タレント）
- 深沢弘樹（ふかざわ ひろき・YBSアナ）
- 深沢弘（ふかざわ ひろし・元ニッポン放送アナ）
- 深澤里奈（ふかざわ りな・元フジテレビアナ）
- 深津瑠美（ふかつ るみ・元TBSニュースバードキャスター&元OHKアナ）
- 深野健司（ふかの けんじ・ラジオ福島アナ）
- 深野義和（ふかの よしかず・DJ、ナレーター）
- 深町健二郎（ふかまち けんじろう・ミュージシャン、シンガーソングライター、RKBラジオパーソナリティー）
- 深谷里奈（ふかや りな・東海ラジオアナ）
- 布川敏和（ふかわ としかず・俳優、タレント、「シブがき隊」元メンバー）
- ふかわりょう（俳優、タレント）
- 吹谷しのぶ（ふきや しのぶ・TBCラジオニュースデスク、元FM青森アナ）
- 福井和美（ふくい かずみ・JRTアナ）
- 福井恭子（ふくい きょうこ・KRYアナ）
- 福井謙二（ふくい けんじ・文化放送&ニッポン放送パーソナリティー、フジテレビアナ）
- 福井弘文（ふくい ひろぶみ・元TBCアナウンス部長、現：同局ラジオディレクター）
- 福澤朗（ふくざわ あきら・TBSラジオ&ニッポン放送パーソナリティー、元日本テレビアナ）
- 福島敦子（ふくしま あつこ・元TBSアナ）
- 福島彩乃（ふくしま あやの・MROアナ）
- 福島英紘（ふくしま えいこう・タレント）
- 福島絵美（ふくしま えみ・RKKアナ）
- 福島隆史（ふくしま たかふみ・TBS報道局解説委員、元同局社会部記者。元JNN三陸支局長）
- 福島暢啓（ふくしま のぶひろ・MBSアナ）
- 福島瑞穂（ふくしま みずほ・衆議院議員、元社会民主党党首。元少子化対策担当大臣）
- 福田彩乃（ふくだ あやの・お笑いタレント）
- 福田こうへい（民謡歌手、演歌歌手、IBCラジオパーソナリティー）
- 福田ちづる（ふくた ちづる・タレント、CBCラジオパーソナリティー）
- 福田富一（ふくだ とみかず・栃木県知事、元宇都宮市長）
- 福田典子（ふくだ のりこ・RKBアナ）
- 福田萌（ふくだ もえ・タレント）
- 福谷貞夫（ふくたに さだお・KRYアナ）
- 福地高子（ふくち たかこ・タレント、RKBラジオパーソナリティー）
- 福留功男（ふくとめ のりお・元日本テレビアナ）
- 福永一茂（ふくなが かずしげ・元ニッポン放送アナ）
- 福永俊介（ふくなが しゅんすけ・STVアナ）
- 福ノ上達也（ふくのうえ たつや）
- 福田典子（ふくだ のりこ・元RKBアナ、現：テレビ東京アナ）
- 福浜隆宏（ふくはま たかひろ・元日本海テレビアナ）
- 福原尚虎（ふくはら ひさこ）
- 福本晋悟（ふくもと しんご・MBSアナ、元東海ラジオアナ）
- 福本実（ふくもと みのる・FBCアナ）
- 福本豊（ふくもと ゆたか・ABC野球解説者）
- 福山喬子（ふくやま きょうこ・MBC東京支社報道部記者）
- 福山智美（ふくやま ともみ・ジャズシンガー、RKBラジオパーソナリティー）
- 福山雅治（ふくやま まさはる・シンガーソングライター、ニッポン放送&TOKYO-FMパーソナリティー）
- 藤あや子（ふじ あやこ・演歌歌手）
- 富士眞奈美（ふじ まなみ・女優）
- 藤井彩子（ふじい あやこ・NHKアナ）
- 藤井孝太郎（ふじい こうたろう・STVアナ）
- 藤井誠二（ふじい せいじ・ジャーナリスト、ルポライター）
- 藤井隆（ふじい たかし・タレント、俳優、歌手）
- 藤井尚之（ふじい なおゆき・ミュージシャン、「チェッカーズ」元ギタリスト）
- 藤井フミヤ（ロックシンガー、シンガーソングライター。「チェッカーズ」元ボーカル）
- 藤井真喜子（ふじい まきこ）
- 藤井美音（ふじい みおん・Chelip、 ラジオパーソナリティー）
- 藤岡弘、（ふじおか ひろし・俳優）
- 藤岡琢也（ふじおか たくや・俳優）
- 藤岡美智子（ふじおか みちこ・元IBCラジオカー「684」レポートドライバー）
- 藤尾めぐみ（元RCCアナ）
- 藤川貴央（ふじかわ たかお・OBCラジオ大阪アナ）
- 藤木TDC（フリーライター、TBSラジオパーソナリティー）
- 藤木悠（ふじき ゆう・俳優）
- 藤崎健一郎（ふじさき けんいちろう・ABCアナ）
- 藤崎マーケット（お笑いコンビ、KBS京都パーソナリティー）
- 藤沢智子（ふじさわ ともこ・TBCアナウンス部長）
- 藤澤ノリマサ（ふじさわ のりまさ・歌手、STVラジオパーソナリティー）
- 藤田和弘（ふじた かずひろ・元TBSアナ、現：同局ラジオニュースデスク）
- 藤田琢己（ふじた たくみ）
- 藤田恒美（ふじた つねみ・元TBSアナ）
- 藤田朋子（ふじた ともこ・女優）
- 藤田晴彦（ふじた はるひこ・タレント、RNBラジオパーソナリティー）
- 藤田ミキト
- 藤田優一（ふじた ゆういち）
- 藤田勇次郎（ふじた ゆうじろう・元RNBアナ）
- 藤田弓子（ふじた ゆみこ・女優）
- 藤波行雄（ふじなみ ゆきお・東海ラジオ野球解説者、中日ドラゴンズ元野手）
- 藤林温子（ふじばやし あつこ・MBSアナ）
- ふじポン（タレント、IBCラジオ&FM岩手パーソナリティー）
- 藤丸寛（ふじまる ひろし・ABS報道部記者）
- 藤丸由華（ふじまる ゆか・TOKYO FMアナ）
- 藤村伊勢（ふじむら いせ・元RCCアナ）
- 藤村春味（ふじむら はるみ・Date FMパーソナリティー、元岩手めんこいテレビアナ
- 藤本敦士（ふじもと あつし・MBS野球解説者、阪神タイガース元野手）
- 藤本えみり（TOKYO FMパーソナリティー）
- 藤本義一（ふじもと ぎいち・評論家）
- 藤本真未（ふじもと まみ・MBCアナ）
- 藤本美貴（ふじもと みき・タレント、グラビアアイドル）
- 藤森祥平（ふじもり しょうへい・TBSアナ）
- 藤原茜（ふじわら あかね・IBCラジオカー「684」元レポートドライバー）
- 藤原一彦（ふじわら かずひこ・MBC報道部記者、元同局アナウンス部長）
- 藤原佳那子（ふじわら かなこ・RCC報道部記者）
- 藤原恵子（ふじわら けいこ・J-WAVEナビゲーター）
- 藤原さくら（ふじわら さくら・シンガーソングライター）
- 藤原大介（ふじわら だいすけ・RCC報道部記者、元JNN北京支局特派員）
- 藤原竜也（ふじわら たつや・俳優、ナレーター）
- 藤原倫己（ふじわら ともき・俳優、CBCラジオパーソナリティー）
- 藤原紀香（ふじわら のりか・女優、タレント）
- 藤原岬（ふじわら みさき・シンガーソングライター、ヴォーカリスト）
- 藤原満（ふじわら みつる・KBC野球解説者）
- 藤原優子（ふじわら ゆうこ・元TBCアナ）
- BUTCH
- 二木あつ子（ふたき あつこ・タレント、FBCラジオパーソナリティー）
- 二木啓孝（ふたつき ひろたか・TBSラジオパーソナリティー、日刊ゲンダイ編集局次長）
- 二見いすず（ふたみ いすず・MBCラジオパーソナリティー）
- 渕上紘行（ふちかみ ひろゆき・HBCアナ）
- 渕上史貴（ふちかみ ふみたか）
- 渕崎ゆり子
- 淵沢由樹（ふちざわ ゆき）
- 普天間かおり（ふてんま かおり・歌手、ラジオ福島パーソナリティー）
- 武道優美子（ぶどう ゆみこ・KNBアナ）
- 船越英一郎（ふなこし えいいちろう・俳優）
- 船越雅史（ふなこし まさし・元日本テレビアナ）
- 船越由佳（ふなこし ゆか・シンガーソングライター、IBCラジオパーソナリティー）
- 船越ゆかり（元HBCアナ、旧姓・若林）
- 舩戸導洋（ふなと みちひろ・元SBCアナウンス部長）
- 舟橋明恵（ふはなし あきえ・日テレNEWS24キャスター、元JRTアナ）
- 舟本真理（ふなもと まり・KNBアナ）
- 船守さちこ（ふなもり さちこ・元STVアナ）
- ブライアン・バートンルイス
- ブラザートム（タレント、ミュージシャン。元「バブルガムブラザーズ」メンバー。TBSラジオパーソナリティー）
- ブラボー中谷（ぶらぼーなかや・タレント、マジシャン。ABSラジオパーソナリティー）
- 古川恵実子（ふるかわ えみこ）
- 古川枝里子（ふるかわ えりこ・CBCアナ、元TBSニュースバードキャスター）
- 古川圭子（ふるかわ けいこ・MBSアナ）
- 古川豪太（ふるかわ ごうた・RSK報道部記者、元JNNカイロ支局長）
- 古川広生（ふるかわ ひろお・MBCアナ）
- 古川康（ふるかわ やすし・元佐賀県知事）
- 古木淑恵（ふるき よしえ・元CBCアナ）
- 古瀬絵里（ふるせ えり・MBSラジオパーソナリティー、元NHKアナ）
- 古田敦也（ふるた あつや・野球解説者・スポーツキャスター、東京ヤクルトスワローズ元監督&同球団元捕手）
- 古田新太（ふるた あらた・タレント）
- 古田肇（ふるた はじめ・岐阜県知事）
- 古田優児（ふるた ゆうじ・ナレーター、元コボスタ宮城スタジアムDJ、TBCラジオ&Date-fmパーソナリティー）
- 古川雄一（ふるかわ ゆういち・レディオ湘南ラジオDJ、鎌倉FMパーソナリティ、FM戸塚パーソナリティ、ボイストレーナー）
- 古舘伊知郎（ふるたち いちろう・元テレビ朝日アナ）
- 古本新之輔（ふるもと しんのすけ）
- 古谷一行（ふるや いっこう・俳優）
- 古谷徹（ふるや とおる）
- 古谷有美（ふるや ゆうみ・TBSアナ）
- 古山かおり（ふるやま かおり・MBCアナ）
- 古山和子（ふるやま かずこ・元RKBアナ）
- ブロードキャスト（お笑いコンビ）
- フロリダ久美　(作家・文化人)

#### へ
- 別所哲也（べっしょ てつや・俳優）
- ペナルティ（お笑いコンビ、CBCラジオパーソナリティー）
  - ヒデ（サッカー評論家、家電評論家）
  - ワッキー（本名：脇田寧人）
- ベリッシモ・フランチェスコ（料理研究家、タレント）
- ベルナール・アッカ
- べるを（ ラジオパーソナリティー）
- 逸見明正（へんみ あきまさ・KBCアナ）
- 辺見えみり（タレント、女優）
- 辺見マリ（歌手・女優）

#### ほ
- 帆足由美（ほあし ゆみ・TBSラジオパーソナリティー、元K-MIXアナ）
- 法亢順（ほうが あや・TBS報道局政治部記者）
- 宝金奏恵（ほうがね かなえ・HBC報道部記者）
- 北斗晶（ほくと あきら・タレント、元プロレスラー）
- 保坂和拓（ほさか かずひら・ABCアナ）
- 星和明（ほし かずあき・RABアナ）
- 星澤幸子（ほしざわ さちこ・料理研究家、STVラジオパーソナリティー）
- 保科有里（ほしな ゆり・演歌歌手、MROラジオパーソナリティー）
- ほしのあき（タレント、グラビアアイドル）
- 星野一弘（ほしの かずひろ・元BSNアナ　現・同局報道部記者）
- 星野慎吾（ほしの しんご・CBC報道部記者、JNNロサンゼルス支局長）
- 星野仙一（ほしの せんいち・阪神タイガース元シニアディレクター、中日ドラゴンズ・阪神タイガース・東北楽天ゴールデンイーグルス元監督）
- 星野誠（ほしの まこと・TBC報道部記者）
- 細川茂樹（ほそかわ しげき・経済評論家、SBSラジオパーソナリティー）
- 細川たかし（演歌歌手）
- 細川護煕（ほそかわ もりひろ・元衆議院議員、元内閣総理大臣）
- ほっしゃん。（お笑いタレント）
- 穂積志（ほづみ もとむ・秋田市長）
- 穂積ユタカ（ほづみ ゆたか）
- 布袋寅泰（ほてい ともやす・ロックシンガー、シンガーソングライター）
- ボビー（タレント、CBCラジオパーソナリティー）
- 堀幸一（ほり こういち・ニッポン放送野球解説者）
- 堀友理子（ほり ゆりこ・元ABCアナ）
- 堀啓知（ほり よしとも・HBCアナ）
- 堀井学（ほりい まなぶ・衆議院議員、元北海道議会議員、元男子スピードスケート日本代表）
- 堀井美香（ほりい みか・TBSアナ）
- 堀内佳（ほりうち けい・シンガーソングライター、RKCラジオパーソナリティー）
- 堀内孝雄（ほりうち たかお・演歌歌手、「アリス」メンバー）
- 堀内貴之（ほりうち たかゆき）
- 堀内恒夫（ほりうち つねお・読売ジャイアンツ元投手&同球団元投手コーチ）
- 堀内哲也（ほりうち てつや・SBCアナ）
- 堀内尚子（ほりうち ひさこ）
- 堀江政生（ほりえ まさお・ABCアナ）
- 堀江美都子（ほりえ みつこ・声優、歌手。文化放送パーソナリティー）
- 堀江由衣（ほりえ ゆい・声優、文化放送パーソナリティー）
- 堀江ゆかり（声優）
- 堀尾正明（ほりお まさあき・TBSラジオパーソナリティー・TBSテレビ「Nスタ」メインキャスター、元NHKアナ）
- 堀川まゆみ
- 堀北真希（ほりきた まき・女優、グラビアアイドル）
- 細淵武揚（ほそぶち たけあき・RFラジオ日本アナ）
- 堀越純子（ほりこし じゅんこ・MROアナ）
- ホンジャマカ
  - 石塚英彦（いしづか ひでひこ）
  - 恵俊彰（めぐみ としあき・TBSラジオ&TOKYO FMパーソナリティー）
- 本庄鈴（ほんじょう すず・AV女優）
- 本田恭子（ほんだ きょうこ・元RKKアナ）
- 本田恭子（ほんだ きょうこ・タレント）
- 本多慶子（ほんだ けいこ）
- 本田史郎（ほんだ しろう・RKKアナウンス部長）
- 本田祐美（ほんだ ゆみ・元RSKアナ）
- 本庄麻里子（ほんじょう まりこ・RKBアナ）
- 本名正憲（ほんな まさのり・RCCアナ）
- ボンバー森尾（ぼんばーもりお・フリーアナウンサー）
- 本間秋彦（ほんま あきひこ・タレント、TBCラジオ&Date FMパーソナリティー）

### ま行

#### ま
- M-chin
- マイケル富岡（タレント、TBSラジオ&文化放送パーソナリティー）
- 前川清（まえかわ きよし・演歌歌手）
- 前園真聖（まえぞの まさきよ・サッカー解説者、スポーツジャーナリスト）
- 前田阿希子（まえだ あきこ・MBSアナ）
- 前田敦子（まえだ あつこ・女優、タレント、グラビアアイドル、元「AKB48」メンバー）
- 前田すえこ（ラジオ沖縄アナ）
- 前田正二（まえだ まさじ・元IBCアナ&元同局アナウンス学院長）
- 前田真宏（まえだ まさひろ・YBSアナ）
- 前田幸長（まえだ ゆきなが・KBC野球解説者、読売ジャイアンツ&福岡ソフトバンクホークス元捕手）
- 前田リナ（RBCiラジオパーソナリティー）
- 前原誠司（まえはら せいじ・衆議院議員、民主党政策調査会長。元国土交通大臣&元外務大臣）
- 前原智子（まえはら ともこ・MROアナ）
- マーキー
- 真木ことみ（まき ことみ・演歌歌手）
- 槇嶋範彦（まきしま のりひこ・文化放送アナ）
- 牧宏美（まき ひろみ・料理研究家）
- まきまさ美（まき まさみ・料理研究家、CBCラジオパーソナリティー）
- 牧貴宏（まき たかひろ・OBSラジオパーソナリティー）
- マキ・デ・アルメイダ（旧：桑田真紀）
- 牧瀬里穂（まきせ りほ・女優）
- 牧田博匡（まきた ひろただ・SBS報道部記者）
- マキタスポーツ（タレント、TBSラジオ&ニッポン放送パーソナリティー）
- 牧野エミ
- 牧野克彦（まきの かつひこ・SBSアナ）
- 牧野隆志（まきの たかし・東京プリン）
- 牧野雅之（まきの まさゆき・TBS報道局政治部記者）
- まきのめぐみ（TBCラジオパーソナリティー、演歌歌手、元バスガイド）
- 槇原敬之（まきはら のりゆき・シンガーソングライター、TBSラジオパーソナリティー）
- 槙原寛巳（まきはら ひろみ・TBS野球解説者、読売ジャイアンツ元投手）
- 真木ひろか
- 牧村一穂 (まきむら かずほ)
- 牧泰昌（まき やすまさ・STVラジオパーソナリティー）
- 巻山晃（まきやま あきら・STVアナ）
- MASAKI
- 真渓ハナ
- 真咲よう子（まさき ようこ・演歌歌手）
- マサト（タレント、TBCラジオ&Date FMパーソナリティー）
- マサ吉田（タレント、CMナレーター、IBCラジオパーソナリティー）
- 真下淳（ましも あつし・TBS報道局外信部記者、JNN北京支局長。元JNNロサンゼルス支局長）
- マシンガンズ
- 増井孝子（ますい たかこ）
- 桝井論平（ますい ろんぺい・元TBSアナ）
- 舛添要一（ますぞえ よういち・元東京都知事、国際政治学者、元衆議院議員。元厚生労働大臣、元外務大臣）
- 枡田絵理奈（ますだ えりな・元TBSアナ）
- ますだおかだ（MBSラジオパーソナリティー）
- 増田一樹（ますだ かずき・元MBSアナ）
- 升田尚宏（ますだ なおひろ・TBSアナ、元NHKアナ）
- 増田寛也（ますだ ひろや・元衆議院議員、元総務大臣。元岩手県知事）
- 増田雅昭（ますだ まさあき・TBSラジオパーソナリティー、気象予報士、ウェザーマップ所属）
- 増田みのり（元ニッポン放送アナ）
- 増田優香子（ますだ ゆかこ・KBCアナ、元MBCアナ&元岩手めんこいテレビアナ）
- 増山さやか（ニッポン放送アナ）
- 増山由美子（ますやま ゆみこ・BSNアナ）
- 又兵衛（またべえ・喫茶店「又兵衛茶屋」店主、RABラジオパーソナリティー）
- 町亞聖（まち あせい・元日本テレビアナ）
- 町雄介（まち ゆうすけ・FBC報道部記者）
- 待井由美子（まちい ゆみこ・TBS報道局経済部記者）
- 町田有平（まちだ ゆうへい・RKB報道部記者）
- 松たか子（女優、歌手）
- 松井愛（まつい あい・MBSアナ）
- 松井昭憲（まつい あきのり・元MBSアナ）
- 松井一郎（まつい いちろう・大阪府知事、「維新の党」共同代表）
- 松井一実（まつい かずみ・広島市長）
- 松井桂三（まつい けいぞう・俳優）
- 松井伸一（まつい しんいち・LOVE FMパーソナリティー、元KBCアナ）
- 松井督治（まつい とくじ・OBSアナ）
- 松井直樹（まつい なおき・RNC報道部記者）
- 松井秀喜（まつい ひでき・読売ジャイアンツ元野手）
- 松井梨絵子（まつい りえこ・ABSアナ）
- 松浦亜弥（まつうら あや・歌手、タレント、女優）
- 松浦大悟（まつうら だいご・参議院議員&民主党秋田県連会長。元ABSアナ）
- 松尾康司（まつお こうじ・IBC競馬解説者、岩手競馬情報誌「テシオ」編集長）
- 松尾常治（まつお じょうじ・IBC高校野球解説者）
- 松尾貴史（まつお たかし・俳優、タレント、TBSラジオパーソナリティー）
- 松尾武（まつお たけし・TBCアナ）
- 松尾伴内（まつお ばんない・俳優、タレント、「たけし軍団」元メンバー）
- 松尾宗能（まつお むねよし・レコード店「PARKS」店長、音楽評論家。RKBラジオパーソナリティー）
- 松尾雄治（まつお ゆうじ・ラグビー解説者、スポーツキャスター、「新日鉄釜石」元チームメイト）
- 松岡修造（まつおか しゅうぞう・スポーツキャスター、タレント。元プロテニスプレーヤー）
- 松岡大地（まつおか だいち・IBC報道部記者）
- 松岡宏忠（まつおか ひろただ・RNBアナ）
- 松岡祐司（まつおか ゆうじ・RKCアナ）
- 松岡洋太（まつおか ようた・TBS報道局社会部記者）
- 松風雅也（まつかぜ まさや）
- 松方弘樹（まつかた ひろき・俳優）
- 松川浩子（まつかわ ひろこ・MBSアナ）
- 松木圭介（まつき けいすけ・MBCアナ）
- 松木安太郎（まつき やすたろう・サッカー解説者、スポーツキャスター。東京ヴェルディ元監督）
- 松倉悦郎（まつくら えつろう・元フジテレビアナ）
- マツコ・デラックス（タレント）
- 松坂慶子（まつざか けいこ・女優、歌手）
- 松坂有希子（まつさか ゆきこ・元HBCアナ）
- 松崎和也（まつざき かずや）
- 松崎菊也（まつざき きくや・劇作家）
- 松崎しげる（歌手）
- 松崎誠（まつざき まこと・TBSラジオディレクター）
- 松崎麻矢（まつざき まや）
- 松沢成文（まつざわ しげふみ・元神奈川県知事）
- 松下香織（まつした　かおり・YBCアナ）
- 松下賢次（まつした けんじ・元TBSアナ）
- 松下広司（まつした こうじ・SBS報道部記者）
- 松下奈緒（まつした なお・女優、ピアニスト、作曲家）
- 松下宗生（まつした むねお・MBS報道局記者）
- 松島茂（まつしま しげる・文化放送アナ）
- 松嶋信之（まつしま のぶゆき・RSKアナ）
- 松島みのり（声優）
- 松田聖子（まつだ せいこ・歌手）
- 松田喬和（まつだ たかかず・政治評論家、毎日新聞論説委員）
- 松田久（まつだ ひさし・元エフエム愛媛アナ）
- 末田正雄（まつだ まさお・NHKアナ）
- 松平健（まつだいら けん・俳優、歌手）
- 松平定知（まつだいら さだとも・元NHKアナ）
- 松任谷正隆（まつとうや まさたか・音楽プロデューサー）
- 松任谷由実（まつとうや ゆみ・シンガーソングライター、旧姓：荒井）
- マット安川（評論家、RFラジオ日本パーソナリティー、旧：ミッキー安川）
- 松永邦久（まつなが くにひさ・元TBSアナ）
- 松永俊之（まつなが としゆき・元HBCアナウンス部長）
- 松永直子（まつなが なおこ・元SBSアナ）
- 松波完（まつなみ かん・MBS報道局記者、元JNN上海支局長）
- 松浪健四郎（まつなみ けんしろう・日本体育大学理事長。元参議院議員、元文部科学副大臣）
- 松沼博久（まつぬま ひろひさ・文化放送野球解説者）
- 松野明美（まつの あけみ・マラソン解説者、スポーツキャスター。元女子マラソン日本代表）
- 松野こうき
- 松野ちか（体操インストラクター）
- 松原えりか（STVアナ）
- 松原耕二（まつばら こうじ・TBS報道局社会部記者、コラムニスト。元JNNニューヨーク支局長）
- 松原仁（まつばら じん・衆議院議員、国家公安委員長、消費者担当大臣、北朝鮮拉致問題担当大臣。RFラジオ日本パーソナリティー）
- 松原敬生（まつばら たかお・元東海ラジオアナ）
- 松原のぶえ（演歌歌手）
- 松原宏樹（まつばら ひろき・元ABCアナ）
- 松原友希（まつばら ゆき・IBCアナ）
- 松平寛未（まつひら ひろみ・KNBアナ）
- まつみたくや（タレント、岩手ビックブルズスタジアムDJ。IBCラジオ&FM岩手パーソナリティー）
- 松村和子（まつむら かずこ・歌手）
- 松村邦洋（まつむら くにひろ・タレント。KBCラジオ・KRYラジオ・MBSラジオ・TBSラジオ・ニッポン放送パーソナリティー）
- 松村みなみ（RSK報道部記者）
- 松村玲郎（まつむら れお・MROアナ）
- 松宮一彦（まつみや かずひこ・元TBSアナ）
- 松宮麻衣子（まつみや まいこ）
- 松本明子（まつもと あきこ・タレント）
- 松元梓（まつもと あずさ・SBC気象予報士）
- 松本英子（まつもと えいこ・歌手）
- 松本幸四郎（まつもと こうしろう・俳優）
- 松本志のぶ（まつもと しのぶ・元日本テレビアナ）
- 松本卓士（まつもと たかし・RKB報道部記者）
- 松本匡史（まつもと ただし・TBC野球解説者）
- 松本哲也（まつもと てつや・シンガーソングライター、IBCラジオ&FM岩手パーソナリティー）
- 松本年弘（まつもと としひろ・CBC報道部記者）
- 松本ともこ（TBSラジオパーソナリティー、元TOKYO FMアナ）
- 松本直幸（まつもと なおゆき・RNBアナ）
- 松本秀夫（まつもと ひでお・ニッポン放送アナ）
- 松本麻衣子（まつもと まいこ・MBSアナ）
- 松本美香（まつもと みか・声優）
- 松本美貴（まつもと みき・元IBCアナ）
- 松本由紀（まつもと ゆき）
- 松本裕見子（まつもと ゆみこ・RCCラジオパーソナリティー）
- 松本龍（まつもと りゅう・元ABSアナ。現・KHBアナ）
- 松本若菜（まつもと わかな・女優、TBSラジオパーソナリティー）
- 松山香織（まつやま かおり・元CBCアナ）
- 松山薫（まつやま かおる）
- 松山千春（まつやま ちはる・歌手、ニッポン放送&NACK5パーソナリティー）
- 眞鍋かをり（まなべ かをり・タレント）
- 眞鍋政義（まなべ まさよし・女子バレー日本代表監督）
- 豆田秀和（まめた ひでかず・RKB報道部記者、元JNNバンコク支局特派員）
- 間宮優希（まみや ゆうき）
- 真山勇一（まやま ゆういち・ジャーナリスト、参議院議員。元日本テレビ記者）
- 真矢みき（まや みき・女優、宝塚歌劇団元メンバー）
- MaYankie
- MAYU（HBCラジオパーソナリティー）
- MAYU（MUSIC BIRDなどで活動したパーソナリティ）
- 真弓明信（まゆみ あきのぶ・ABC野球解説者。阪神タイガース元監督&同球団元野手）
- マリア袈里
- 丸岡いずみ（元日本テレビ記者&元UHBアナ）
- 丸川珠代（まるかわ たまよ・参議院議員、元テレビ朝日アナ）
- 丸木陽子（まるき ようこ）
- マルシア（歌手、タレント）
- 丸田輝久（まるた てるひさ）
- 丸山修（まるやま おさむ・RKCアナ）
- 丸山和也（まるやま かずや・弁護士、参議院議員）
- 丸山聡美（まるやま さとみ・ アナ）
- 丸山周（まるやま しゅう）
- 丸山隆之（まるやま たかゆき・SBCアナ、元MBCアナ）
- 丸山蘭那（まるやま らんな・元CBCアナ、現：同局広報部スタッフ）
- マレ（ゴスペルシンガー、「天国民」ボーカル。IBCラジオパーソナリティー）
- 萬崎由美子（まんざき ゆみこ・元HBCアナ）
- 萬田久子（まんだ ひさこ・女優）

#### み
- 三浦功将（みうら こうしょう・MRTアナ、元FCTアナ）
- 三浦大輔（みうら だいすけ・TBSラジオパーソナリティー、横浜DeNAベイスターズ監督）
- 三浦貴子（みうら たかこ・TBCラジオパーソナリティー）
- 三浦ちあき（WBSアナ・元KNBアナ）
- 三浦友和（みうら ともかず・俳優）
- 三浦茉莉（みうら まり・元TBSニュースバードキャスター、元東海テレビアナ。セント・フォース所属）
- 三浦泰年（みうら やすとし・ギラヴァンツ北九州元監督）
- 三浦雄一郎（みうら ゆういちろう・登山家、冒険家）
- 三浦祐太朗（みうら ゆうたろう）
- 三浦友加（みうら ゆか・タレント、YBCラジオパーソナリティー）
- 三浦りさ子（みうら りさこ・女優、旧姓：設楽）
- 三浦わたる（演歌歌手、IBCラジオパーソナリティー）
- 三重野勝己（みえの かつみ・OBSアナ）
- MiO
- 三笠宮寬仁（みかさのみや ともひと）
- 三ヶ尻知子（みかじり ともこ・気象予報士、ウェザーマップ所属）
- 美川憲一（みかわ けんいち・歌手）
- 右田昌子（みぎた あきこ・タレント、RKKラジオパーソナリティー）
- 三國連太郎（みくに れんたろう・俳優）
- 三國屋浩司（みくにや こうじ・HBC報道部記者、元JNNモスクワ支局特派員）
- 三雲孝江（みくも たかえ・元TBSアナ）
- 美坂理恵（みさか りえ・MBCアナ）
- MISATO（みさと）
- 三沢あけみ（演歌歌手）
- 三澤澄也（みさわ すみや・KBCアナ）
- 三澤肇（みさわ はじめ・元MBSアナ、現：同局報道局記者&JNNベルリン支局特派員）
- ミシェル・フェレ
- 三嶋真路（みしま しんじ）
- 水内猛（みずうち たけし・サッカー解説者、スポーツキャスター）
- 水上善雄（みずかみ よしお・STV野球解説者）
- 水木ゆうな
- 水樹奈々（みずき なな・声優、文化放送パーソナリティー）
- 水口円（みずぐち まどか）
- 水森かおり（演歌歌手）
- 水越かおる（みずこし かおる・IBCアナ）
- 水島裕（みずしま ゆう・タレント、ナレーター）
- 水谷加奈（みずたに かな・文化放送アナ）
- 水谷翔太（みずたに しょうた・大阪市天王寺区長。元NHK記者）
- 水谷ひろし（ラジオ大阪パーソナリティー）
- 水谷ミミ（東海ラジオパーソナリティー）
- 水谷ユミ
- 水沼貴史（みずぬま たかし・サッカー解説者）
- 水野晶子（みずの あきこ・MBSアナ）
- 水野晴郎（みずの はるお・映画評論家）
- 水野真紀（みずの まき・女優）
- 水野真裕美（みずの まゆみ・TBSアナ）
- 水野裕子（みずの ゆうこ・タレント、お魚マイスター）
- 水野善公（みずの よしまさ・HBCアナ、元高知さんさんテレビアナ）
- 水野涼子（みずの りょうこ・SBSアナ）
- 水分貴雅（みずわけ たかまさ・CBCアナウンス部長）
- 溝口善兵衛（みぞぐち ぜんべえ・島根県知事）
- 三田寛子（みた ひろこ・女優）
- 三田佳子（みた よしこ・女優）
- 三谷幸喜（みたに こうき・脚本家）
- 三田村邦彦（みたむら くにひこ・俳優）
- 三田村統之（みたむら つねゆき・八女市長）
- Michiko Kérry　（みちこ　けりー・歌手）
- 道盛浩（みちもり ひろし・RCCアナ）
- 三石琴乃（みついし ことの・声優、文化放送パーソナリティー）
- 光岡ディオン
- 観月ありさ（みづき ありさ・女優、歌手）
- 美月優（みづき ゆう・演歌歌手）
- 光邦（みつくに・FMヨコハマパーソナリティー）
- ミック・ボンド
- 光永亮太（みつなが りょうた・シンガーソングライター・ラジオパーソナリティー）
- 三橋泰介（みつはし たいすけ・元TBCアナ&元IATアナ）
- MITSUMI
- 三屋裕子（みつや ゆうこ・バレーボール解説者、スポーツキャスター。女子バレー元日本代表）
- 光山英和（みつやま ひでかず・STV野球解説者）
- 美藤啓文（みとう さとふみ・MBSアナ）
- 水戸華之介（みと はなのすけ・タレント、RABラジオパーソナリティー。旧・三戸華之介）
- 皆川睦男（みなかわ むつお・元ABC野球解説者）
- 皆川玲奈（みながわ れいな・TBSアナ）
- 南かおり（MBSラジオパーソナリティー）
- 南こうせつ（シンガーソングライター、元「かぐや姫」ボーカル）
- 南美布（みなみ みう）
- 南佳孝（みなみ よしたか・歌手）
- 南野陽子（みなみの ようこ・歌手、女優。ニッポン放送パーソナリティー）
- 南山千恵美（みなみやま ちえみ・ABCラジオパーソナリティー）
- 峰竜太（みね りゅうた・俳優、タレント）
- MiNo（歌手、CBCラジオパーソナリティー）
- 箕田和男（みのた かずお・RBCアナ、通称「ミノカズ」）
- みのもんた（タレント、司会者。元文化放送アナ）
- みのや雅彦（タレント、シンガーソングライター。STVラジオパーソナリティー）
- 三船敏郎（みふね としろう・俳優）
- 三船美佳（みふね みか・女優）
- 美馬怜子（みま りょうこ・モデル、タレント）
- 三村申吾（みむら しんご・青森県知事）
- 三村敏之（みむら としゆき・RCC野球解説者、広島東洋カープ元監督）
- 三村奈々恵（みむら ななえ）
- 宮入千洋（みやいり ちひろ・SBCアナ、元KNBアナ）
- 宮内鎮雄（みやうち しずお・元TBSアナ）
- 宮宇地美穂（みやうち みほ・RNCアナ）
- 宮上明子（みやかみ あきこ・WBSアナ）
- 宮川愛（みやがわ あい）
- 宮川泰（みやがわ ひろし・作曲家）
- 宮川賢（みやかわ まさる・劇作家、TBSラジオ&RFラジオ日本パーソナリティー）
- 宮川泰夫（みやかわ やすお・元NHKアナ）
- 宮城杏里（みやぎ あんり・RBCアナ）
- 宮城麻里子（みやぎ まりこ・元RBCアナ）
- 三宅八重子（みやけ やえこ・RSKアナ）
- 三宅裕司（みやけ ゆうじ・タレント、俳優、劇団「スーパーエキセントリックシアター」代表。TBSラジオ&ニッポン放送パーソナリティー）
- 宮坂珠理（みやさか しゅり・声優、元TBCアナ）
- 宮崎揚子（みやざき あきこ・タレント、RKBラジオパーソナリティー）
- 宮崎哲弥（みやざき てつや・評論家、TBSラジオ&MBSラジオパーソナリティー）
- 宮崎宣子（みやざき のぶこ・元日本テレビアナ）
- 宮崎美子（みやざき よしこ・女優）
- 宮里藍（みやざと あい・プロゴルファー）
- 宮里優作（みやざと ゆうさく・プロゴルファー）
- 宮澤隆（みやざわ たかし・元TBSアナ）
- 宮沢りえ（歌手、女優）
- 宮島咲良 (みやじま さくら)
- 宮地麻里子（みやじ まりこ・HBCアナ）
- 宮下ジェイミー静（ABCラジオパーソナリティー）
- 宮嶋那帆（みやじま なほ・RNBアナ）
- 宮島大輔（みやじま だいすけ・NHKアナ）
- 宮田愛子（みやた あいこ・STVアナ）
- 宮田敬子（みやた けいこ・元TBCアナ）
- 宮田征典（みやた ゆきのり・RFラジオ日本野球解説者、読売ジャイアンツ元投手&同球団元投手コーチ兼ヘッドコーチ）
- 宮田隆太郎（みやた りゅうたろう・ラジオ沖縄アナ）
- 宮武将吾（みやたけ しょうご・RSKアナ）
- 宮地佑紀生（みやち ゆきお・タレント、東海ラジオパーソナリティー）
- 宮永真幸（みやなが まさゆき・STVアナ）
- 宮根誠司（みやね せいじ・元ABCアナ）
- 宮部和裕（みやべ かずひろ・CBCアナ）
- 深山計（みやま はかる・ニッポン放送アナ）
- 宮本和知（みやもと かずとも・野球解説者、スポーツキャスター、読売ジャイアンツ元投手）
- 宮本けいすけ（本名：宮本啓輔・KBCアナ）
- 宮本和秀（みやもと かずひで・料理研究家、CBCラジオパーソナリティー）
- 宮本淳子（みやもと じゅんこ・WBSアナ）
- 宮本慎也（みやもと しんや・野球解説者、スポーツキャスター。東京ヤクルトスワローズ元野手）
- 宮本忠博（みやもと ただひろ・タレント、CBCラジオ&東海ラジオパーソナリティー）
- 宮本信子（みやもと のぶこ・女優、ナレーター）
- 宮本麻衣（みやもと まい・気象予報士、ウェザーマップ所属）
- 宮本隆治（みやもと りゅうじ・元NHKアナ）
- 宮脇憲一（みやわき けんいち・RKBアナ）
- 宮脇俊充（みやわき としみつ・元RKKアナ、現：同局報道部記者）
- 宮脇理恵子（みやわき りえこ）
- 実由
- みゆき
- 三代澤康司（みよさわ やすし・ABCアナ）
- 三好ジェームス（RKBアナ、元沖縄テレビアナ）
- ミンキー・ヤス（岩崎康雄）
- みんしる

#### む
- ムーディ勝山（お笑いタレント、TBCラジオパーソナリティー）
- 向井亜紀（むかい あき・女優）
- 向井千秋（むかい ちあき・元宇宙飛行士、旧姓：内藤）
- 向井政生（むかい まさお・TBSアナ）
- 向田好美（むかいだ よしみ・KRYアナ）
- 武川智美（むかわ ともみ・MBSアナ）
- 麦島侑（むぎしま たすく・BSNアナ）
- 武藤祐子（むとう ゆうこ・東海ラジオパーソナリティー、元東海テレビアナ）
- 宗像総一郎（むなかた そういちろう・元RCCアナ）
- 村井沙織（むらい さおり・IBCラジオカー「684」レポートドライバー）
- 村井裕子（むらい ゆうこ・元HBCアナ）
- 村井嘉浩（むらい よしひろ・宮城県知事）
- 村上亜希子（むらかみ あきこ・元HBCアナ）
- 村上和宏（むらかみ かずひろ・東海ラジオアナ）
- 村上ショージ（お笑いタレント、吉本興業所属。MBSラジオパーソナリティー）
- 村上弘明（むらかみ ひろあき・俳優、IBCラジオパーソナリティー）
- 村上まゆこ（FM岩手パーソナリティー、元ニッポン放送アナ）
- 村上祐子（むらかみ ゆうこ・KBSアナ）
- 村上隆二（むらかみ りゅうじ・作家）
- 村瀬寛美（むらせ ひろみ・元YBSアナ）
- 邑田みさき（むらた みさき・元HBCアナ）
- 村田好夫（むらた よしお・元ABCアナ）
- 村田睦（むらた りく）
- 村津孝仁（むらつ たかひと・OBSアナ）
- 村松えり子（むらまつ えりこ・歌手、IBCラジオパーソナリティー）
- 村松文代（むらまつ ふみよ・IBCアナ）
- 村山耕一（むらやま こういち・MRTアナ）
- 村山佐織（むらやま さおり・元RKCアナ、旧姓・橋詰）
- 村山富市（むらやま とみいち・元衆議院議員、元内閣総理大臣）
- 村山仁志（むらやま ひとし・NBCアナ）
- 村山実（むらやま みのる・野球解説者、野球評論家。読売ジャイアンツ元投手）
- 村山レイカ
- 室照美（むろ てるみ・文化放送パーソナリティー、元MROアナ）
- 室井滋（むろい しげる・女優、KNBラジオパーソナリティー）
- 室井佑月（むろい ゆづき・作家）
- 室田智美（むろだ さとみ・STVアナ）
- 室谷香菜子（むろや かなこ・HBCアナ）

#### め
- 明光院昌子（めいこういん まさこ・RKBラジオパーソナリティー、同局ラジオカー「スナッピー」元レポートドライバー）
- メイリー
- 目加田頼子（めかた よりこ・元NHKアナ）
- MEME

#### も
- 毛利千代子（もうり ちよこ・ABCラジオパーソナリティー）
- 毛利衛（もうり まもる・科学者、元宇宙飛行士）
- 毛利未央（もうり みお・元BBTアナ）
- モーリー
- モーリー・ロバートソン
- 茂木健一郎（もぎ けんいちろう・心理学者、作家）
- 茂木淳一（もぎ じゅんいち）
- 持田香織（もちだ かおり・シンガーソングライター、「Every Little Thing」ボーカル）
- 望月理恵（もちづき りえ）
- 物袋綾子（もって あやこ・元ABSアナ）
- モト冬樹（もと ふゆき・タレント）
- 元井美貴（もとい みき・気象予報士、ウェザーマップ所属、TBSラジオパーソナリティー）
- 本仮屋ユイカ（もとかりや ゆいか・女優、タレント。ニッポン放送・TBSラジオパーソナリティー）
- 元木大介（もとき だいすけ・TBS野球解説者、読売ジャイアンツ元野手）
- 本木雅弘（もとき まさひろ・俳優、タレント、「シブがき隊」元メンバー）
- 本山順子（もとやま じゅんこ・RKBラジオパーソナリティー）
- 物部純子（ものべ じゅんこ・JRTアナ）
- 桃乃木かな（もものぎ かな・AV女優）
- 森明子（もり あきこ・RKK気象予報士）
- 森朗（もり あきら・TBSラジオパーソナリティー、気象予報士。ウェザーマップ所属）
- 森繁和（もり しげかず・CBC野球解説者、中日ドラゴンズ元ヘッドコーチ）
- 森進一（もり しんいち・演歌歌手）
- 森貴俊（もり たかとし・東海ラジオアナ）
- 森博幸（もり ひろゆき・鹿児島市長）
- 森雅一郎（もり まさいちろう・TBCアナ）
- 森昌子（もり まさこ・歌手、女優）
- 森雅志（もり まさし・元富山市長）
- 森雅紀（もり まさのり）
- 森光子（もり みつこ・女優）
- 森靖子（もり やすこ）
- 森雄一（もり ゆういち）
- 森裕次郎（もり ゆうじろう・HBC報道部記者）
- 森喜朗（もり よしろう・元衆議院議員、元内閣総理大臣）
- 森理恵（もり りえ・元HBCアナ）
- 森合康行（もりあい やすゆき・元CBCアナ。現：同局ラジオ局編成業務部スタッフ）
- 森岡梢（もりおか こずえ・TBS報道局社会部記者）
- 守口香織（もりぐち かおり・RSKアナ）
- 森口博子（もりぐち ひろこ・歌手、女優）
- 森久保祥太郎（もりくぼ しょうたろう・声優、歌手）
- 森崎博之（もりさき ひろゆき・タレント、俳優。劇団「TEAM NACS」リーダー。HBCラジオ・STVラジオ・AIR-G'パーソナリティー）
- 森末慎二（もりすえ しんじ・タレント、スポーツキャスター、元体操日本代表）
- 森田健作（もりた けんさく・千葉県知事、元俳優。TBSラジオパーソナリティー）
- 森田公一（もりた こういち・作曲家、歌手）
- 盛田幸妃（もりた こうき・TBS野球解説者、横浜ベイスターズ元投手）
- 森田耕次（もりた こうじ・TOKYO FMアナウンサー）
- 森田順平（もりた じゅんぺい・俳優）
- 森田正光（もりた まさみつ・気象予報士、ウェザーマップ代表取締役社長。TBSラジオパーソナリティー）
- 森田真奈美（もりた まなみ・TOKYO FMパーソナリティー、元HBCアナ）
- 森田美位子（もりた みいこ・タレント、グラビアアイドル。RKBラジオパーソナリティー）
- 森田実（もりた みのる・政治評論家）
- 森田豊（もりた ゆたか・医療ジャーナリスト）
- 森高千里（もりたか ちさと・女優、歌手）
- 森谷威夫（もりたに たけお・KBSアナ）
- 森中慎也（もりなか しんや・STVアナ）
- 森永卓郎（もりなが たくろう・経済アナリスト）
- 森野熊八（もりの くまはち・料理研究家）
- 森藤恵美（もりふじ えみ）
- 森本茂樹（もりもと しげき・FBCアナ）
- 森本栄浩（もりもと しげひろ・MBSアナ）
- 森本尚太（もりもと しょうた・MBSアナ）
- 森本真司（もりもと しんじ・JRTアナ）
- 森本毅郎（もりもと たけろう・TBSラジオパーソナリティー、元NHKアナ）
- 森本千瑛（もりもと ちあき・KNBアナ）
- 森本晴香（もりもと はるか・JRTアナ、元BSNアナ&元広島ホームテレビアナ）
- 森本稀哲（もりもと ひちょり・HBC野球解説者、北海道日本ハムファイターズ元野手）
- 森本庸平（もりもと ようへい・ラジオ福島アナ）
- 森本レオ（俳優）
- 守屋周（もりや しゅう・TBCアナ）
- 森脇健児（もりわき けんじ・タレント、CBCラジオ・MBSラジオ・KBS京都パーソナリティー）
- 森脇大陸（もりわき ひろむつ・RSK報道部記者）
- 師岡正雄（もろおか まさお・ニッポン放送アナ。元KBCアナ）
- 諸口あきら（MBSラジオパーソナリティー）
- モンスター前塚
- 門馬良（もんま りょう・タレント、歌手。RKBラジオパーソナリティー）

### や行

#### や
- 八重樫葵（やえがし あおい・ABSアナ）
- 八重樫東（やえがし あきら・プロボクサー、IBCラジオパーソナリティー）
- 八神純子（やがみ じゅんこ・シンガーソングライター）
- 八木亜希子（やぎ あきこ・J-WAVEパーソナリティー、元フジテレビアナ）
- 八木早希（やぎ さき・元MBSアナ）
- 八木志芳（やぎ しほ・ラジオ福島アナ）
- 八木角男（やぎ すみお・RBCiラジオパーソナリティー）
- 八木徹（やぎ とおる・CROSS FMパーソナリティー）
- 八木菜摘（やぎ なつみ・STVアナ）
- 八木ひとみ（TBSニュースバードキャスター&TBSラジオニュースデスク、元YABアナ）
- 八木裕（やぎ ひろし・MBS野球解説者、阪神タイガース元野手）
- 八木誠（やぎ まこと）
- 柳沼慎一（やぎぬま しんいち・元ABSアナウンス部長）
- 八木沼純子（やぎぬま じゅんこ・スポーツキャスター、元フィギュアスケート日本代表）
- 矢口清治（やぐち きよはる・音楽評論家、翻訳家）
- 矢口真里（やぐち まり・タレント、元「モーニング娘。」メンバー）
- 役所広司（やくしょ こうじ・俳優）
- 薬丸裕英（やくまる ひろひで・タレント、俳優、歌手。「シブがき隊」元メンバー。TBSラジオパーソナリティー）
- 八雲ふみね
- 八塩圭子（やしお けいこ・学習院大学特任教授、元テレビ東京アナ）
- やしきたかじん（ロックシンガー）
- 八代亜紀（やしろ あき・演歌歌手）
- 八代英輝（やしろ ひでき・国際弁護士、TBS系「ひるおび!」レギュラーコメンテーター）
- 家城啓之（やしろ ひろゆき）
- YASU（本名：久保田康広、シンガーソングライター、HBCラジオパーソナリティー。旧・及出泰）
- 安井成行（やすい しげゆき、NBCアナ、元さくらんぼテレビアナ）
- 安井牧子（タレント、ABCラジオパーソナリティー）
- 安井優子（やすい ゆうこ・RSKアナ）
- 安井ゆたか
- 保岡栄二（やすおか えいじ・JRTアナ）
- 安田顕（やすだ けん・タレント、俳優。劇団「TEAM NACS」所属。AIR-G'パーソナリティー）
- 安田祥子（やすだ さちこ・歌手）
- 安田成美（やすだ なるみ・女優、歌手）
- 安田瑞代（やすだ みずよ・RKBアナウンス部長）
- 安田佑子（やすだ ゆうこ・元東日本放送アナ）
- 安田立和（やすだ りゅうか・元TBCアナ）
- 安永徹（やすなが とおる・RCC報道部記者）
- 安波利恵（やすなみ りえ・OBSラジオパーソナリティー）
- 矢住夏菜 （やずみ かな）
- 矢田立郎（やだ たつお・神戸市長）
- 矢田雄二郎（やだ ゆうじろう・RFラジオ日本アナ、元岩手朝日テレビアナ）
- 八津川大輔（やつがわ だいすけ・CBC報道部記者）
- 柳井麻希（やない まき・TBSラジオパーソナリティー）
- 柳川明子（やながわ あきこ・KNBアナ）
- 柳川薫（やながわ かおる・元CBCアナ）
- 柳卓（やなぎ たく・RBCアナウンス部長）
- 柳沢彩美（やなぎさわ あやみ・CBCアナ）
- 柳沢亜弓（やなぎさわ あゆみ・SBSアナ）
- 柳沢慎吾（やなぎさわ しんご・俳優、タレント）
- 柳田國男（やなぎだ くにお・作家）
- 柳田さやか（やなぎだ さやか・RNBアナ）
- 柳田理科雄（やなぎだ りかお・科学者、ニッポン放送パーソナリティー）
- 柳原可奈子（やなぎはら かなこ・タレント、ニッポン放送パーソナリティー）
- 柳本晶一（やなぎもと しょういち・女子バレー日本代表元監督。大阪市教育委員会顧問）
- 柳本雪絵（やなぎもと ゆきえ・元ABSアナ）
- 柳瀬若菜（やなせ わかな・RABアナ、元TBCアナ&元NHKアナ&元青森朝日放送アナ&元愛媛朝日テレビアナ）
- 矢野顕子（やの あきこ・シンガーソングライター）
- 矢野輝弘（やの あきひろ・ABC野球解説者、中日ドラゴンズ&阪神タイガース元捕手）
- 矢埜愛茉（やの えま・AV女優）
- 矢野きよ実（タレント、CBCラジオ&FM愛知パーソナリティー）
- 矢野大輔（やの だいすけ・サッカー解説者、スポーツキャスター。ガンバ大阪OB）
- 矢野大亮（やの だいすけ・TBS報道局社会部記者）
- やのひろみ（RNBラジオパーソナリティー）
- 矢野吉彦（やの よしひこ）
- 矢萩尚太郎（やはぎ しょうたろう・HBCアナ）
- 八幡篤範（やはた あつのり・JRTアナ）
- 八尋隆三（やひろ りゅうぞう・NHKアナ）
- 藪恵壹（やぶ けいいち・MBS野球解説者、阪神タイガース元投手）
- 藪淳一（やぶ じゅんいち・元HBCアナ）
- 矢吹春佳（やぶき はるか・演歌歌手、TBSラジオパーソナリティー）
- 矢吹稔（やぶき みのる・元RNCアナウンス部長）
- 山内惠介（やまうち けいすけ・演歌歌手、RKBラジオパーソナリティー）
- 山内孝徳（やまうち たかのり・福岡ソフトバンクホークスコーチ、元RKB野球解説者）
- 山内千代子（やまうち ちよこ・元RABアナ）
- 山内トモコ
- 山内佑利子（やまうち ゆりこ・RBCアナ）
- 山内要一（やまうち よういち・HBCアナ）
- 山岡和美（やまおか かずみ）
- 山岡三子（やまおか みつこ・タレント、セント・フォース所属）
- 山蔭ヒーロ
- 山縣彰宏（やまがた あきひろ・元RSKアナ）
- 山形由美（やまがた ゆみ・作曲家、フルート奏者）
- 山縣由美子（やまがた ゆみこ・MBC報道部記者）
- 山形谷逸（やまがたや いつ・ABS報道部記者）
- 山川静夫（やまかわ しずお・元NHKアナ）
- 山川牧（やまかわ まき）
- 山岸愛梨（やまぎし あいり）
- 山岸朋美（やまぎし ともみ・ウェザーマップ気象予報士。元アップルウェザー気象予報士）
- 山口喜久一郎（やまぐち きくいちろう・元RNCアナ。現：TNCアナ）
- 山口京子（やまぐち きょうこ・タレント、TBSラジオパーソナリティー）
- 山口五和（やまぐち さわ）
- 山口たかし（お笑いタレント、RKBラジオパーソナリティー）
- 山口敬之（やまぐち たかゆき・TBS報道局政治部記者）
- 山口智充（やまぐち ともみつ・タレント、TBSラジオパーソナリティー）
- 山口真奈（やまぐち まな・MBCアナ）
- 山口美江（やまぐち みえ・女優、モデル）
- 山口もえ（タレント、野菜ソムリエ）
- 山口良一（やまぐち りょういち・声優、俳優、タレント、歌手。元「イモ欽トリオ」メンバー）
- 山口玲香（やまぐち れいか・タレント、DJ。RKBラジオパーソナリティー）
- やまけん
- 山崎昭夫（やまざき あきお・SBCアナ）
- 山崎イサオ
- 山崎樹範（やまざき しげのり）
- 山崎聡子（やまざき さとこ・東海ラジオアナ）
- 山崎達也（やまざき たつや・RNCアナ、元同局報道部記者）
- 山崎直子（やまざき なおこ・元宇宙飛行士）
- 山崎ハコ（演歌歌手）
- 山崎バニラ（タレント、講談師）
- 山崎英樹（やまざき ひでき・HBCアナ）
- 山崎裕之（やまざき ひろゆき・文化放送野球解説者）
- 山崎邦正（やまさき ほうせい・タレント、吉本興業所属。MBSラジオパーソナリティー）
- 山崎真公子（やまざき まきこ・歌手、RKBラジオ&KBCラジオパーソナリティー）
- 山崎唯（やまざき ゆい）
- 山崎雄樹（やまざき ゆうき・RKKアナ）
- 山崎隆造（やまざき りゅうぞう・RCC野球解説者）
- 山崎怜奈（やまざき れな・タレント、「乃木坂46」元メンバー。TOKYO FM&CBCラジオパーソナリティ）
- 山里亮太（やまざと りょうた・タレント、「南海キャンディーズ」。TBSラジオ&ニッポン放送パーソナリティー）
- 山地美紗子（やまじ みさこ・ラジオ福島アナ）
- 山下久美子（やました くみこ・歌手）
- 山下健人（やました けんと・函館ＦＭいるか）
- 山下剛（やました ごう・ABCアナ）
- 山下奈緒美（やました なおみ・元RKBアナ）
- 山下達郎（やました たつろう・シンガーソングライター、TOKYO FMパーソナリティー）
- 山下千晴（やました ちはる・KNBアナ）
- 山下晴海（やました はるみ・RSK報道部記者、元JNNカイロ支局長）
- 山下泰則（やました やすのり・元RNBアナ）
- 山下泰裕（やました やすひろ・柔道解説者、スポーツキャスター。元男子柔道日本代表、元男子柔道日本代表監督）
- 山瀬まみ（やませ まみ・タレント、ニッポン放送パーソナリティー）
- 山瀬尚徳（やませ ひさのり・RKK報道部記者）
- 山添まり（やまそえ まり）
- 山田愛里（やまだ あいり・元TBSアナ）
- 山田啓二（やまだ けいじ・京都府知事、全国知事会会長）
- 山田邦子（やまだ くにこ・タレント、歌手。ニッポン放送パーソナリティー）
- 山田邦博（やまだ くにひろ・元RKKアナ）
- 山田理（やまだ さとる・元岩手朝日テレビアナ、元青森ケーブルテレビアナ）
- 山田修作（やまだ しゅうさく・気象予報士、元MBCアナ）
- 山田二郎（やまだ じろう・元NHKアナ、元TBSアナ）
- 山田すみ子（タレント、RKKラジオパーソナリティー）
- 山田太一 (TAICHI山田)（やまだ たいち・タレント）
- 山田太一（やまだ たいち・声優）
- 山田透（やまだ とおる・RFラジオ日本アナ）
- 山田としあき（タレント、RKBラジオパーソナリティー）
- 山田法子（やまだ のりこ・元RKKアナ）
- 山田花子（やまだ はなこ・お笑いタレント、MBSラジオパーソナリティー。吉本興業所属）
- やまだひさし（タレント、TOKYO FMパーソナリティー）
- 山田久志（やまだ ひさし・CBC野球解説者、中日ドラゴンズ元監督&元同球団投手コーチ）
- 山田雅人（やまだ まさと・タレント、競馬評論家）
- 山田美保（やまだ みほ・元岩手朝日テレビアナ&元TVQ九州放送アナ）
- 山田美幸（やまだ みゆき・TBSラジオパーソナリティー、元MROアナ）
- 山田泰子（やまだ やすこ・元HBCアナ）
- 山田優（やまだ ゆう・モデル、女優）
- 山田優子（やまだ ゆうこ・女優）
- 山田洋次（やまだ ようじ・映画監督）
- 山谷親平（やまたに しんぺい）
- 山中伸弥（やまなか しんや・医師、京都大学教授）
- 山中つよし（服飾研究家、ABCラジオパーソナリティー）
- 山中秀樹（やまなか ひでき・TBSラジオパーソナリティー。元フジテレビアナウンス部長）
- 山中真（やまなか まこと・MBSアナ）
- 山根あゆみ（やまね あゆみ・HBCラジオパーソナリティー、元同局ラジオ営業部員）
- 山根しんじ（ アナ、本名：山根伸志）
- 山根康広（やまね やすひろ・シンガーソングライター）
- 山根由紀夫（やまね ゆきお・KRYアナ）
- 山野之義（やまの ゆきよし・元金沢市長）
- 山野さと子（歌手）
- 山野秀子（やまの ひでこ・元RCCアナ）
- 山内あゆ（やまのうち あゆ・TBSアナ）
- 山之内すず（やまのうち すず・女優、タレント）
- 山内宏明（やまのうち ひろあき・ニッポン放送アナ）
- 山村武彦（やまむら たけひこ・防災学者、防災アドバイザー。防災システム研究所長）
- 山本あき（演歌歌手）
- 山本寛斎（やまもと かんさい・歌舞伎俳優）
- 山本恭子（やまもと きょうこ・KRYアナ）
- 山本浩一（やまもと こういち・YBCアナ）
- 山本浩二（やまもと こうじ・野球日本代表「侍ジャパン」元監督。広島東洋カープ元監督&同球団元野手）
- 山本智子（やまもと さとこ・演歌歌手、RNBラジオパーソナリティー）
- 山本繁太郎（やまもと しげたろう・山口県知事）
- 山本シュウ（タレント、TBSラジオパーソナリティー）
- 山本譲二（やまもと じょうじ・演歌歌手、東海ラジオパーソナリティー）
- 山本匠晃（やまもと たかあき・TBSアナ）
- 山本剛士（やまもと たけし・ニッポン放送アナ、元RFラジオ日本アナ。旧：山本元気）
- 山本太郎（やまもと たろう・俳優）
- 山本淑稀（やまもと としき）
- 山本昇（やまもと のぼる・KRYアナ&同局気象予報士）
- 山本博子（やまもと ひろこ・KRYアナ）
- 山本浩志（やまもと ひろし・元NHKアナ）
- 山本裕之（やまもと ひろゆき・作曲家）
- 山本文郎（やまもと ふみお・元TBSアナ）
- 山本昌（やまもと まさ・東海ラジオ&ニッポン放送野球解説者、中日ドラゴンズ元投手）
- 山本正徳（やまもと まさのり・宮古市長）
- 山本まさみ（やまもと まさみ）
- 山本真理子（やまもと まりこ・タレント、DJ。RKBラジオ・FM福岡・CROSS FMパーソナリティー）
- 山本モナ（元ABCアナ）
- 山本ゆうじ
- 山本ゆかり
- 山本義幸（やまもと よしゆき・元TBCアナ）
- 山本玲子（やまもと れいこ・盛岡市立石川啄木記念館学芸員、IBCラジオパーソナリティー）
- ヤン (ラジオパーソナリティ)

#### ゆ
- 優香（ゆうか・タレント、女優、TBSラジオパーソナリティー）
- 結城哲郎（ゆうき てつろう・元MBSアナ）
- 優木まおみ（ゆうき まおみ・タレント、生島企画室所属）
- U.K.（タレント、MBSラジオパーソナリティー）
- ユーコタケダ
- ユースケ・サンタマリア（俳優、タレント）
- YUYA
- 有華（ゆか）
- 湯川れい子
- 由紀さおり（歌手)
- ユキ・ラインハート（Yuki Rhinehart）
- 行達也（ゆき たつや)
- 雪野智世（ゆきの ともよ・元テレビ朝日アナ）
- 湯崎英彦（ゆざき ひでひこ・広島県知事）
- ゆず（フォークデュオ、ニッポン放送&TOKYO FMパーソナリティー）
- 湯舟敏郎（ゆふね としろう・ABC野球解説者、阪神タイガース元投手&同球団元投手コーチ）
- 由美かおる（女優、歌手）
- 弓木春奈（ゆみき はるな・気象予報士、ウェザーマップ所属）
- 弓山佳子（ゆみネエ）

#### よ
- よゐこ（お笑いコンビ）
- 用稲千春（よういね ちはる・元KHBアナ）
- ヨーコ・ゼッターランド（タレント）
- ヨーロッパ企画（MBSラジオ・ABCラジオ・KBS京都パーソナリティー）
  - 石田剛太（いしだ ごうた）
  - 上田誠（うえだ まこと・脚本家）
  - 酒井善史（さかい よしふみ・脚本家）
  - 角田貴志（すみた たかし）
  - 諏訪雅（すわ まさし）
  - 土佐和成（とさ かずなり）
  - 中川晴樹（なかがわ はるき）
  - 永野宗典（ながの むねのり）
  - 西村直子（にしむら なおこ）
  - 本多力（ほんだ ちから）
- ようへい（タレント、STVラジオパーソナリティー）
- 横井健一（よこい けんいち・STVアナ）
- 横内正明（よこうち しょうめい・元山梨県知事）
- 横内洋樹（よこうち ひろき・YBSアナ）
- 横尾友栄（よこお ともえ・YBCアナ）
- 横田かおり（よこた かおり）
- 横田久（よこた ひさし・元HBCアナ）
- 横山ノック（漫才師、元大阪府知事）
- 横山やすし（漫才師）
- 横山雄二（よこやま ゆうじ・RCCアナ）
- 横山由美子（よこやま ゆみこ）
- 横山義則（よこやま よしのり・TBC報道部記者、元岩手めんこいテレビアナ）
- 吉幾三（よし いくぞう・演歌歌手）
- 吉井和哉（よしい かずや）
- 吉井歌奈子（よしい かなこ・元東海テレビアナ）
- 吉井理人（よしい まさと・HBC野球解説者、東京ヤクルトスワローズ元投手）
- 吉井祥博（よしい よしひろ・元IBCアナ。現：TVKアナ）
- 義家弘介（よしいえ ひろゆき・参議院議員、文部科学省政務官、横浜市教育委員会教育委員、東北福祉大学特別講師。元北星余市高等学校教員）
- 吉岡忍（よしおか しのぶ・地震学者、防災アドバイザー）
- 吉岡直子（よしおか なおこ・CBCアナ）
- 吉岡秀樹（よしおか ひでき・YBSアナ）
- 吉川明子（よしかわ あきこ・元RCCアナ）
- 吉川圭一（よしかわ けいいち・元FBCアナ、現：同局報道部記者）
- 吉岡伸悟（よしおか しんご・元NHKアナ、現：KHBアナ）
- 吉川精一（よしかわ せいいち・元NHKアナ）
- 吉川典雄（よしかわ のりお・STVアナ）
- 吉川美代子（よしかわ みよこ・元TBSアナ、元同局解説委員、元TBSアナウンススクール校長）
- 吉沢史（よしざわ ふみ・KNB報道部記者）
- 吉沢悠（よしざわ ゆう・俳優）
- 吉住啓一（よしずみ けいいち・RCC報道部記者、元JNN北京支局特派員）
- 吉田明央（よしだ あきお・RKKアナ）
- 吉田明世（よしだ あきよ・TBSアナ）
- 吉田幸（よしだ こう・RCCアナ）
- 吉田幸真（よしだ こうしん・SBSアナ）
- 吉田早苗（よしだ さなえ・GBSアナ）
- 吉田填一郎（よしだ しんいちろう・RFラジオ日本アナ、元日本テレビアナ）
- 吉田たかよし（元NHKアナ）
- 吉田拓郎（よしだ たくろう・シンガーソングライター、ニッポン放送パーソナリティー）
- 吉田智恵（よしだ ちえ）
- 吉田千尋（よしだ ちひろ・元RCCアナ）
- 吉田照美（よしだ てるみ・元文化放送アナ）
- 吉田智江（よしだ ともえ・元MBSアナウンサー室長）
- 吉田智大（よしだ ともひろ・MBCアナ）
- 吉田尚記（よしだ ひさのり・ニッポン放送アナ）
- 吉田宏（よしだ ひろし・三菱総研客員研究員、元福岡市長。RKBラジオパーソナリティー）
- 良田麻美（よしだ まみ）
- 吉田美穂（よしだ みほ・タレント、TBCラジオ・Date FM・ふくしまFMパーソナリティー）
- 吉田瑞穂（よしだ みずほ・元IBCアナ）
- 吉田安孝（よしだ やすたか・RCCサッカー解説者）
- 吉田諭司（よしだ ゆうじ・OBfSアナ）
- 吉田羊（よしだ よう・女優）
- 吉田義男（よしだ よしお・ABC野球解説者、阪神タイガース元監督）
- 吉田涙子（よしだ るいこ・文化放送アナ）
- 吉竹史（よしたけ ふみ・元MBSアナ）
- 吉留樹里（よしどめ じゅり・元RKBラジオカー「スナッピー」レポートドライバー）
- 吉村昌広（よしむら あきひろ・タレント）
- 吉村功（よしむら いさお・GBSラジオパーソナリティー、元東海テレビアナ）
- 吉村美栄子（よしむら みえこ・山形県知事）
- 吉村優（よしむら ゆう・TBSニュースバードキャスター、元ABSアナ）
- 吉村洋子（よしむら ようこ・元CBCアナ）
- 好本綾子（よしもと あやこ・タレント）
- 吉本寿（よしもと ひさし・SBSアナ、元同局報道部記者）
- 与田剛（よだ つよし・中日ドラゴンズ監督、同球団元投手、元NHK野球解説者）
- 依田智子（よだ ともこ・YBSアナ）
- 淀川長治（よどがわ ながはる・映画評論家）
- 與那嶺啓（よなみね けい・RBCアナ）
- 米興二（よね こうじ・演歌歌手、YBCラジオパーソナリティー）
- 米岡誠一（よねおか せいいち・タレント、パインズ代表取締役社長。RKBラジオ・KBCラジオ・FM福岡パーソナリティー）
- 米吉奈名子（よねきち ななこ・ラジオ沖縄アナ）
- 米倉涼子（よねくら りょうこ・女優）
- 米澤章子（よねざわ たかこ・元RABアナウンス部長）
- 米澤秀敏（よねざわ ひでとし・RSKアナ）
- 米田佐乃助（よねださのすけ・酒田FMハーバーラジオ）
- 米田やすみ（よねだ やすみ・芸能リポーター、元山形テレビアナ）
- 米長邦雄（よねなが くにお・日本将棋連盟元会長、永世棋聖。文化放送パーソナリティー）
- 与良正男（よら まさお・毎日新聞論説委員、TBSラジオ&MBSラジオパーソナリティー）

### ら・わ行

#### ら
- ラ・バスガイドス（コーラスバンドグループ）
- らくさぶろう（タレント、落語家。RNBラジオパーソナリティー）
- ラッキィ池田（タレント・振付師、TBSラジオパーソナリティー）
- ラモス瑠偉（らもす るい・サッカー解説者、東京ヴェルディ元監督）

#### り
- リアド慈英蘭
- 陸田陽子（りくた ようこ・KNBアナ）
- Rico（歌手、IBCラジオ&FM岩手パーソナリティー）
- LINO LEIA（リノ レイア・シンガーソングライター、パフォーマー）
- 龍崎孝（りゅうざき たかし・TBS報道局政治部長。元JNN三陸支局長&元JNNモスクワ支局長）
- 領家華子（りょうけ はなこ・タレント、ABCラジオパーソナリティー）

#### る
- ルー大柴（俳優、タレント）
- ルーシー
- ルーシー・ケント

#### れ
- レイチェル・チャン（れいちぇる ちゃん）
- レーサー鹿島（レーシングドライバー）
- 蓮舫（れんほう・参議院議員、元行政刷新&消費者&節電啓発担当大臣）

#### ろ
- ロイ・ジェームス
- 六車奈々（ろくしゃ なな・タレント、MBSラジオパーソナリティー）
- 六宮貴之（ろくみや たかゆき・ 報道部記者）
- ロジャー大葉（ミュージシャン、シンガーソングライター。TBCラジオパーソナリティー）
- 六角精児（ろっかく せいじ・俳優、タレント。TBSラジオパーソナリティー）
- 六華亭遊花（ろっかてい ゆうか・タレント、落語家。TBCラジオパーソナリティー。旧・川野目亭南天）
- Roni
- ロバート・ハリス

#### わ
- 和賀幹夫（わが みきお・IBC競馬解説者、岩手競馬情報誌「ケイシュウ」編集スタッフ）
- 若井典子（わかい のりこ・元KRYアナ）
- 若尾貴史（わかお たかし・CBC報道部記者）
- 若狭敬一（わかさ けいいち・CBCアナ）
- 若狭勝（わかさ まさる・弁護士、東京地検特捜部元副部長）
- 若杉佳子（わかすぎ よしこ・放送作家、STVラジオパーソナリティー）
- 若林剛（わかばやし ごう・岩手医科大学外科学講座教授、IBCラジオパーソナリティー）
- 若林聖子（わかばやし せいこ・HBCラジオパーソナリティー、同局ラジオディレクター兼務）
- 若林史江（わかばやし ふみえ・経済評論家）
- 若松勉（わかまつ つとむ・ニッポン放送野球解説者、東京ヤクルトスワローズ元監督）
- 若山弦蔵（わかやま げんぞう・元TBSアナ）
- 脇田美代（わきた みよ・KRYアナ）
- 和久井映見（わくい えみ・女優）
- 和久井薫（わくい かおる・STVアナ）
- 和氣孝治（わけ たかはる・RNBアナ）
- 分林里佳（わけばやし りか・TBSニュースバードキャスター、元JRTアナ）
- 和合敦子（わごう あつこ・歴史研究家、ラジオ福島パーソナリティー）
- 若生哲旺（わこう てつお・元TBCアナ&元同局報道制作部長）
- 和合亮一（わごう りょういち・詩人、高校教諭。ラジオ福島パーソナリティー）
- 和沙哲郎（わさ てつろう・元ABCアナ）
- 和佐由紀子（わさ ゆきこ・元RCCアナ）
- 鷲崎健（わしざき たけし）
- 鷲沢正一（わしざわ しょういち・元長野市長）
- 鷲塚美千代（わしづか みちよ・元CBCアナ）
- 和田あい（元CBCアナ）
- 和田アキ子（歌手・タレント、TBSラジオ&ニッポン放送パーソナリティー）
- 和田青児（わだ せいじ・演歌歌手）
- 和田毅（わだ つよし・福岡ソフトバンクホークス元投手、RKBラジオパーソナリティー）
- 和田季子（わだ としこ・元 アナ）
- 和田勉（わだ べん・タレント、演出家、元NHKディレクター）
- 和田政宗（わだ まさむね・参議院議員、元NHKアナ）
- 和田安生（わだ やすお・元KBCアナ）
- 和田豊（わだ ゆたか・阪神タイガース監督、同球団元野手）
- 渡瀬恒彦（わたせ つねひこ・俳優）
- 渡部郁子（わたなべ いくこ）
- 渡部映治（わたなべ えいじ・YBC報道部記者）
- 渡辺えり（女優）
- 渡部勝彦（わたなべ かつひこ・宮城教育大学教授、指揮者、TBCラジオパーソナリティー）
- 渡部恒三（わたなべ こうぞう・元衆議院議員、元民主党最高顧問）
- 渡辺貞夫（わたなべ さだお・ジャズサックス奏者）
- 渡辺純忠（わたなべ すみただ・山口市長）
- 渡辺たかね（タレント、MBSラジオ&ABCラジオパーソナリティー）
- 渡辺徹（わたなべ とおる・俳優、歌手。文化放送パーソナリティー）
- 渡辺敏之（わたなべ としゆき・元TBCアナ、現：同局ラジオディレクター）
- 渡辺奈緒子（わたなべ なおこ）
- 渡辺正行（わたなべ まさゆき・タレント、「コント赤信号」元メンバー）
- 渡辺麻耶（わたなべ まや）
- 渡辺真理（わたなべ まり・元TBSアナ）
- 渡辺美香（わたなべ みか・CBCアナ）
- 渡邉美香（わたなべ みか・元ラジオ福島アナ）
- 渡辺三千彦（わたなべ みちひこ・KRYアナ）
- 渡辺実（わたなべ みのる・DJ）
- 渡辺康幸（わたなべ やすゆき・マラソン解説者・早稲田大学陸上部駅伝監督）
- 渡辺祐（わたなべ たすく）
- 渡部陽一（わたなべ よういち・戦場フリーカメラマン、TBSラジオ・文化放送・ニッポン放送パーソナリティー）
- 渡辺陽子（わたなべ ようこ・元HBCアナ）
- わたなべヨシコ（わたなべ よしこ・フリーラジオパーソナリティー、イベントMC、WEBオペレーター、バンドミュージシャン）
- 渡辺喜美（わたなべ よしみ・衆議院議員、元「みんなの党」代表）
- 綿谷エリナ（わたや えりな・TOKYO FMパーソナリティ）
- 渡哲也（わたり てつや・俳優、歌手、石原プロモーション元代表取締役社長）
- ワリー・ガッタナー（タレント、ABSラジオパーソナリティー）